# Legnano
Legnano (IPA: /leɲˈɲaːno/, Legnàn o Lignàn in dialetto legnanese) è un comune italiano di 60 823 abitanti della città metropolitana di Milano in Lombardia, situato nell'Alto Milanese e attraversato dal fiume Olona.
Le origini dell'abitato sono rintracciabili nel I millennio a.C., periodo al quale risalgono i più antichi reperti trovati nel territorio del comune. Già in epoche remote, infatti, le colline che costeggiano l'Olona si dimostravano luoghi abitabili.
Grazie a una storica battaglia, Legnano è l'unica città, oltre a Roma, a essere citata nell'inno nazionale italiano ("[...] Dall'Alpi a Sicilia dovunque è Legnano [...]"). Ogni anno i legnanesi ricordano questa battaglia con il Palio delle contrade, che si svolge, normalmente, l'ultima domenica di maggio. In ambito istituzionale, il 29 maggio, data della battaglia di Legnano, è stato scelto come festa regionale della Lombardia.

## Geografia fisica

### Territorio

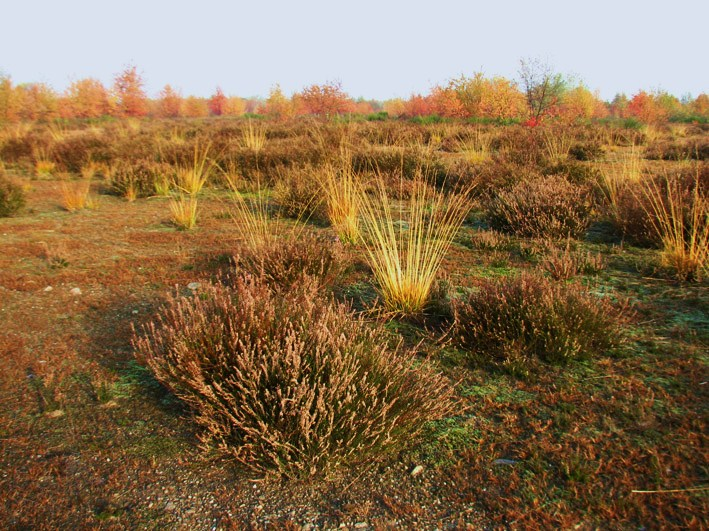
La brughiera (chiamata anche "groana") nei pressi della Cascina Malpensa durante la fioritura autunnale del brugo. Da questa corte lombarda ha preso il nome l'Aeroporto di Milano-Malpensa

Legnano è situata lungo il corso della fiume Olona, a sud delle Prealpi Varesine. Il suolo, che è principalmente composto da ciottoli, ghiaia, sabbia e argilla, era un tempo coperto da un sottile strato di humus poco adatto alla crescita di boschi e alla coltivazione agricola, così da essere in gran parte groana.
Il territorio ha una superficie di 17,72 km² ed è distribuito su un suolo che ha un'altitudine compresa tra i 192 m e i 227 m s.l.m.. Secondo la classificazione sismica la città è in zona 4 (sismicità irrilevante), come stabilito dall'ordinanza PCM n. 3274 del 20 marzo 2003.

### Idrografia

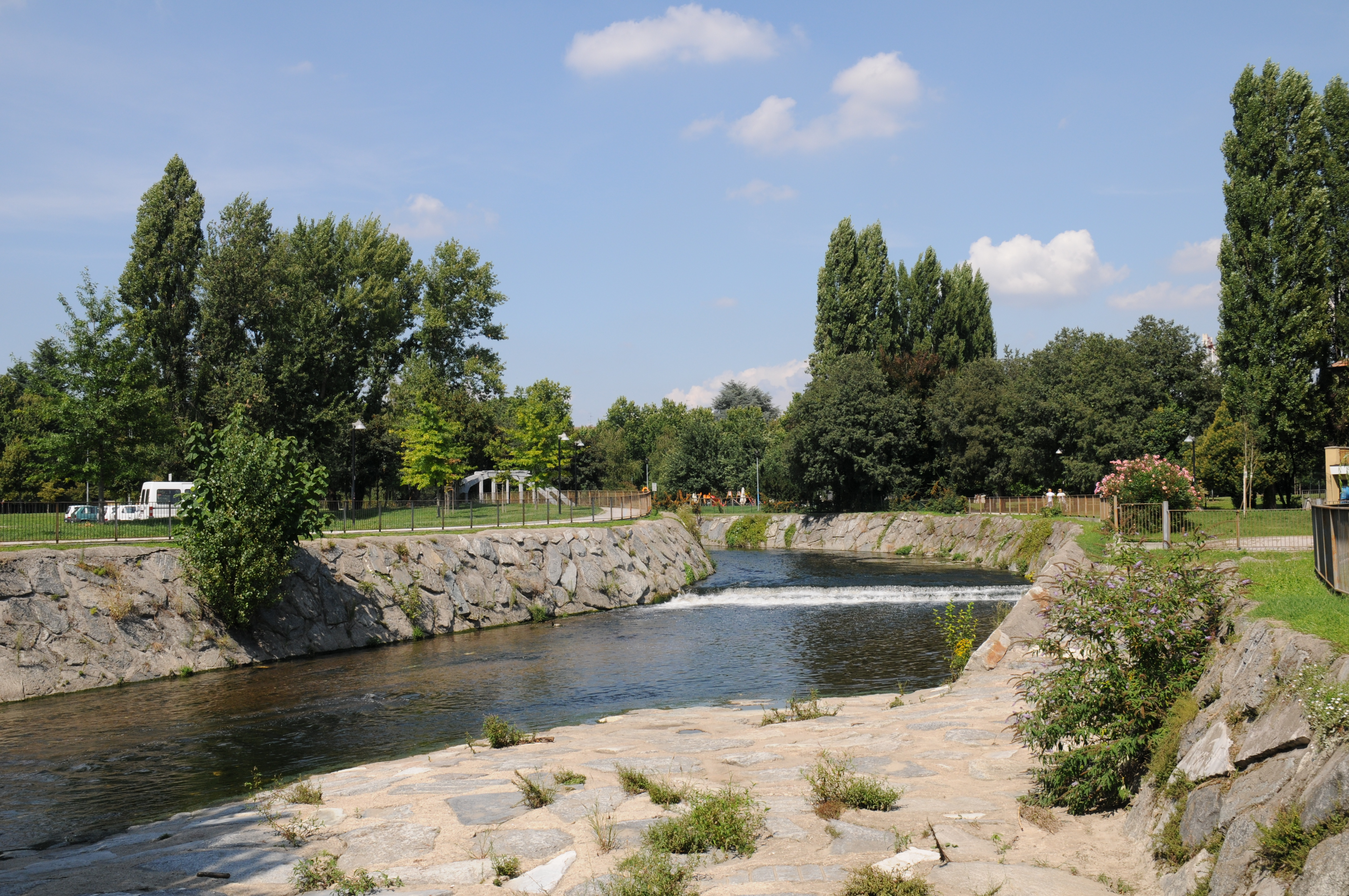
Il fiume Olona a Legnano

Legnano è attraversata dal fiume Olona, che taglia in due parti quasi uguali il territorio comunale. Per la stragrande maggioranza del tratto cittadino, il corso d'acqua è incanalato in argini in cemento o pietra, che sono stati costruiti per minimizzare le esondazioni. L'Olona, prima della costruzione di argini e canali scolmatori, è stato infatti un fiume che ha flagellato con frequenti esondazioni le aree che attraversa.
Grazie alla costruzione degli argini, gli allagamenti sono diventati eventi rari: l'ultima esondazione che ha fatto danni ingenti alla città si è verificata il 13 settembre 1995, mentre l'ultima in ordine cronologico è avvenuta nel luglio 2014.
Fino alla fine del XX secolo, una cospicua parte dell'alveo era sormontata da strutture in cemento (per la maggior parte in corrispondenza delle aree degli ex cotonifici Cantoni e Dell'Acqua), che coprivano il fiume.
Nel passato esistevano deviazioni del corso del fiume: naturali, come l'Olonella, e artificiali, come i canali e le rogge scavate dai contadini. Questi ultimi erano necessari per raggiungere, a scopi irrigui, i terreni più lontani dall'Olona. L'estrazione delle acque dal fiume, e più in genere le attività connesse allo sfruttamento dell'Olona, furono regolate, durante i secoli, da contratti e regolamenti.
Nonostante l'Olona sia stato uno dei fiumi più inquinati d'Italia, la qualità delle acque sta gradualmente migliorando. Il minor inquinamento delle acque ha permesso la rimozione delle coperture in cemento che un tempo chiudevano superiormente l'alveo.

### Clima

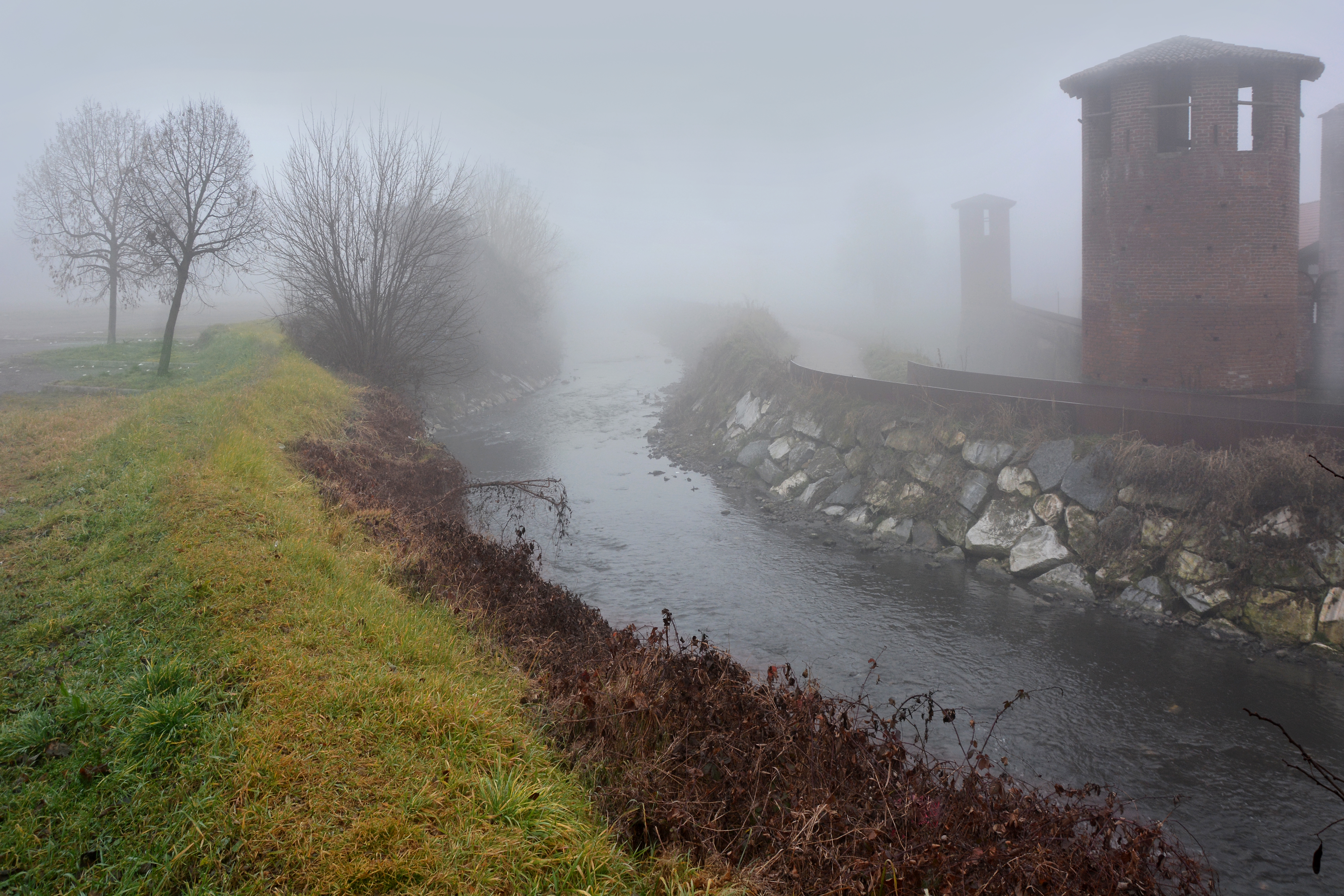
Nebbia al castello Visconteo di Legnano

Secondo la classificazione climatica il centro abitato è situato in "zona E", 2451 GR/G. Situata nell'alta pianura padana, Legnano ha un clima di tipo continentale con inverni freddi caratterizzati da molte giornate di gelo e dal fenomeno della nebbia, che però sta diventando via via sempre meno frequente. Le estati sono calde, umide e moderatamente piovose, con le temperature che possono superare i 30 °C e con l'umidità che può raggiungere l'80% causando quel fenomeno di caldo umido comunemente chiamato "afa". L'umidità non è presente solo d'estate, ma è molto elevata tutto l'anno.
Le perturbazioni di stampo atlantico-mediterraneo o quelle di origine artico-russa sono le principali cause delle precipitazioni atmosferiche. Legnano, come del resto gran parte della pianura padana, soffre di scarsa ventilazione.
I dati provenienti dalla stazione meteorologica di Milano Malpensa indicano, in base alla media trentennale di riferimento (1961-1990) per l'Organizzazione Mondiale della Meteorologia, che la temperatura media del mese più freddo, gennaio, si attesta attorno a -4 °C; quella del mese più caldo, luglio, è appena sopra i +28 °C. Le precipitazioni medie annue sono superiori ai 1000 mm e presentano un picco primaverile e autunnale, con un minimo relativo invernale.
| MILANO MALPENSA (1961-1990)      | Mesi         | Mesi         | Mesi         | Mesi        | Mesi        | Mesi        | Mesi        | Mesi        | Mesi        | Mesi        | Mesi         | Mesi         | Stagioni | Stagioni | Stagioni | Stagioni | Anno    |
| MILANO MALPENSA (1961-1990)      | Gen          | Feb          | Mar          | Apr         | Mag         | Giu         | Lug         | Ago         | Set         | Ott         | Nov          | Dic          | Inv      | Pri      | Est      | Aut      | Anno    |
| -------------------------------- | ------------ | ------------ | ------------ | ----------- | ----------- | ----------- | ----------- | ----------- | ----------- | ----------- | ------------ | ------------ | -------- | -------- | -------- | -------- | ------- |
| T. max. media (°C)               | 6,1          | 8,6          | 13,1         | 17,0        | 21,3        | 25,5        | 28,6        | 27,6        | 24,0        | 18,2        | 11,2         | 6,9          | 7,2      | 17,1     | 27,2     | 17,8     | 17,3    |
| T. min. media (°C)               | −4,4         | −2,5         | 0,4          | 4,3         | 9,0         | 12,6        | 15,3        | 14,8        | 11,5        | 6,4         | 0,7          | −3,6         | −3,5     | 4,6      | 14,2     | 6,2      | 5,4     |
| T. max. assoluta (°C)            | 21,0 (1982)  | 24,4 (1990)  | 25,4 (1990)  | 28,0 (1975) | 30,7 (1979) | 34,3 (1965) | 37,0 (1983) | 35,8 (1974) | 33,9 (1988) | 29,9 (1986) | 22,8 (1964)  | 21,1 (1967)  | 24,4     | 30,7     | 37,0     | 33,9     | 37,0    |
| T. min. assoluta (°C)            | −18,0 (1985) | −15,6 (1987) | −12,2 (1971) | −6,1 (1970) | −5,2 (1979) | 0,6 (1974)  | 4,7 (1974)  | 4,7 (1979)  | 0,5 (1976)  | −5,3 (1974) | −13,6 (1988) | −15,2 (1973) | −18,0    | −12,2    | 0,6      | −13,6    | −18,0   |
| Nuvolosità (okta al giorno)      | 4,8          | 4,6          | 4,4          | 4,7         | 4,9         | 4,4         | 3,6         | 3,9         | 3,8         | 4,1         | 4,9          | 4,6          | 4,7      | 4,7      | 4,0      | 4,3      | 4,4     |
| Precipitazioni (mm)              | 67,5         | 77,1         | 99,7         | 106,3       | 132,0       | 93,3        | 66,8        | 97,5        | 73,2        | 107,4       | 106,3        | 54,6         | 199,2    | 338,0    | 257,6    | 286,9    | 1 081,7 |
| Giorni di pioggia                | 6            | 6            | 8            | 9           | 10          | 9           | 6           | 8           | 6           | 7           | 8            | 6            | 18       | 27       | 23       | 21       | 89      |
| Umidità relativa media (%)       | 78           | 76           | 69           | 73          | 74          | 74          | 74          | 73          | 74          | 77          | 80           | 80           | 78       | 72       | 73,7     | 77       | 75,2    |
| Pressione a 0 metri s.l.m. (hPa) | 1 019        | 1 017        | 1 016        | 1 014       | 1 015       | 1 016       | 1 016       | 1 015       | 1 018       | 1 020       | 1 016        | 1 017        | 1 017,7  | 1 015    | 1 015,7  | 1 018    | 1 016,6 |
| Vento (direzione-m/s)            | N 3,3        | N 3,3        | N 3,4        | N 3,5       | N 3,3       | N 3,2       | N 3,1       | N 3,0       | N 3,1       | N 3,1       | N 3,4        | N 3,3        | 3,3      | 3,4      | 3,1      | 3,2      | 3,3     |

## Origini del nome

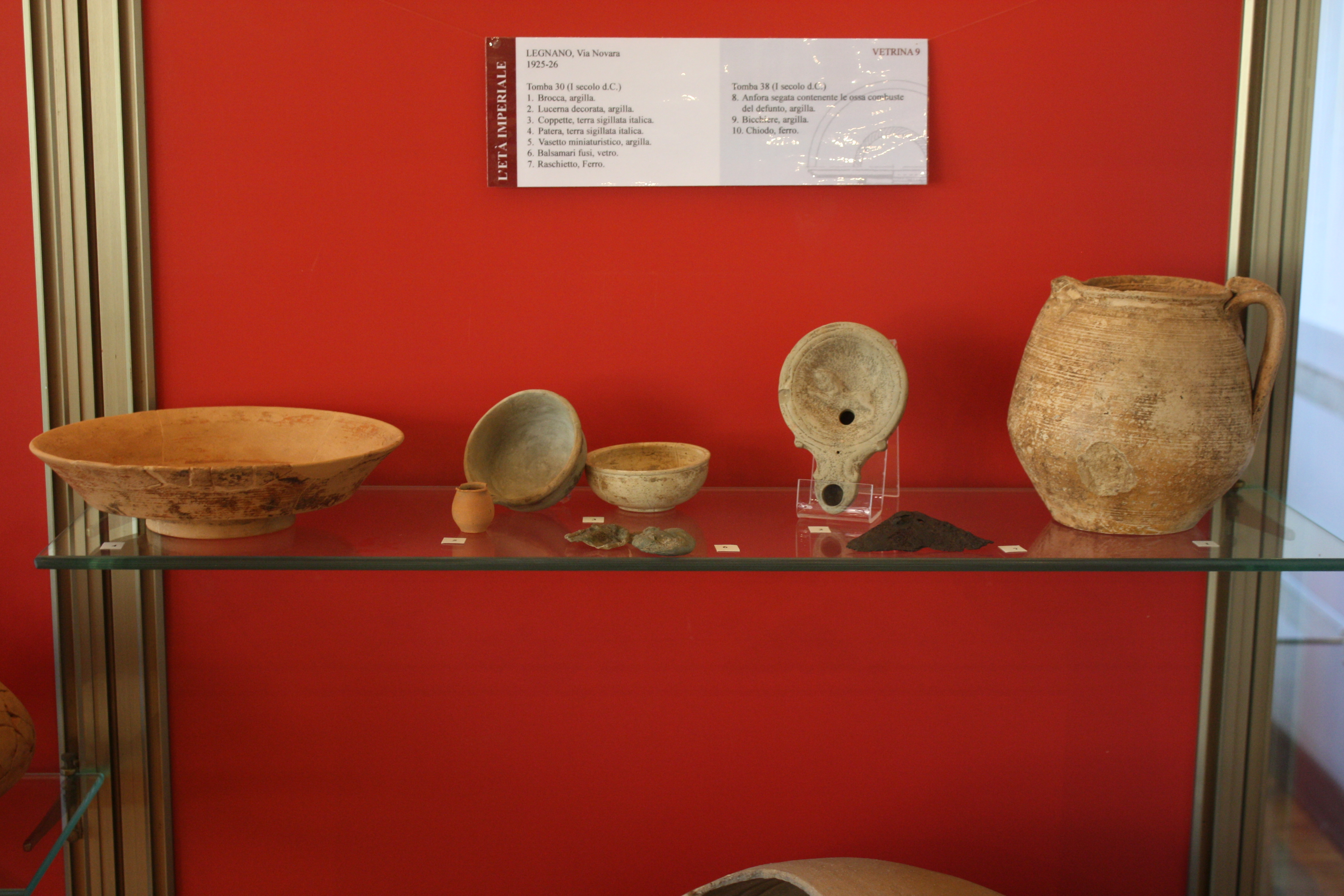
Ritrovamenti di epoca romana (I secolo d.C.). Sono stati rinvenuti a Legnano tra il 1925 e il 1926 in via Novara

Il toponimo "Legnano" ha origini incerte, visti i molteplici nomi con cui il borgo è chiamato nelle fonti storiche. L'appellativo della città potrebbe essere un aggettivo prediale e quindi sarebbe formato da una prima parte che deriverebbe dal nome del più importante proprietario terriero della zona e da un suffisso che definirebbe questa appartenenza. Nel caso di Legnano, il nome di tale possidente potrebbe essere stato Lemennius o Limenius, a cui venne aggiunto il suffisso –anum.
Questa proprietà terriera era più estesa della moderna Legnano e doveva avere le caratteristiche di un latifondo. I nomi dei comuni limitrofi hanno un'origine più recente e quindi l'antica Lemoniano, Leminiano o Lemegniano, in seguito divenuto Limnianum e infine Legnanum, si estendeva ragionevolmente su un territorio piuttosto vasto. Il suffisso –anum confermerebbe che la latinizzazione del territorio fosse completamente avvenuta. Per altre località, dove l'influenza celtica era presente in maniera maggiore, il suffisso aggiunto corrispondeva ad –acum.
Un altro studio suffraga l'ipotesi che uno degli appellativi con cui la città era conosciuta nel Medioevo (Legnanum) derivi dal toponimo fondiario Latinanium. Sono invece da scartare le supposizioni che farebbero risalire il nome della città al toponimo celtico Lemonianum (ovvero "luogo del bosco sacro") oppure all'aggettivo prediale Laenianum, che deriverebbe a sua volta dal nome del proprietario terriero Laenius.
Non si conosce il periodo di fondazione di questa primigenia comunità: il toponimo "Legnano" avrebbe origini almeno medievali. Secondo alcune ipotesi la genesi dell'antica Latinanium risalirebbe a prima della nascita di Cristo, in epoca romana.

## Storia

### Preistoria ed epoca romana

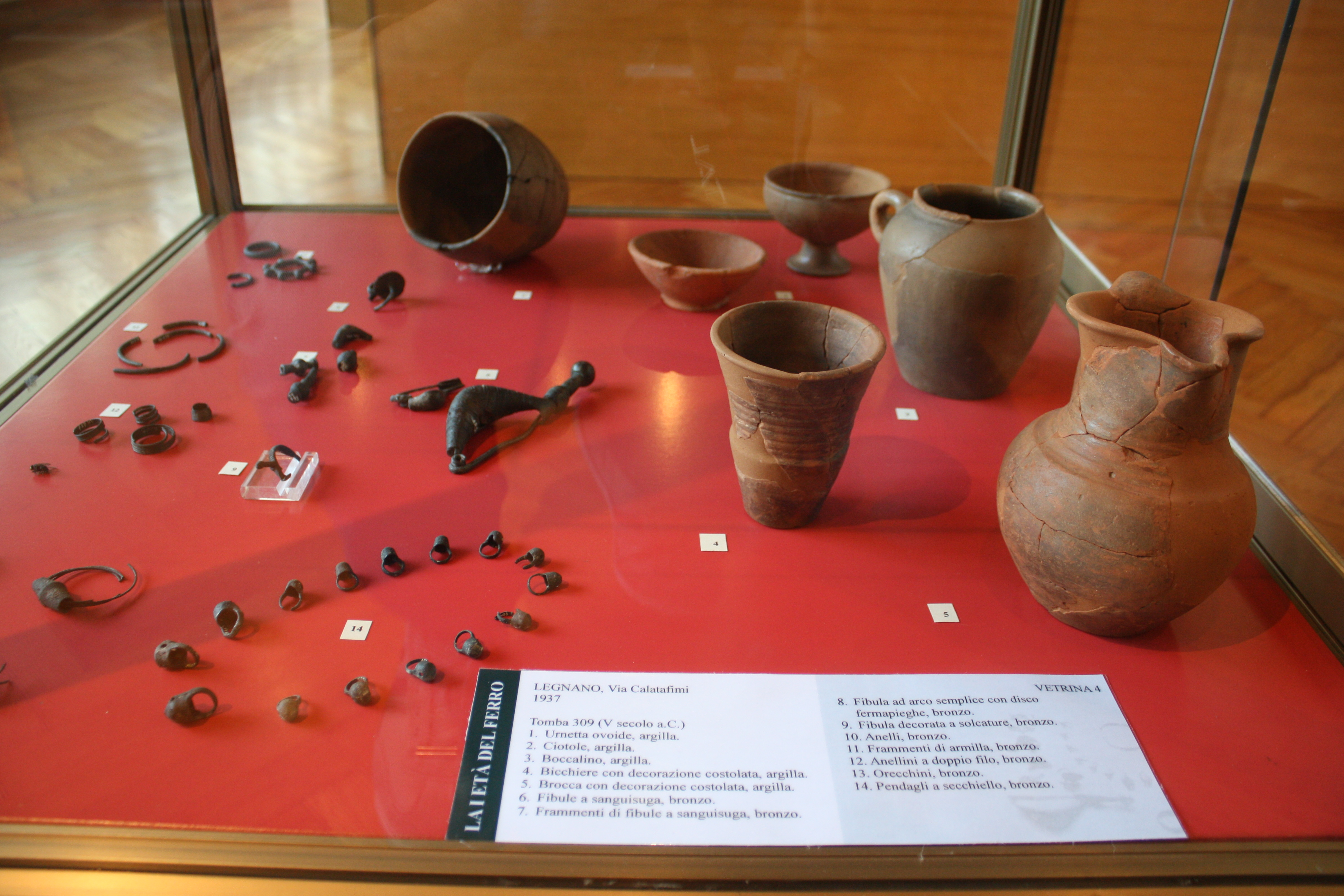
Ritrovamenti collegabili alla Cultura di Golasecca recente (V secolo a.C.) rinvenuti nel 1937 in via Calatafimi a Legnano e conservati presso museo civico della città

Fin dai tempi più antichi gli abitanti di Legnano vissero sui margini della valle scavata dall'Olona. Questi terreni, più alti rispetto al corso del fiume, non erano infatti allagati dalle regolari piene del corso d'acqua. Di conseguenza, i più rilevanti ritrovamenti archeologici, dalla preistoria fino alla dominazione romana, sono stati scoperti lungo i margini della valle dell'Olona; questi reperti si riferiscono principalmente a inumazioni.
I più antichi suppellettili trovati a Legnano sono dei frammenti di un vaso riconducibili alla cultura di Remedello. Venuti alla luce tra il 1926 e il 1928 nei pressi del confine tra Castellanza e Legnano, risalgono a un periodo compreso tra il 3400 a.C. e il 2200 a. C.. Da un sito archeologico vicino alla strada statale del Sempione sono stati ritrovati dei bronzi risalenti alla dominazione celtica, databili tra il IV e il I secolo a.C. (la cosiddetta cultura di La Tène). L'antico vicus di Legnano, che apparteneva alla regio XI Transpadana, era collegato alle zone limitrofe attraverso importanti vie di comunicazione, la più importante delle quali era una strada romana costruita nel I secolo, la via Severiana Augusta, che costeggiava l'Olona in corrispondenza del moderno corso Sempione e che collegava l'antica Milano al Verbano.
I più importanti ritrovamenti di epoca romana furono invece scoperti nel 1925 in una necropoli nella zona est della città. Si trattava di monete, piatti, coppe, bicchieri, balsamari, specchi, utensili in ferro. Altre tombe risalenti allo stesso periodo sono state trovate nel 1985 vicino al centro storico, mentre in un altri scavi archeologici sono stati portati alla luce oggetti di tarda età romana. Tale corredo era formato da ciottoli, coltelli, rasoi e fibbie.
Tutti questi oggetti sono esposti nel museo civico Sutermeister di Legnano.

### Il Medioevo

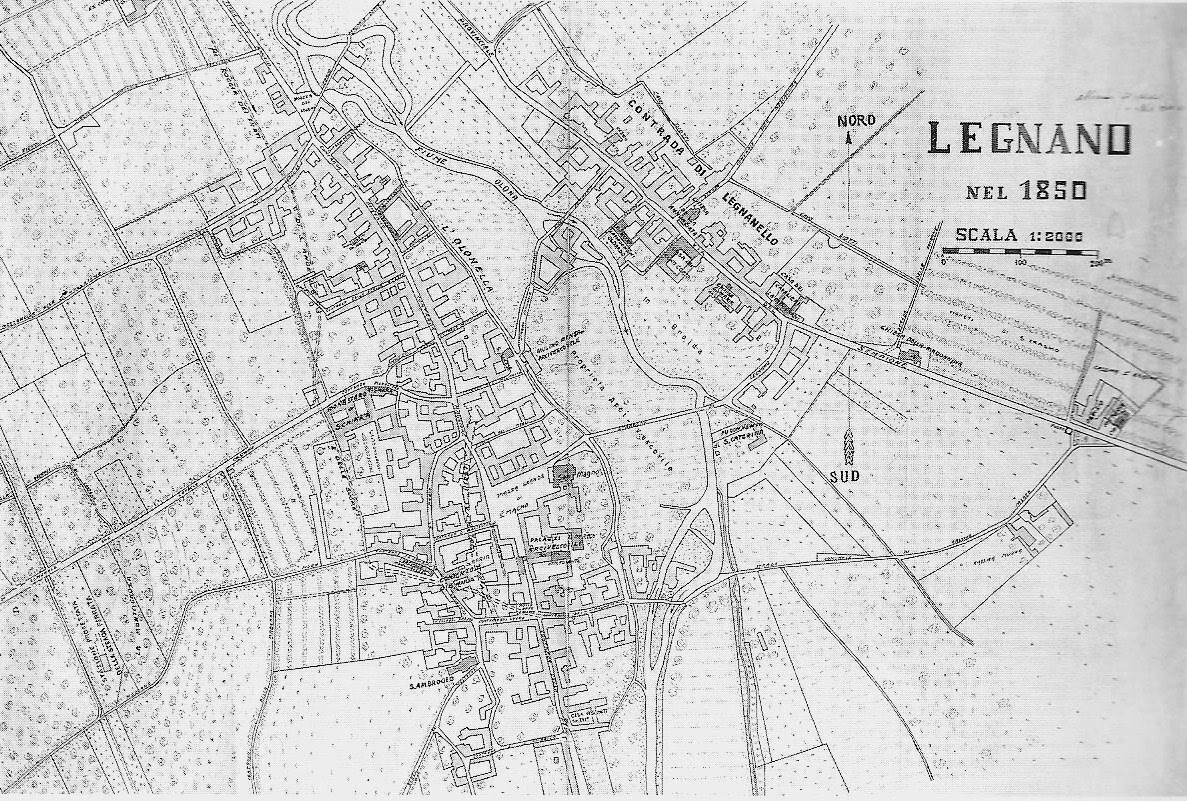
Una mappa di Legnano del 1850: si vedono ancora i due abitati di Legnano e Legnanello (all'epoca ancora distinti) divisi dall'Olona e dall'Olonella. I due centri abitati si sono poi saldati in un unico conglomerato urbano con l'espansione edilizia del XX secolo

Nel Medioevo Legnano era divisa in due parti: l'abitato principale, che era ubicato sulla riva destra dell'Olona e che corrisponde al centro della città (la cosiddetta Contrada Granda, in dialetto legnanese) e un borgo più piccolo, Legnanello, sulla riva sinistra del fiume (da cui è derivato il nome della contrada di Legnarello). L'abitato principale si sviluppò con una pianta con forma allungata lungo un'importante strada, che ne costituiva l'asse principale attraversandolo da nord a sud. Proveniente dalla valle dell'Olona, questa via di comunicazione attraversava Castellanza, Legnano, l'odierno quartiere Costa di San Giorgio e proseguiva verso Milano. Nei punti in cui questa strada entrava e usciva da Legnano si trovavano due porte, di cui una, detta «porta di sotto», è stata demolita nel 1818: era situata in corso Magenta, poco più avanti dell'ingresso di palazzo Leone da Perego. Verosimilmente sul lato contrapposto, a nord, si trovava un'equivalente «porta di sopra» di cui, però, non ci sono giunte testimonianze neppure sui documenti, dato che fu probabilmente abbattuta in tempi più remoti. Legnano era poi dotata di mura difensive e di un fossato allagabile.
Il primo documento pervenuto sulla storia di Legnano riguarda il quartiere di Legnanello. Questo atto, che si riferisce a una permuta di terreni situati nella piccola frazione, è datato 23 ottobre 789. All'interno di questa testimonianza scritta si può leggere:
(Codice diplomatico longobardo, numero LIV)
Sembra che il rione esistesse già nel 687, quando ebbe inizio la celebrazione religiosa della benedizione delle candele (la "Candelora"), introdotta da Papa Sergio I, che si officiava ogni 2 febbraio. La prima menzione del borgo principale di Legnano è invece legata alla cattura di Arialdo, capo della Pataria, che avvenne all'interno del castello dei Cotta. Sulla Historia Mediolanensis scritta da Landolfo Seniore nell'XI secolo che tratta della storia di Milano nel Medioevo possiamo infatti leggere che Arialdo sia stato catturato:
(Historia Mediolanensis)

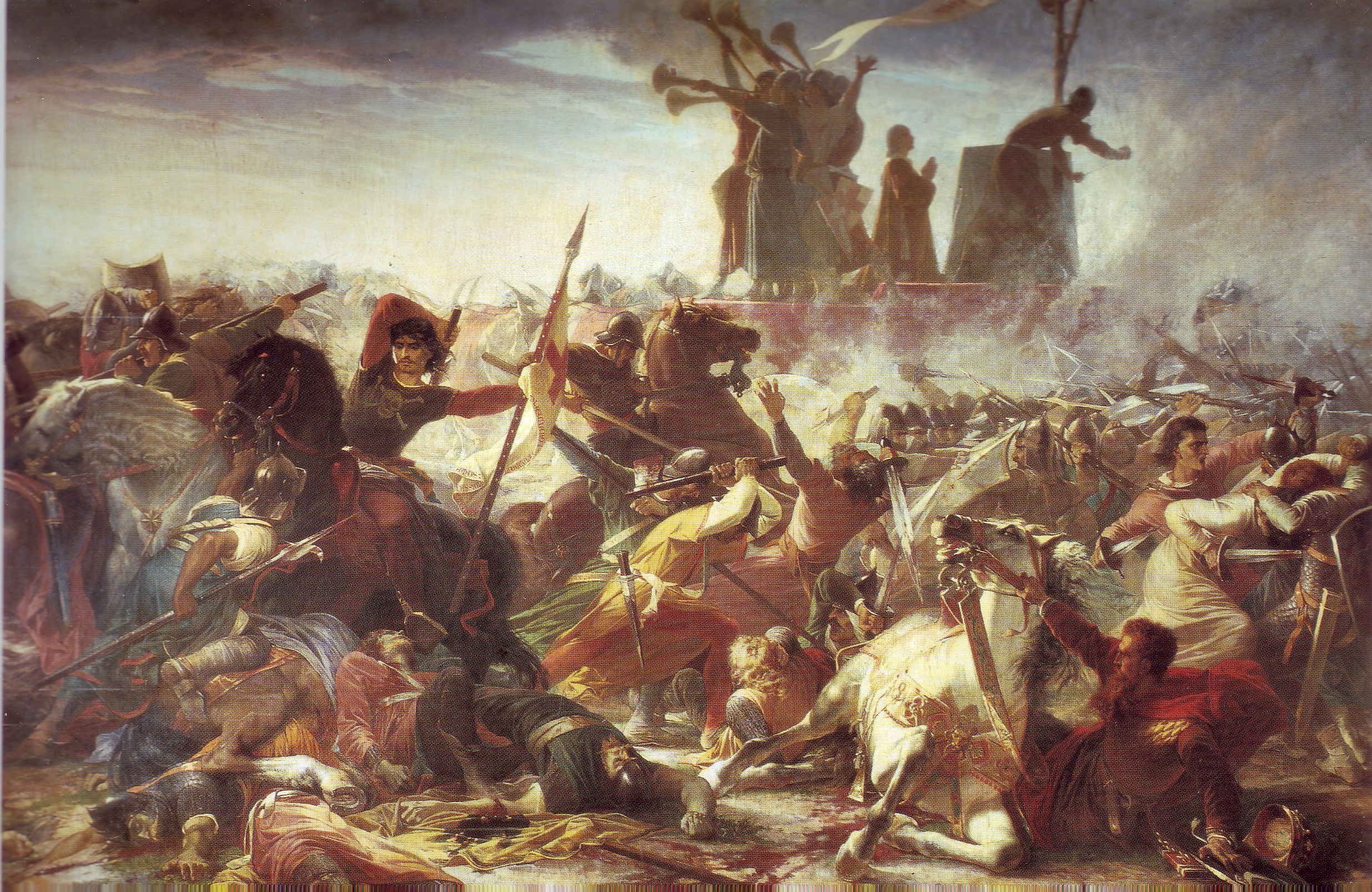
La battaglia di Legnano. Particolare da un quadro di Amos Cassioli (1832-1891)

Nel Medioevo Legnano fu teatro dell'omonima battaglia: in diverse campagne militari, prima del celebre scontro, l'imperatore tedesco Federico I Hohenstaufen (detto "il Barbarossa") ambiva ad affermare il suo dominio sui comuni dell'Italia settentrionale. Questi ultimi superarono le rivalità interne unendosi nella Lega Lombarda, presieduta da Papa Alessandro III. Il 29 maggio 1176 l'esercito dell'imperatore Federico Barbarossa fu sconfitto nella famosa battaglia, combattuta nei dintorni di Legnano, a opera delle truppe della Lega Lombarda. Per questo evento storico l'esercito italiano ha dedicato alla città sei unità militari: la 58ª divisione, il 67º e il 68º reggimento fanteria, il 27º e il 58º reggimento artiglieria e il Reggimento Artiglieria a cavallo. In seguito il nome della città è stato associato al 1º battaglione del 232º Reggimento Trasmissioni. Giuseppe Verdi ha lavorato all'opera La battaglia di Legnano nel 1849. L'ultima domenica del mese di maggio, a Legnano, avviene la rievocazione storica della battaglia con una sfilata in costume dell'epoca per le vie della città, cui segue una gara ippica in cui si sfidano le otto contrade cittadine. Tale manifestazione è conosciuta come Palio di Legnano. In ambito istituzionale, la data del 29 maggio è stata scelta come festa regionale della Lombardia.
A Legnano soggiornò anche Leone da Perego, vescovo di Milano dal 1241 al 1257. Visse nel palazzo omonimo, dove morì il 14 ottobre 1257. In un primo momento fu sepolto nella chiesa legnanese di Sant'Ambrogio, poi la salma scomparve. La comunità legnanese approvò, nel 1258, i suoi primi statuti, deliberazione che fece nascere, formalmente, il comune di Legnano.
Il castello di Legnano ospitò per una notte, nell'aprile 1273, i reali d'Inghilterra Edoardo I Plantageneto ed Eleonora di Castiglia nel tragitto di ritorno da un loro viaggio in Medio Oriente.
Fino al 1288 in città visse Bonvesin de la Riva, il maggiore poeta e scrittore lombardo del XIII secolo, esponente più in vista del movimento poetico didattico del nord Italia. Il letterato descrisse Legnano con questi versi: "[...] Fra tutte le città della Lombardia è lodata come la rosa o il giglio fra i fiori, come il cedro nel Libano, come il leone fra i quadrupedi, come l'aquila fra gli uccelli, sì da apparire come il sole tra i corpi celesti, per la fertilità del suolo e la disponibilità dei beni occorrenti agli uomini [...]".

### Dal Quattrocento al Seicento

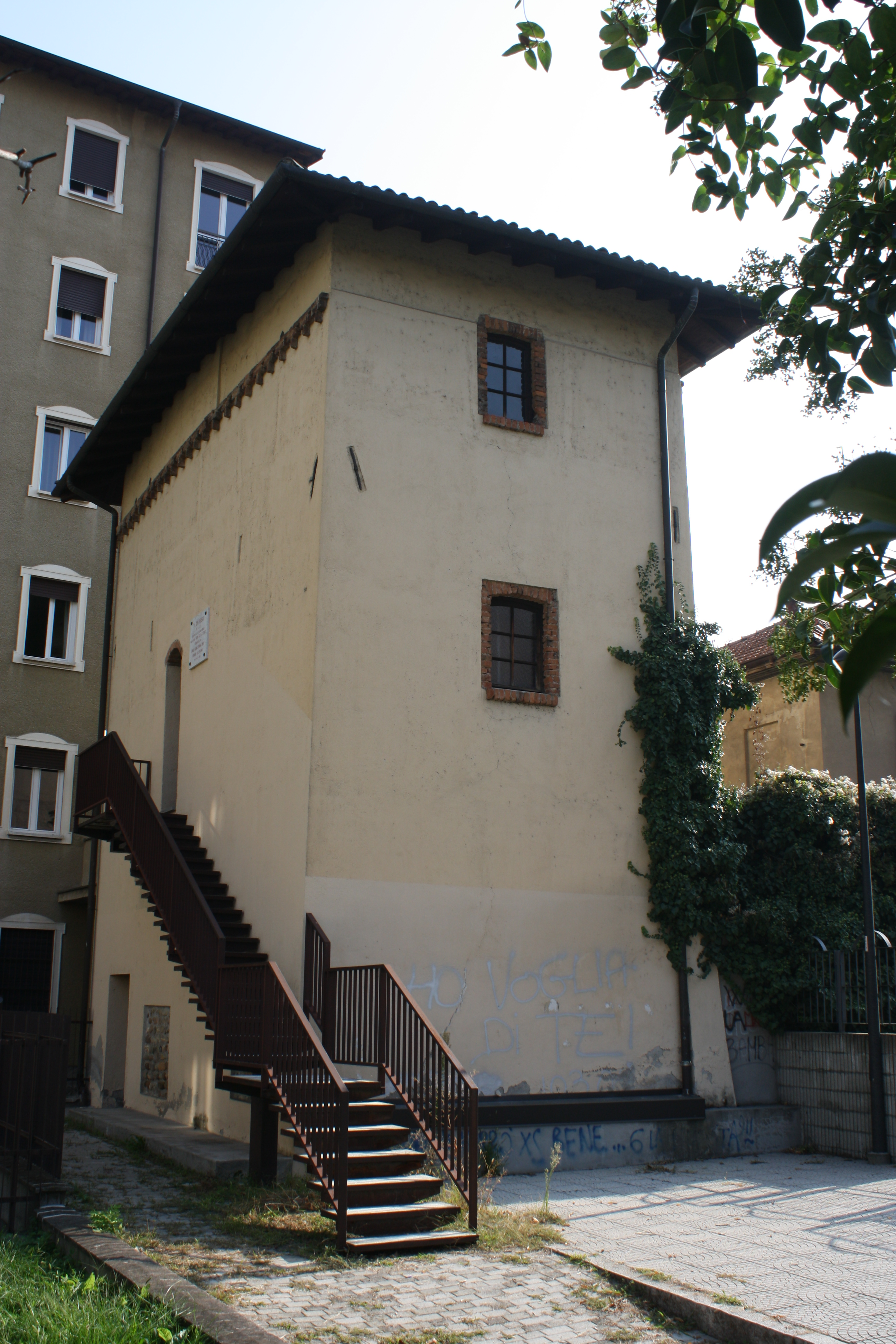
La quattrocentesca Torre Colombera

Già nel Medioevo Legnano non era considerato un villaggio, bensì un borgo, denominazione riservata ai paesi dotati di un mercato e di una fortificazione. Queste infrastrutture in genere sorgevano nei centri più popolosi e servivano anche i centri limitrofi.
Durante il Rinascimento Legnano fu dominata da alcune famiglie nobiliari. Le principali furono i Lampugnani, i Vismara, i Visconti, i Crivelli, i Maino e i Caimi. Nel corso del XV secolo Legnano si arricchì di molte abitazioni nobiliari, che si aggiunsero al castello di San Giorgio e a Palazzo Leone da Perego.
Una di queste dimore rinascimentali si trovava a Legnanello tra la strada statale del Sempione (anticamente conosciuta come "strada magna") e l'Olona, all'altezza di largo Franco Tosi. Si trattava di una casa ampia e circondata da giardino, con un ingresso sulla strada che scendeva al fiume: il Maniero Lampugnani. L'edificio originale, che apparteneva a Oldrado II Lampugnani, è stato demolito nel 1927 per permettere l'allargamento del Cotonificio Cantoni. Il comune utilizzò parte dei materiali della dimora per edificare il museo civico della città. L'unica costruzione civile giunta sino a noi della Legnano quattrocentesca è la Torre Colombera, che si trova inglobata in una corte lombarda situata tra corso Garibaldi e via Del Gigante, nei pressi della chiesa di San Domenico.
Nel 1549 la popolazione, decimata dalle epidemie di peste del 1529 e del 1540, era di 576 abitanti, distribuiti in 184 famiglie. Già in questi secoli l'agricoltura legnanese era molto variegata. Le principali colture erano cereali (miglio e frumento), la vite e il gelso, che è alla base dell'allevamento dei bachi da seta. Oltre alla coltura di cereali, l'economia legnanese si basava anche sull'allevamento del bestiame e sull'artigianato.
La costruzione dei conventi e della maggior parte delle chiese legnanesi risale invece alla Controriforma: le famiglie nobiliari dell'epoca facevano infatti a gara per accattivarsi il favore degli arcivescovi milanesi legando il proprio nome a opere di carità oppure a opere a beneficio della comunità.

### Il Settecento e l'Ottocento
L'elemento caratterizzante dei secoli XVIII e XIX fu la costruzione di molti mulini ad acqua lungo l'Olona. Nel periodo di massima espansione dell'attività molinatoria, si potevano contare, a Legnano, diciassette mulini che sfruttavano la forza motrice del fiume. Gli ultimi sette sono stati demoliti tra il XIX e il XX secolo dalle grandi industrie cotoniere legnanesi per essere sostituiti da impianti più moderni, che sfruttavano la forza motrice del fiume con maggior efficienza.
I bassi redditi che venivano forniti dall'economia agricola e d'allevamento di questi secoli stimolavano i contadini a integrare l'impiego nei campi con altri lavori, ai quali partecipavano, durante la giornata, anche le donne. Alla sera i contadini legnanesi diventavano filatori e tessitori di seta, di lana e di cotone, oltre che tintori.

Corso Sempione in un'immagine del 1927. Fu potenziato da Napoleone Bonaparte. Sulla sinistra si vede l'entrata del vecchio ospedale civile

Durante l'epoca napoleonica fu potenziata un'opera che risultò in seguito decisiva, insieme alle attività artigianali sopraccennate, per la nascita delle industrie. Il governo migliorò infatti la strada del Sempione, già esistente, che collegava Milano con Parigi sul tragitto Rho - Legnano - Gallarate - Arona - Domodossola - Briga, attraversando le Alpi al passo del Sempione. Questa importante via di comunicazione contribuì notevolmente anche ad accrescere l'importanza strategica di Legnano, seconda stazione di posta da Milano.
Nel XIX secolo l'Amministrazione comunale di Legnano era governata da grandi proprietari terrieri e da esponenti della borghesia più abbiente. Era spesso costretta ad intervenire per dettare norme in materia di agricoltura, pascoli e tutela dei terreni, e per risolvere le accese dispute tra gli agricoltori e i mugnai, specialmente nei periodi di magra dell'Olona.
Il 16 giugno 1862, da un balcone di un edificio non più esistente (nel luogo venne in seguito edificata la sede centrale della Banca di Legnano), Giuseppe Garibaldi esortò i legnanesi alla costruzione di un monumento a ricordo della famosa battaglia del 29 maggio 1176. Il comune di Legnano, stimolato dal discorso dell'Eroe dei due Mondi, fece erigere una statua in onore alla battaglia, inizialmente realizzata dallo scultore Egidio Pozzi e poi sostituita nel 1900 dal monumento al Guerriero di Legnano, che è opera di Enrico Butti e che è spesso erroneamente associata al leggendario condottiero lombardo Alberto da Giussano.
Nel 1882 la città fu invasa da una disastrosa esondazione dell'Olona: per le coraggiose e filantropiche azioni dei suoi abitanti, come si può leggere nella motivazione dell'onorificenza, a Legnano fu conferita la Medaglia d'oro al valor civile.

### L'industrializzazione

Lo stabilimento legnanese del Cotonificio Cantoni. Al centro si può vedere il fiume Olona canalizzato prima della copertura. Il corso d'acqua è stato poi scoperto all'inizio del XXI secolo

Le prime attività manifatturiere documentate risalgono al XII secolo, e sono collegate alla lavorazione della lana nei conventi, mentre le prime attività protoindustriali, nel senso moderno del termine, sono sorte intorno al 1830, con l'apertura del nucleo originario del Cotonificio Cantoni. Il processo di industrializzazione di Legnano è invece durato dal 1820 al 1880. Le tradizioni di artigianato e di manifattura domestica, praticata per integrare il lavoro nei campi, ebbero un peso determinante per la nascita dell'industria legnanese.

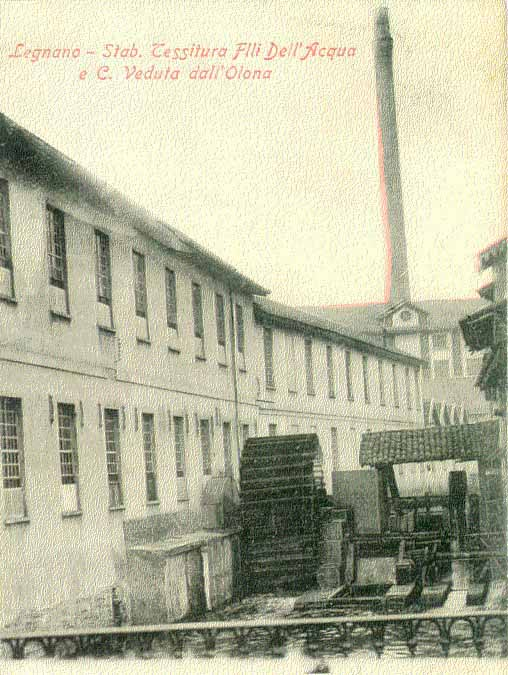
Il Cotonificio Dell'Acqua, che è sorto a Legnano lungo il fiume Olona

Nella seconda metà del XIX secolo si ebbe la seconda fase della rivoluzione industriale di Legnano, che portò alla nascita delle moderne fabbriche tessili e, successivamente, di quelle meccaniche. Le macchine utilizzate nell'industria tessile, sempre più efficienti e quindi sempre più complesse, comportavano sia la necessità di possedere l'attrezzatura per la manutenzione che una certa velocità nelle riparazioni. Di conseguenza, negli ultimi decenni del XIX secolo, nacquero le prime industrie meccaniche di Legnano, che costruivano e riparavano macchinari tessili. Successivamente si raggiunse una produzione più ampia nel settore meccanico: nel 1876 Eugenio Cantoni assunse l'ingegnere Franco Tosi, appena rientrato da un periodo di tirocinio in Germania, quale direttore della sua azienda. Franco Tosi fondò poi, nel 1882, l'omonima industria meccanica, che è l'unica grande industria legnanese ancora in attività.
Le filature nate nei primi decenni del XIX secolo si trasformarono poi in vere e proprie industrie. Alcune di esse crebbero costantemente fino a diventare tra i principali cotonifici lombardi. Il territorio legnanese era l'ideale per aprire industrie tessili grazie alla presenza di importanti vie di comunicazione e a quella del fiume Olona, che forniva l'energia necessaria per muovere le ruote idrauliche prima dell'installazione dei motori a vapore. Dalla seconda metà del XIX secolo le aziende legnanesi raggiunsero una produzione più ampia, anche grazie al miglioramento tecnologico che portò alcune industrie ad avere un'importanza che travalicava i confini nazionali.

Reparto della Franco Tosi

Tra le industrie legnanesi, la principale, per organizzazione e tecnologia, era il Cotonificio Cantoni, come risulta da un documento del 1876 conservato presso l'archivio del comune di Legnano. Tra le più grandi aziende operanti a Legnano tra il XIX e il XX secolo ci furono, oltre a quelle già citate, i cotonifici Bernocchi, Dell'Acqua, De Angeli-Frua, la Manifattura di Legnano, le aziende meccaniche Mario Pensotti e Andrea Pensotti, la FIAL dei fratelli Ghioldi, che produceva principalmente automobili, e l'azienda ciclistica Legnano. Alcuni di questi industriali elargirono anche contributi per la costruzione dell'ospedale e degli istituti scolastici superiori legnanesi.
Tra il 1885 ed il 1915 l'originaria economia agricola legnanese si trasformò definitivamente in un sistema industriale. Lo sviluppo industriale portò però a una crisi agricola della zona, in quanto molti contadini abbandonarono l'attività nei campi per lavorare nelle fabbriche legnanesi. A cavallo dei due secoli ci fu pertanto un forte sviluppo industriale e commerciale. Per questa espansione furono molto importanti le infrastrutture per il trasporto di persone e di merci. Accanto alla stazione ferroviaria della linea ferroviaria Domodossola-Milano e alla strada statale del Sempione fu costruita, lungo quest'ultima, la tranvia Milano-Gallarate, che collegava Legnano a Milano. Fu poi soppressa nella seconda metà del XX secolo.
Durante l'industrializzazione di Legnano ci fu un largo impiego della manodopera infantile. Nei primi anni ottanta del XIX secolo vennero organizzati, nelle industrie legnanesi, i primi scioperi e nacquero nel contempo le prime società operaie.

### Il XX secolo

Piazza e basilica di San Magno nel 1901

#### Dall'inizio del secolo alla prima guerra mondiale
Nel 1915, alla vigilia dell'entrata dell'Italia nella prima guerra mondiale, Legnano contava 28.757 abitanti. Tra la fine del XIX e l'inizio del XX secolo, ci fu infatti un forte incremento demografico dovuto all'immigrazione, determinata dallo sviluppo dell'industria, che costituì un richiamo di operai e di impiegati del terziario.
Durante il conflitto anche le industrie di Legnano convertirono i loro impianti per la produzione di forniture belliche. La Franco Tosi, in particolare, contribuì ad attrezzare i reparti di artiglieria dell'Esercito.
Due calamità naturali, nel 1917, peggiorarono ulteriormente la situazione causata dalla guerra: l'epidemia di influenza spagnola, che falcidiò la popolazione, e una devastante esondazione dell'Olona, che ruppe gli argini e invase il centro abitato.

#### Tra le due guerre mondiali

Corso Garibaldi verso piazza San Magno in una foto di inizio Novecento. Sulla sinistra, si vede il balcone da cui Giuseppe Garibaldi parlò ai legnanesi nel 1862

Al termine della prima guerra mondiale, nel 1918, anche Legnano fu coinvolta da profonde tensioni sociali che sfociarono, a livello nazionale, nel biennio rosso prima e nel fascismo poi. I primi gruppi legnanesi che si ispiravano al movimento politico fondato da Benito Mussolini si formarono a partire dal 1920.
Già nei primi anni del primo dopoguerra l'industria legnanese riprese la forte crescita che l'aveva caratterizzata fino a prima dello scoppio del conflitto; questo sviluppo avvenne nonostante la trasformazione dell'economia italiana da liberale a corporativa. Accanto alla crescita delle industrie tessili e meccaniche, nel 1927 la società Emilio Bozzi rilevò l'attività di costruzione di biciclette dalla Franco Tosi, rilanciando la marca Legnano.
Al sanatorio regina Elena sono legate due visite di membri della famiglia reale: il 19 giugno 1924 da parte di Margherita di Savoia in occasione dell'inaugurazione della struttura e il 27 aprile 1925 da parte di re Vittorio Emanuele III di Savoia, che visitò il complesso architettonico.
Secondo un censimento del 1927, la popolazione era di circa 30 000 abitanti, con 677 esercizi industriali e artigianali. La forza lavorativa era composta da 9.926 addetti negli stabilimenti tessili, da 4.056 lavoratori nelle fabbriche meccaniche, da 1.762 impiegati nel commercio, credito, assicurazioni e altri servizi e da 287 lavoratori nei trasporti e nelle comunicazioni.
La costante crescita economica e il forte incremento demografico (Legnano passò, dal 1881 al 1924, da 8 098 a 29 117 abitanti) portarono l'elevazione del comune a città, che fu conferita tramite regio decreto il 15 agosto 1924 da Vittorio Emanuele III di Savoia.
Durante il fascismo furono ideate, progettate ed eseguite molte opere pubbliche. La più importante che toccò Legnano fu il primo tratto dell'autostrada Milano-Laghi (fino a Gallarate). Venne inaugurata il 20 settembre 1923 alla presenza di Vittorio Emanuele III. Fu la seconda autostrada costruita nel mondo, e venne ideata dall'ingegnere varesino Piero Puricelli.

Seconda visita di Benito Mussolini a Legnano (4 ottobre 1934)

Il rapporto tra Legnano e Benito Mussolini fu forte. Il primo contatto ci fu il 29 luglio 1901, quando il giovane maestro di Predappio spedì all'allora sindaco Antonio Bernocchi una domanda di assunzione. Questa richiesta fu respinta perché il posto era appena stato destinato a un altro maestro. La prima visita di Benito Mussolini nella città, che è invece datata 1921, venne fatta in veste di esponente del Partito Nazionale Fascista. Mussolini tornò a Legnano il 5 ottobre 1924 per la consegna del decreto di conferimento del titolo di "città" e per l'inaugurazione delle scuole superiori "Antonio Bernocchi". Visitò anche il cotonificio Bernocchi e il cotonificio Dell'Acqua, in un periodo in cui le industrie tessili e meccaniche locali si stavano imponendo in campo nazionale. Benito Mussolini tornò nuovamente a Legnano il 4 ottobre 1934, quando parlò da un palco in piazza San Magno che era collocato su una turbina della Franco Tosi. Tenne un discorso ufficiale davanti ad una folla di alcune migliaia di persone. La salma del Duce, infine, attraversò la periferia di Legnano nel 1945 per giungere a un convento di frati cappuccini a Cerro Maggiore, ai quali fu affidata momentaneamente in custodia per essere poi restituito alla moglie, Rachele Guidi.
Nel maggio 1935 venne organizzato la prima edizione del Palio di Legnano per ricordare la vittoria dei comuni della Lega Lombarda contro Federico Barbarossa nella celebre battaglia del 29 maggio 1176.

#### La seconda guerra mondiale

Soldati del 67º Reggimento fanteria "Legnano"

Nel 1940 l'Italia entrò nel secondo conflitto mondiale a fianco della Germania nazista, e le vicende della guerra si ripercossero, di conseguenza, anche su Legnano. Molti soldati legnanesi morivano sul campo di guerra e gli effetti delle privazioni si acutizzarono con il passare dei mesi e degli anni. Le industrie di Legnano furono convertite per le commesse militari. La notte tra il 13 e il 14 agosto 1943 alcuni aerei sganciarono bombe sull'abitato, causando una decina di morti.
La svolta decisiva della guerra fu l'armistizio dell'8 settembre 1943 tra l'Italia e gli alleati. Già il giorno successivo le autoblindo tedesche iniziarono a perlustrare ostilmente Legnano. Le industrie legnanesi, ora controllate dai nazisti, iniziarono a fornire al Terzo Reich, fino alla liberazione, i manufatti necessari per proseguire la guerra.
Nell'ottobre del 1943 si costituirono a Legnano, e nei paesi vicini, le prime squadre armate composte da operai, studenti e soldati sbandati dopo l'8 settembre. Si formarono le brigate partigiane "Carroccio", d'ispirazione cattolica, "Garibaldi", di estrazione social-comunista, e alcune compagini autonome, tra le quali la "Sicilia". Le "Carroccio" e "Garibaldi" operarono insieme alle compagini partigiane dell'Alta Italia in base alle disposizioni del Comitato di Liberazione Nazionale.

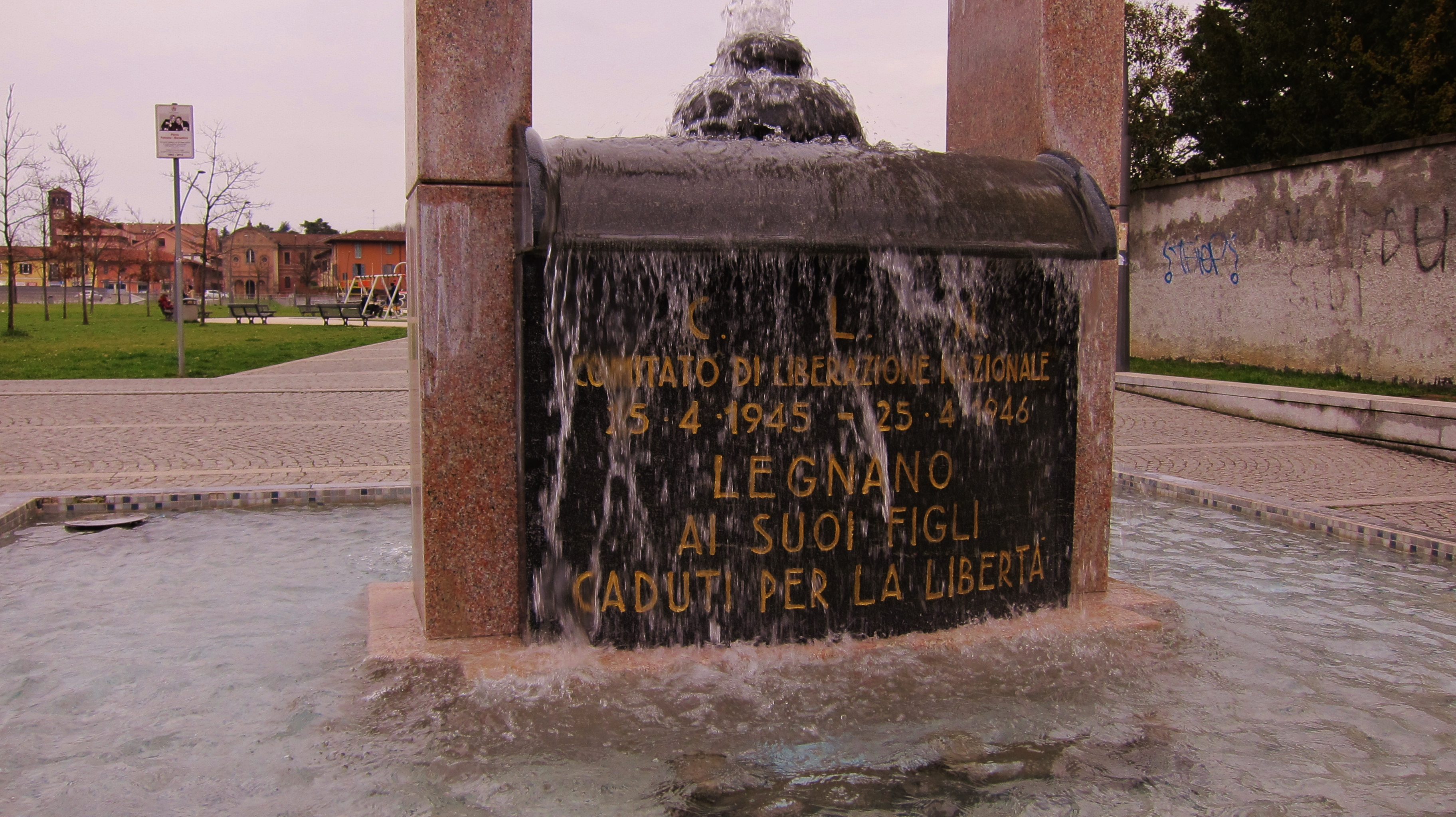
Dettaglio della fontana del Comitato di Liberazione Nazionale posta in memoria dei Legnanesi che combatterono e morirono per la liberazione dell'Italia dal nazi-fascismo. La dedica recita: "Legnano, ai suoi figli caduti per la libertà". Questo monumento è collocato in Largo Franco Tosi a Legnano.

In questo contesto avvenne uno dei più dolorosi avvenimenti della resistenza legnanese. Il 5 gennaio 1944 le SS operarono una rappresaglia alla Franco Tosi, durante la quale furono prelevati 63 operai. Dopo lunghi interrogatori, i tedeschi rimisero in libertà gli operai, eccetto sette, che furono trasferiti nei lager nazisti. Simili azioni furono eseguite negli stabilimenti della Metalmeccanica, della Manifattura di Legnano e della Società Industrie Elettriche. Durante la guerra nei lager nazisti morirono 11 lavoratori legnanesi.
Nell'inverno del 1944 fu catturato dai fascisti uno degli istitutori delle brigate "Garibaldi", il legnanese Mauro Venegoni. I fascisti chiesero a Venegoni di confessare i nomi dei partigiani della sua compagnia ma, al suo diniego, fu torturato, accecato e ucciso a Cassano Magnago. Per questo episodio a Mauro Venegoni fu conferita la medaglia d'oro al valore militare e gli fu dedicata una via di Legnano. Dopo il 27 aprile 1945, giorno in cui Legnano fu definitivamente liberata dai nazi-fascisti, ci furono episodi di vendetta contro gli esponenti del regime appena crollato.
Legnano è tra le città decorate dopo la guerra, essendo stata insignita della medaglia di bronzo al valor militare per i sacrifici delle sue popolazioni e per la sua attività nella lotta partigiana durante il secondo conflitto mondiale.

#### Il secondo dopoguerra

Largo Franco Tosi nel 1950. Sulla sinistra palazzo Malinverni, sede del municipio

Dopo la guerra Legnano fu colpita, come il resto dell'Italia, dalla forte recessione economica conseguente al conflitto. Erano insufficienti gli alimenti fondamentali, il trasporto pubblico era limitato e le strade erano dissestate. Il 2 maggio 1945 si riunì, per la prima volta dopo la dittatura fascista, la Giunta comunale. I tempi per il ritorno alla democrazia e per la ricostruzione, dopo le distruzioni della guerra, furono lunghi e faticosi.
Regolarizzatasi la vita politica nazionale, l'economia di Legnano tornò a crescere, riprendendo la forza del periodo precedente alla seconda guerra mondiale. Durante la forte crescita economica dell'Italia nel periodo del boom economico, Legnano conseguì, tra il 1951 e il 1961, il primato italiano del più alto indice di occupati nell'industria rispetto alla popolazione totale (65,2%), seconda dopo Sesto San Giovanni.
L'età d'oro dell'industria legnanese iniziò all'inizio del XX secolo e terminò negli anni sessanta dello stesso secolo. La crisi peggiorò progressivamente danneggiando l'economia, l'occupazione e il tessuto industriale. Molte aziende chiusero, soprattutto nel tessile, nell'abbigliamento e nella calzatura, e molte altre furono coinvolte in un processo di ridimensionamento, come ad esempio la Franco Tosi. Quest'ultima è l'unica grande industria legnanese ancora attiva avendo chiuso i battenti, nel 2014, la Giovanni Crespi.
Si tentò quindi di puntare al settore terziario. Questi campi alternativi non portarono però a un tasso di sviluppo sufficiente a sopperire la chiusura delle grandi attività industriali. Un'eccezione a questa dinamica fu la fondazione a Legnano, nel 1985, dell'azienda di moda Dolce & Gabbana. Iniziò allora una fase caratterizzata dalla nascita di piccole aziende. Tali processi continuano tuttora, facendo del Legnanese un'area notevolmente sviluppata e industrializzata.

### Simboli

#### Stemma

Stemma civico del comune di Legnano

Lo stemma del comune di Legnano è stato riconosciuto con RR.LL.PP. del 16 novembre 1924; la sua blasonatura è:
L'origine di questo stemma è nettamente riconducibile a un'arma presente a pagina 193 dello Stemmario Trivulziano, nel quale si può leggere che lo stemma di Legnano è molto somigliante a quello di Cremosano.
Il soggetto e i colori presenti nello stemma del comune di Legnano sono collegati a una leggenda. In un periodo storico imprecisato, nell'odierna piazza San Magno, si ergeva un grosso cerro. Nel giorno del santo patrono, il 5 novembre, un agricoltore si mise a contemplare l'albero ammirandone la capacità di sopportare il gelo e la neve. Il contadino espresse così il desiderio di resistere nella stessa maniera alle difficoltà della vita. In quel momento comparì san Magno, che si offrì di soddisfare il desiderio dell'uomo donandogli il vigore, la temerarietà e la potenza di un leone.
Il santo ordinò all'agricoltore di uccidere un coniglio e avanzare sul terreno, ammantato di neve, dove era stato versato il sangue dell'animale. Il contadino eseguì gli ordini e quindi san Magno esaudì il suo sogno trasformandolo in leone. Compiuto il prodigio, il santo sparì improvvisamente senza accontentare l'agricoltore che chiedeva di ritornare uomo, castigando così la sua superbia. L'albero e il leone, insieme al bianco della neve e al rosso del sangue del coniglio, diventarono i simboli di Legnano, e furono inclusi nello stemma e nel gonfalone comunale.

#### Gonfalone

Gonfalone civico del comune di Legnano

Il gonfalone civico del comune di Legnano è stato concesso il 23 luglio 1937 con regio decreto firmato da re Vittorio Emanuele III di Savoia. La sua blasonatura è:
(R.D. del 23 luglio 1937)

### Onorificenze
La città di Legnano è decorata delle seguenti onorificenze:
Il 15 agosto 1924, al comune di Legnano è stato concesso il titolo di città.

### L'inno della città
L'inno della città, scritto in dialetto legnanese, è Me car Legnan (it. "Mia cara Legnano"). Il testo e la musica sono di Ernesto Parini (1909-1993).

## Monumenti e luoghi d'interesse

### Architetture religiose

#### Chiese

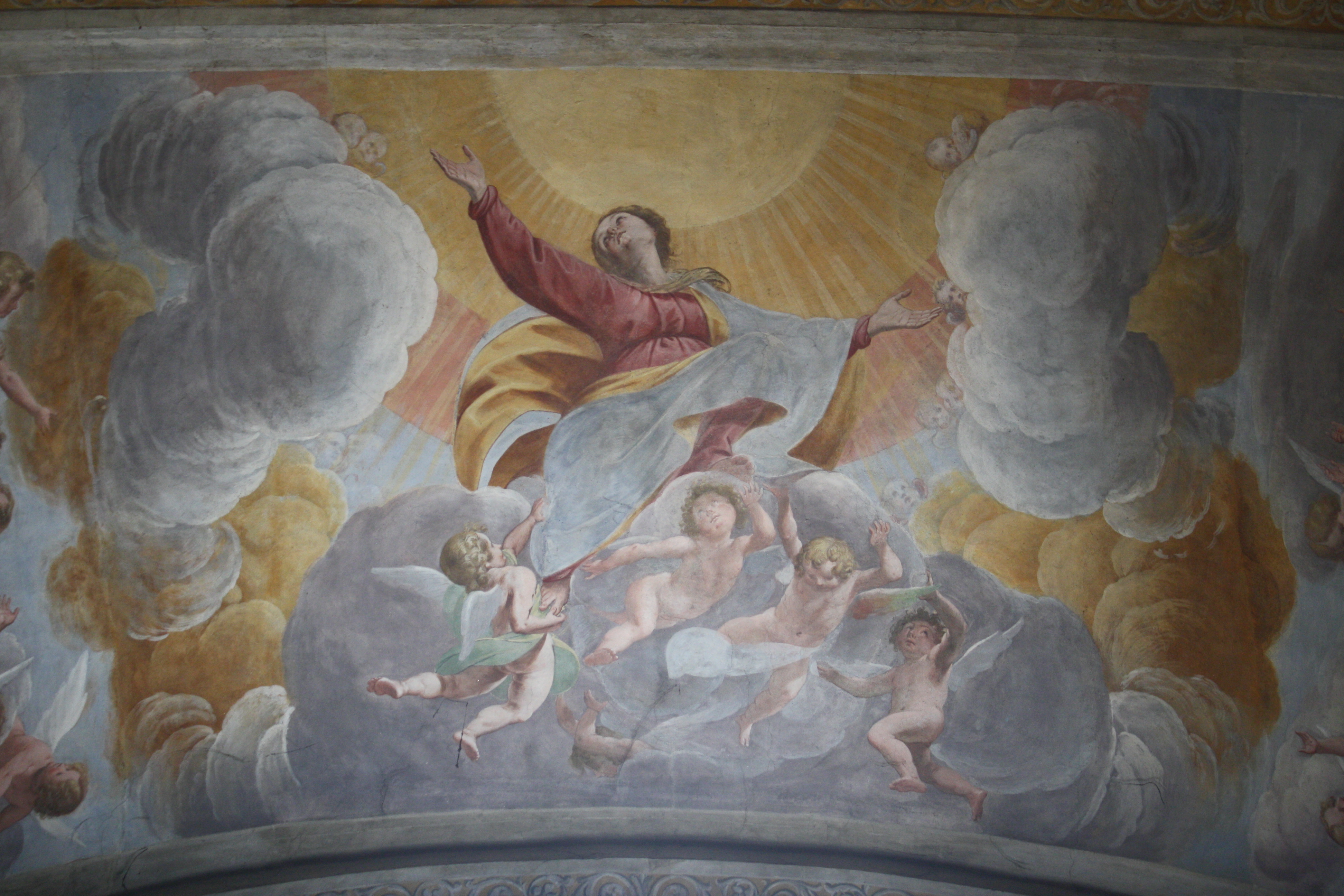
Uno scorcio degli affreschi che decorano gli interni della basilica di San Magno

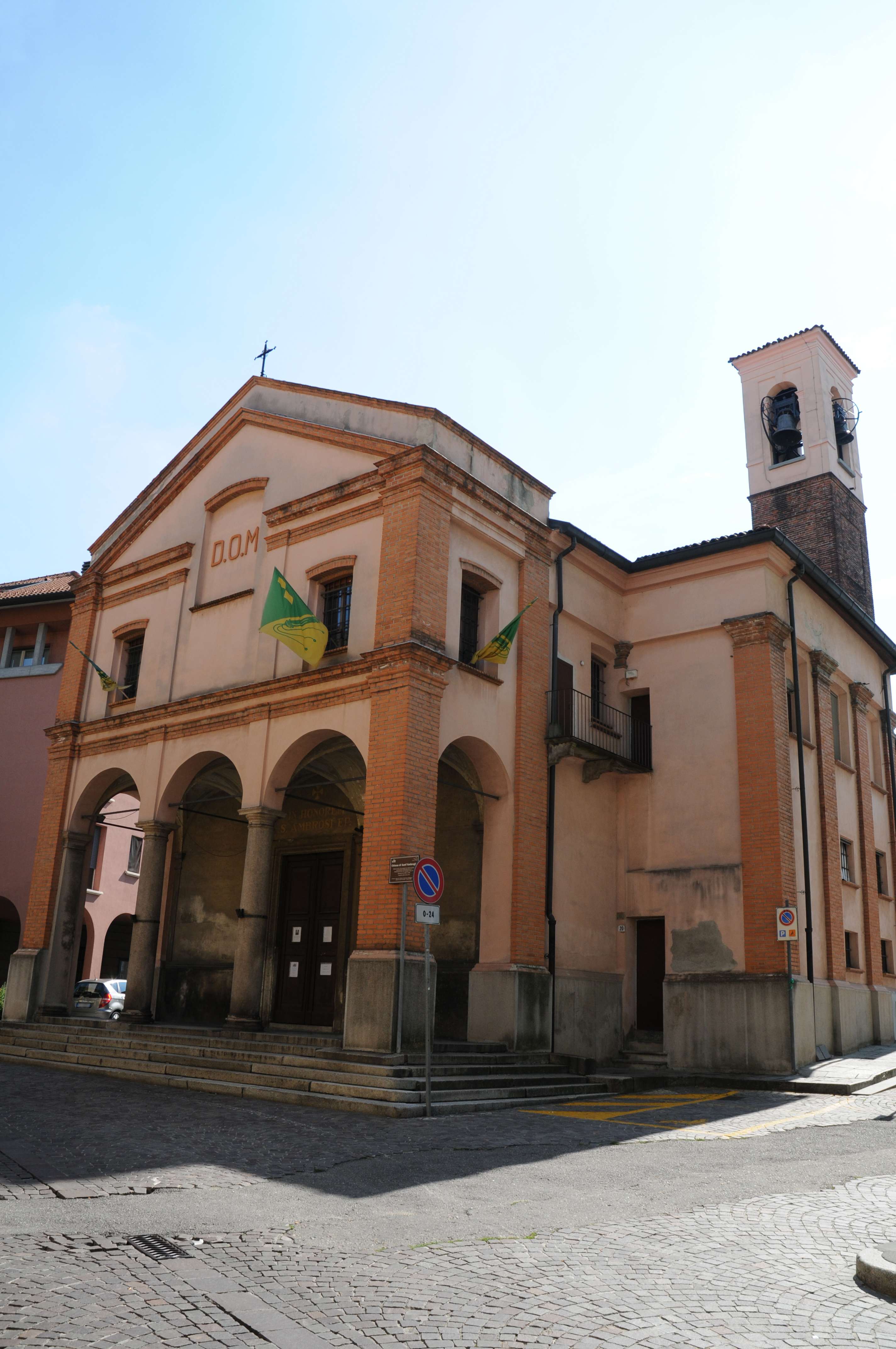
Chiesa di Sant'Ambrogio

Legnano possiede numerose chiese, dislocate su tutto il territorio. La chiesa principale della città è la basilica di San Magno: venne realizzata nei primi decenni del XVI secolo probabilmente da Giovanni Antonio Amadeo o da suoi seguaci grazie al patrocinio delle famiglie Lampugnani e Vismara. Vi è poi la chiesa di Sant'Ambrogio, tra le più antiche della città: la prima citazione di una chiesa dedicata a sant'Ambrogio a Legnano è infatti contenuta in un documento del 1389, scritto da Goffredo da Bussero.
La seconda parrocchia sorta nella città, dopo quella di San Magno, è stata quella del Santissimo Redentore. Questa comunità religiosa si ritrova nell'omonima chiesa, che è stata inaugurata nel 1902 a Legnanello, quartiere della città. Prima che fosse costruito questo edificio religioso, la comunità religiosa del rione faceva riferimento alla piccola chiesa di Santa Maria della Purificazione. Di rilievo storico è anche il santuario della Madonna delle Grazie, costruito tra il 1611 e il 1650 come ringraziamento a un miracolo occorso a due ragazzi sordomuti.
La chiesa di San Bernardino è stata invece consacrata nel 1580: venne realizzata sulle vestigia di un antico oratorio dedicato anch'esso a san Bernardino da Siena. Il nome di San Bernardino fu dato anche ad una cascina locale per ricordare una visita compiuta a Legnano dal santo nel 1444. La chiesa di Sant'Erasmo, invece, è stata realizzata nel XIV secolo ed è stata restaurata nel 1490: un tempo era annessa al già citato ospizio medioevale che fu presumibilmente fondato da Bonvesin de la Riva nel XIII secolo e che venne abbattuto nel 1925 per allargare la strada statale del Sempione.
La chiesa di San Martino è stata costruita nel XV secolo, ma un luogo di culto dedicato a San Martino di Tours era menzionato da Goffredo da Bussero nel suo elenco redatto nel 1389. La chiesa della Madonnina dei Ronchi venne invece realizzata nel 1641 grazie all'ampliamento di una piccola cappella della famiglia Lampugnani che si trovava nello stesso luogo. Di rilievo storico sono anche la chiesa dei Santi Magi, che è stata innalzata nel XVIII secolo, la chiesa di Santa Rita, la cui costruzione è anteriore al 1584 e la chiesa di Santa Maria Maddalena, che è stata consacrata 1728.

#### Conventi

Piazza Trento e Trieste in una foto del 1903. Sullo sfondo, l'ex convento di Sant'Angelo

Il convento di Sant'Angelo, che fu costruito tra il 1468 ed il 1471, ospitava, nel periodo di massimo splendore, 27 frati francescani. Il nome originario del monastero era "Santa Maria degli Angioli", in seguito modificato in convento di "Sant'Angelo". Successivamente il monastero, che comprendeva una scuola di filosofia, una grande biblioteca e un refettorio, venne soppresso all'inizio del XIX secolo da Napoleone Bonaparte. Ad esso era connessa una chiesa, che venne costruita tra il 1668 e il 1689 in stile medioevale: l'edificio ecclesiastico fu poi arricchito con opere in stile barocco. Nel 1896 il monastero fu convertito in scuola elementare. Il plesso scolastico fu poi demolito e ricostruito nel 1967.

Il convento di Santa Chiara in via di demolizione

La prima citazione documentata del convento degli Umiliati risale al 1398. Nel complesso fu edificato anche un piccolo ospedale che serviva come infermeria per i meno abbienti: era conosciuto come Ospedale di Santa Maria ed è citato nel Liber Seminarii Mediolanensi, che è un documento che descrive la situazione religiosa della diocesi di Milano alla fine XV secolo. Ospitava da cinque a otto religiosi della confraternita degli Umiliati. Annessa al monastero era stata costruita la chiesa di Santa Maria del Priorato. Il convento e gli edifici annessi furono demoliti nel 1953 per permettere la costruzione della Galleria di piazza San Magno.
Un altro monastero un tempo situato a Legnano fu il convento di Santa Caterina. Il primo documento che cita questo convento di monache Umiliate è datato 1422. Il monastero, che comprendeva anche una piccola chiesa, venne abbattuto nel 1925. In questo convento dimorò e scrisse alcune sue opere Bonvesin de la Riva.
Il convento di Santa Chiara era situato a destra dell'adiacente casa di Gian Rodolfo Vismara. Venne fondato nel 1492 grazie ad un lascito testamentario di Gian Rodolfo Vismara, che offrì del denaro, dei terreni e una parte della sua dimora gentilizia per ospitarlo. Il complesso architettonico del monastero comprendeva anche una piccola chiesa. Il convento e la chiesa furono demoliti tra il 1934 e il 1936 insieme alla dimora gentilizia di Gian Rodolfo Vismara. L'unica parte dell'edificio che si è preservata è il porticato, sebbene abbia subito parecchie modifiche che ne hanno radicalmente modificato l'aspetto originario.

#### Cimiteri
Le tracce più antiche di sepolture trovate a Legnano sono delle necropoli di epoca preistorica. I resti di un primo vero e proprio cimitero, inteso nel senso moderno del termine, sono però di epoca romana, e si tratta di inumazioni rinvenute nella periferia ovest della città.

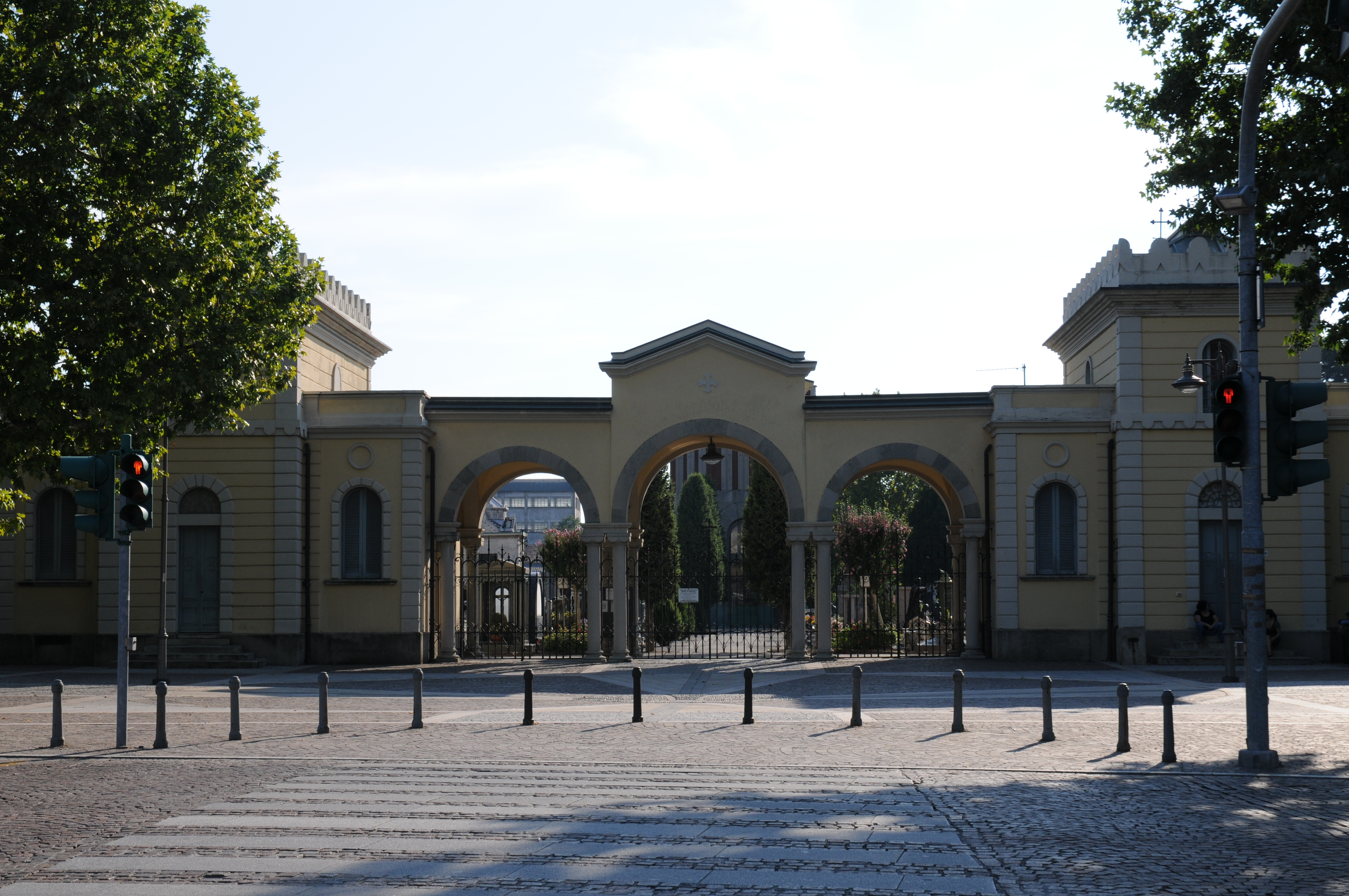
L'ingresso del cimitero monumentale di Legnano

Con la costruzione dei primi edifici cristiani, si iniziò a seppellire i morti nei pressi dei templi. Più precisamente i nobili erano inumati all'interno del perimetro delle chiese, mentre i defunti del popolo erano sepolti in fosse comuni al di fuori degli edifici religiosi. Nel Medioevo i templi legnanesi che erano maggiormente interessati al fenomeno erano la chiesa di San Martino, la chiesa di Sant'Ambrogio e soprattutto la chiesa di San Salvatore, cioè l'edificio religioso che si trovava dove ora sorge la basilica di San Magno e a cui la comunità legnanese faceva riferimento prima della costruzione del tempio dedicato al santo patrono di Legnano. Questo cimitero, che era conosciuto come "il foppone", era ubicato nell'odierna piazza San Magno, e continuò ad essere adoperato anche dopo la costruzione della basilica. Successivamente fu realizzata una grande stanza sotterranea dove venivano inumati i defunti. Il foppone venne utilizzato fino al 1808, quando fu demolito.
Infatti, dopo una disposizione dell'imperatore Giuseppe II emanata nel 1786 che vietava l'uso delle fosse comuni, la comunità legnanese fu obbligata a dotarsi di un nuovo cimitero fuori dal centro abitato. Questo camposanto, che aveva una superficie iniziale di 3.000 m², successivamente aumentati a 5.500 m², si trovava nell'area ora occupata dalle scuole Bonvesin della Riva, vicino al Santuario della Madonna delle Grazie. Tra il 1808 e il 1898 accolse le spoglie di 21.896 legnanesi.
A causa dell'incremento di popolazione di fine XIX secolo l'Amministrazione comunale di Legnano decise di costruire un nuovo cimitero, poiché quello vecchio non poteva più essere ingrandito per via delle strade e delle abitazioni che vi sorgevano intorno. L'odierno cimitero monumentale fu inaugurato il 24 luglio 1898, e aveva una superficie iniziale di 18.942 m². Fu ampliato nel 1907 fino a una superficie di 50.000 m². In esso riposano, tra le altre, le spoglie di Mauro Venegoni, Gianfranco Ferré, Franco Tosi e Felice Musazzi.
Legnano è anche dotata di un cimitero parco, di costruzione più recente, che si trova alle porte della città. La sua realizzazione fu decisa negli anni sessanta poiché il cimitero monumentale era divenuto insufficiente per le esigenze della comunità. È stato inaugurato il 15 luglio 1979 e ha una superficie di 60.000 m².

### Architetture civili

#### Edifici storici

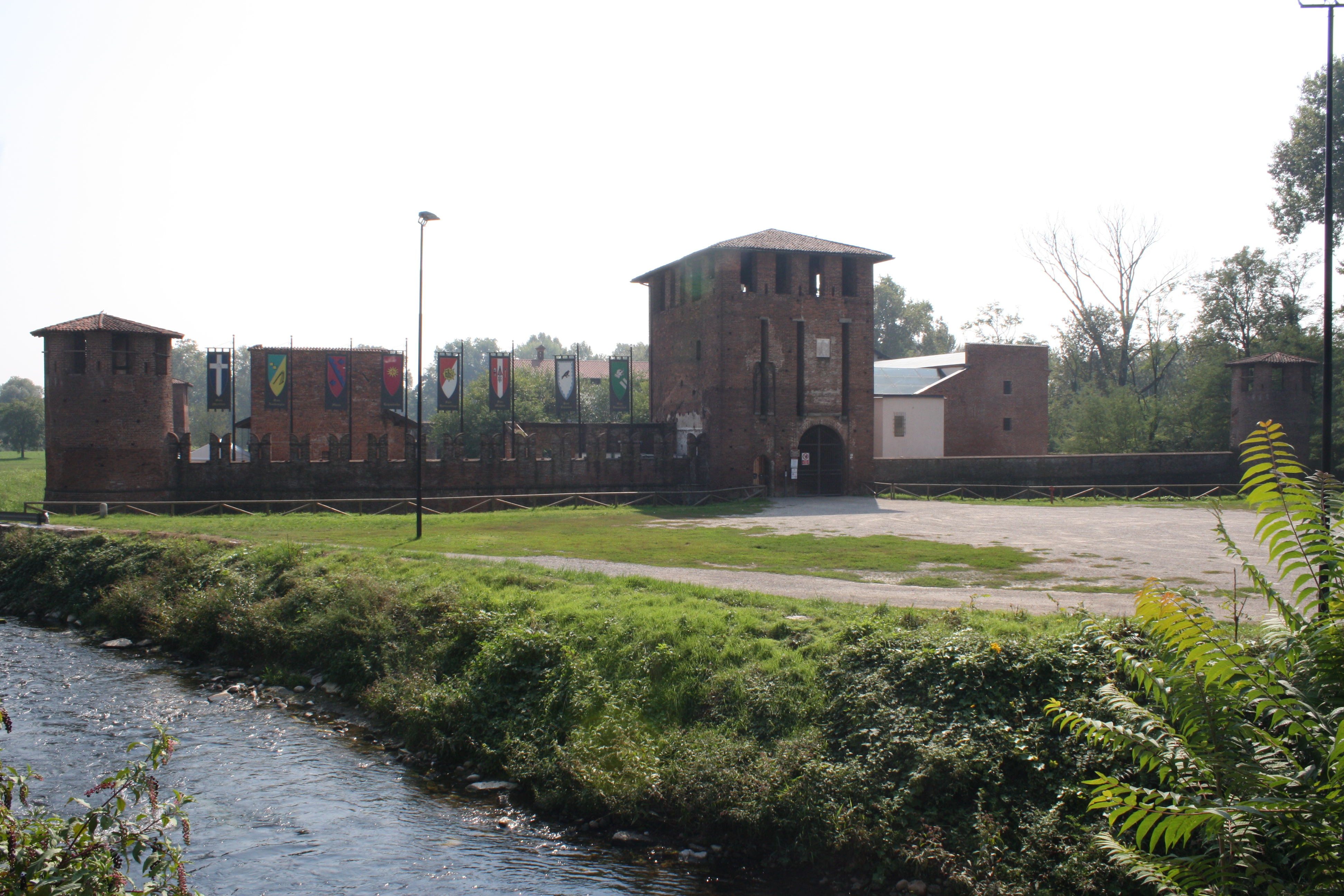
Il castello Visconteo

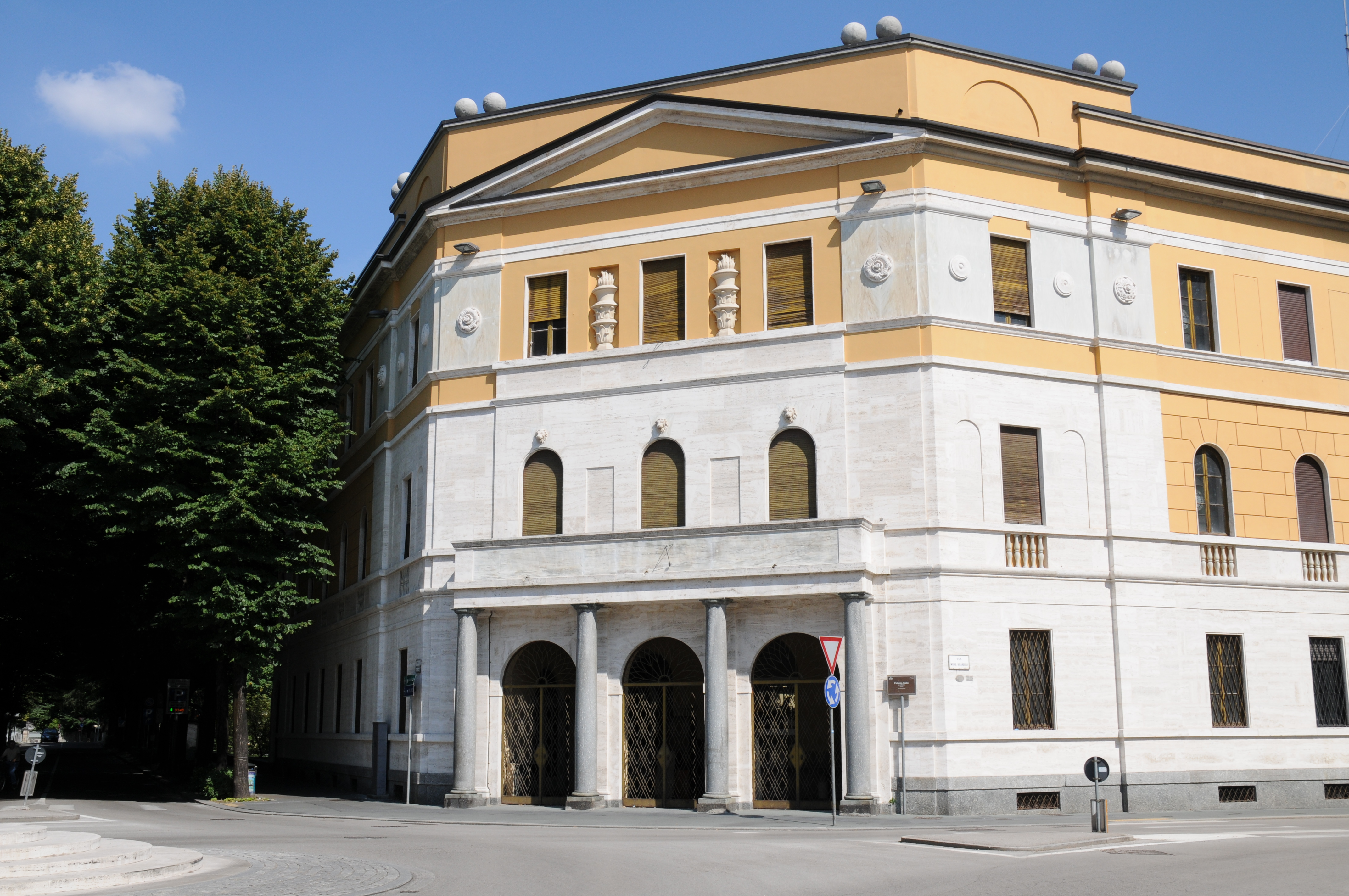
L'ex Casa del Fascio, oggi Palazzo Italia

Il castello Visconteo di Legnano (o "castello di San Giorgio"), che è conosciuto come Castrum Sancti Georgi (Castello di San Giorgio) fin dal XIII secolo, sorge su un'isola naturale del fiume Olona. La fortificazione, che è sorta su un convento di Regolari Agostiniani, comprende una chiesetta dedicata a San Giorgio, la cui presenza è documentata fin dal 1231. Tra il 1261 e il 1273 i Torriani costruirono le due ali a destra e a sinistra della torre originaria, che furono inglobate successivamente nella fortificazione. Il castello di San Giorgio è stato di proprietà dei Visconti fino al 1437, quando l'ultimo signore della dinastia che dominava Milano, Filippo Maria, lo assegnò in dono al fedele Oldrado II Lampugnani. Nel 1445 il Lampugnani ottenne il permesso di fortificare l'edificio con la realizzazione di torri, mura, un fossato e un ponte levatoio. Il castello di San Giorgio è stato di proprietà di varie famiglie nobiliari fino al 1973, quando è stato acquistato dal comune di Legnano. Dopo decenni di degrado e incuria, è stato ristrutturato e riaperto al pubblico nel 2005.
La presenza di un castello a Legnano è spiegata considerando la funzione strategica che ebbe la città dal Medioevo al XVI secolo: Legnano si trovava infatti lungo un'importante via di comunicazione che proveniva dalla valle Olona e che collegava Milano al nord ovest della Lombardia. La difesa di Legnano era importante perché una sua eventuale conquista poteva consentire ai nemici di Milano di accedere al contado milanese nord-occidentale e di puntare sul capoluogo meneghino. Fino al XIII secolo il bastione militare legnanese a difesa del contado milanese era il castello dei Cotta, che sorgeva nella stessa area dove ora sono situati palazzo Leone da Perego e la Galleria INA e che fu testimone della battaglia di Legnano.

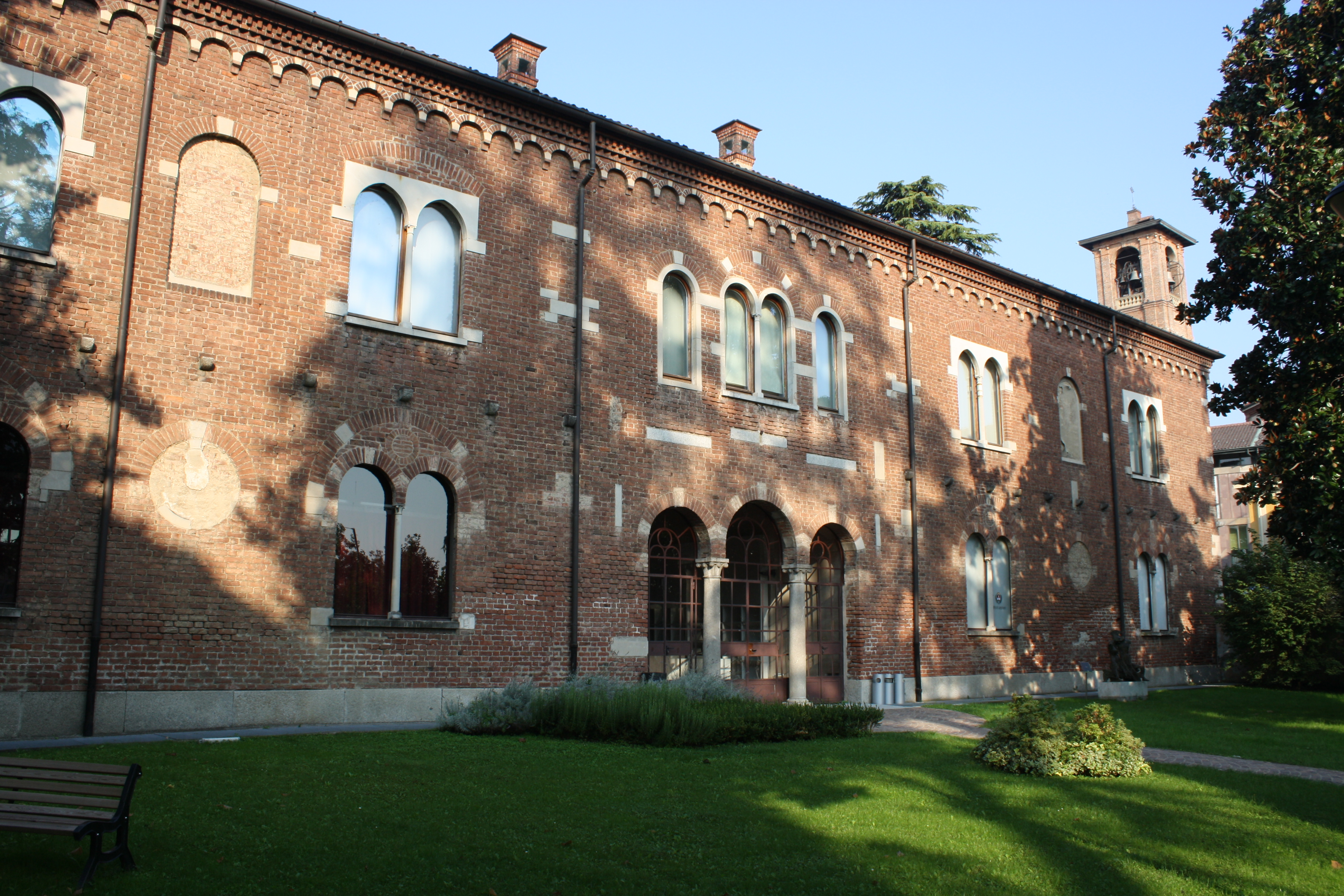
Palazzo Leone da Perego

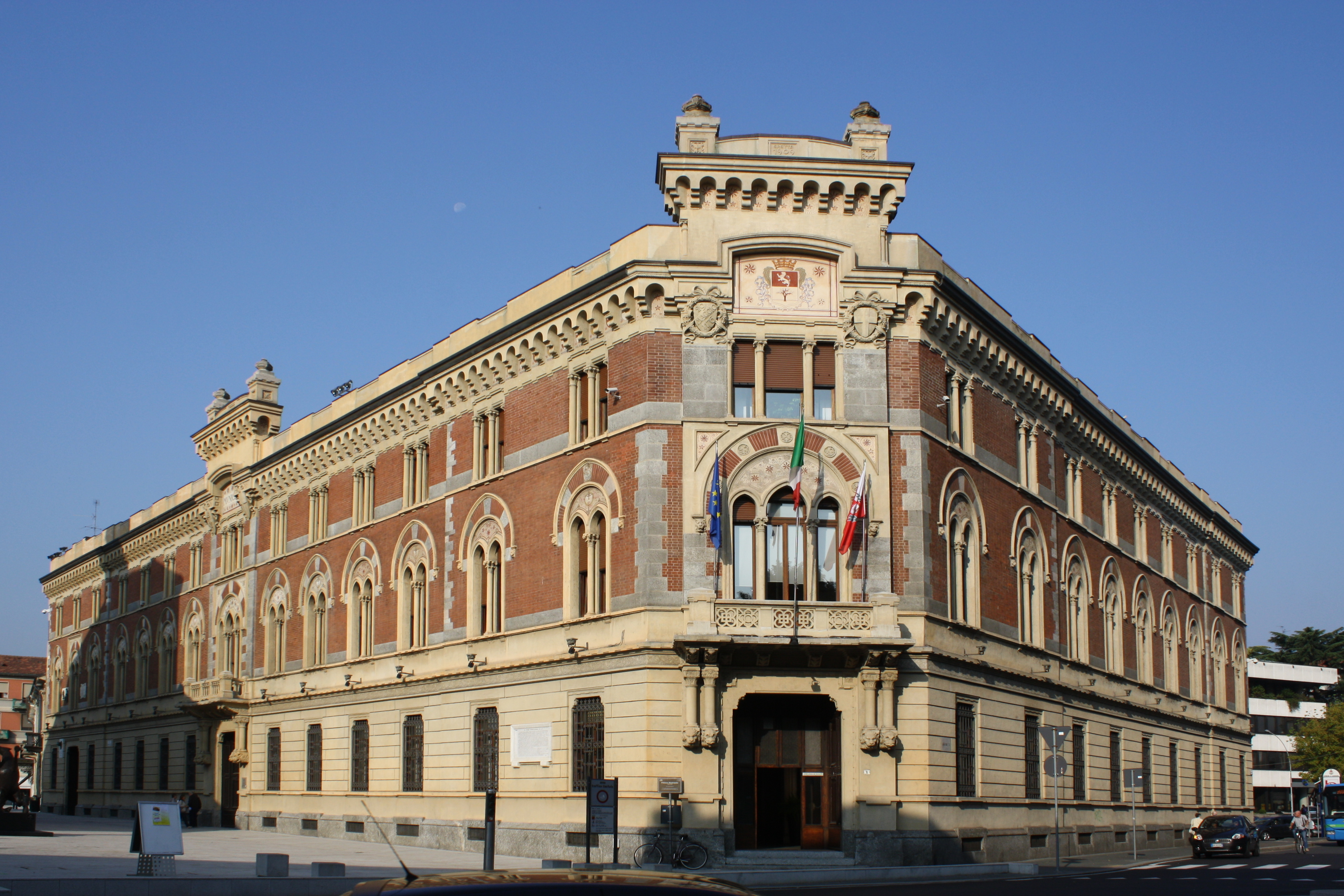
Palazzo Malinverni, sede del municipio

Il museo civico Guido Sutermeister è in corso Garibaldi, 225. Conserva, in particolare, materiale archeologico frutto del lavoro eseguito da Guido Sutermeister tra il 1925 e il 1964. Le collezioni si sono poi arricchite con materiale giunto al museo da scavi della Soprintendenza Archeologica della Lombardia e da donazioni di privati. I reperti provano la presenza di una civiltà nella lungo le sponde dell'Olona fin dall'età del bronzo. Come già accennato, l'edificio che ospita il museo, costruito nel 1928, si rifà a un edificio gentilizio del XV secolo appartenuta a una delle famiglie nobili di Legnano, i Lampugnani. Come già accennato, il palazzo originale, chiamato Maniero Lampugnani, si trovava tra la statale del Sempione e l'Olona, più o meno presso Largo Tosi, ed è stato demolito nel 1927.
L'ospizio Sant'Erasmo, che fu realizzato tra il XIII e il XIV secolo, venne demolito nel 1926 e fu sostituito da un edificio moderno avente la medesima funzione e lo stesso nome. Nel Medioevo i pellegrini che percorrevano una delle vie romee diretti a Milano, la cosiddetta via romana, avevano tra le soste anche l'ospizio Sant'Erasmo. Legnano era infatti la quarta stazione dal passo del Sempione e l'ultima prima di Milano. Da Milano i pellegrini si dirigevano poi a Roma oppure a Venezia, dove potevano imbarcarsi per la Terra Santa. L'ospizio Sant'Erasmo aveva quindi funzione di luogo di ricovero, di preghiera e di cura per gli malati, oltre che di ospedale e orfanotrofio per gli abitanti locali. L'ospizio medioevale venne demolito nel 1926 per ampliare la strada statale del Sempione.

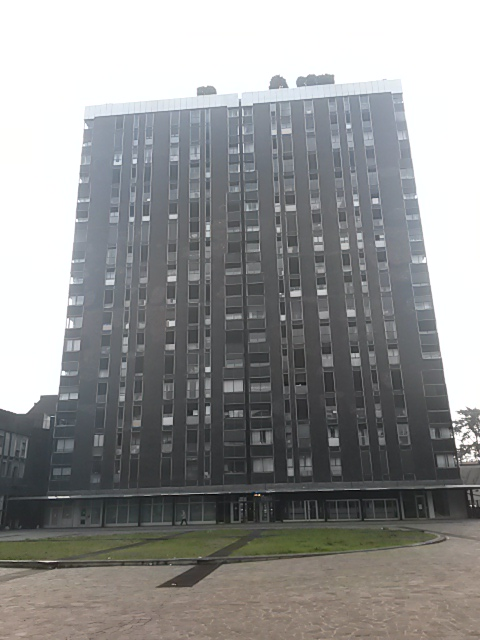
Il grattacielo di Legnano

Palazzo Leone da Perego è a pochi passi dalla basilica dedicata a san Magno e possiede due entrate, una in via Magenta e l'altra in via Girardelli. È sorto sui resti di un precedente e omonimo edificio medioevale. All'inizio del XIII secolo l'antico palazzo Leone da Perego diventò nobile residenza estiva e conobbe un periodo di splendore che si è protratta sino alla fine del XV secolo. Riedificato nel 1897, nel 1973 la parte conosciuta come palazzo Visconti fu trasformata prima in sala conferenze e successivamente in cinema. La restante porzione, dopo essere stata adibita a scuola materna, è dal 2001 area espositiva e rappresenta uno dei cuori pulsanti della cultura legnanese.
Di grande interesse storico è anche la già citata Torre Colombera, che è l'unica costruzione giunta sino a noi della Legnano quattrocentesca.
Tra il 1905 e il 1906 venne edificata Villa Jucker, tipico esempio di edificio padronale di inizio XX secolo; nel 1976 questo complesso edilizio è diventato sede dell'associazione locale Famiglia Legnanese. Poco lontano si trova un secondo esempio di dimora padronale di inizio XX secolo, Villa Dell'Acqua-Lazzati-Bombelli, che venne costruita nel 1904 su progetto dell'architetto Antonio Tagliaferri. Dello stesso periodo è anche Villa Bernocchi, edificio padronale abitato originariamente dalla famiglia Bernocchi e destinata dal 1980 a biblioteca comunale.
Rilevante da un punto di vista storico e artistico è anche palazzo Malinverni, che è la sede del municipio della città. Costruito tra il 1908 e il 1909, coniuga allo stile medioevale elementi liberty e neorinascimentali. Di notevole interesse storico è anche Palazzo Italia, che originariamente fu destinato a Casa del Littorio e che venne costruito nel 1929 su progetto di Cesare Giulini.
In via Giovanni Giolitti è presente un palazzo conosciuto come "grattacielo di Legnano", che venne progettato nel 1963 dall'architetto Luigi Caccia Dominioni.

#### Archeologia industriale

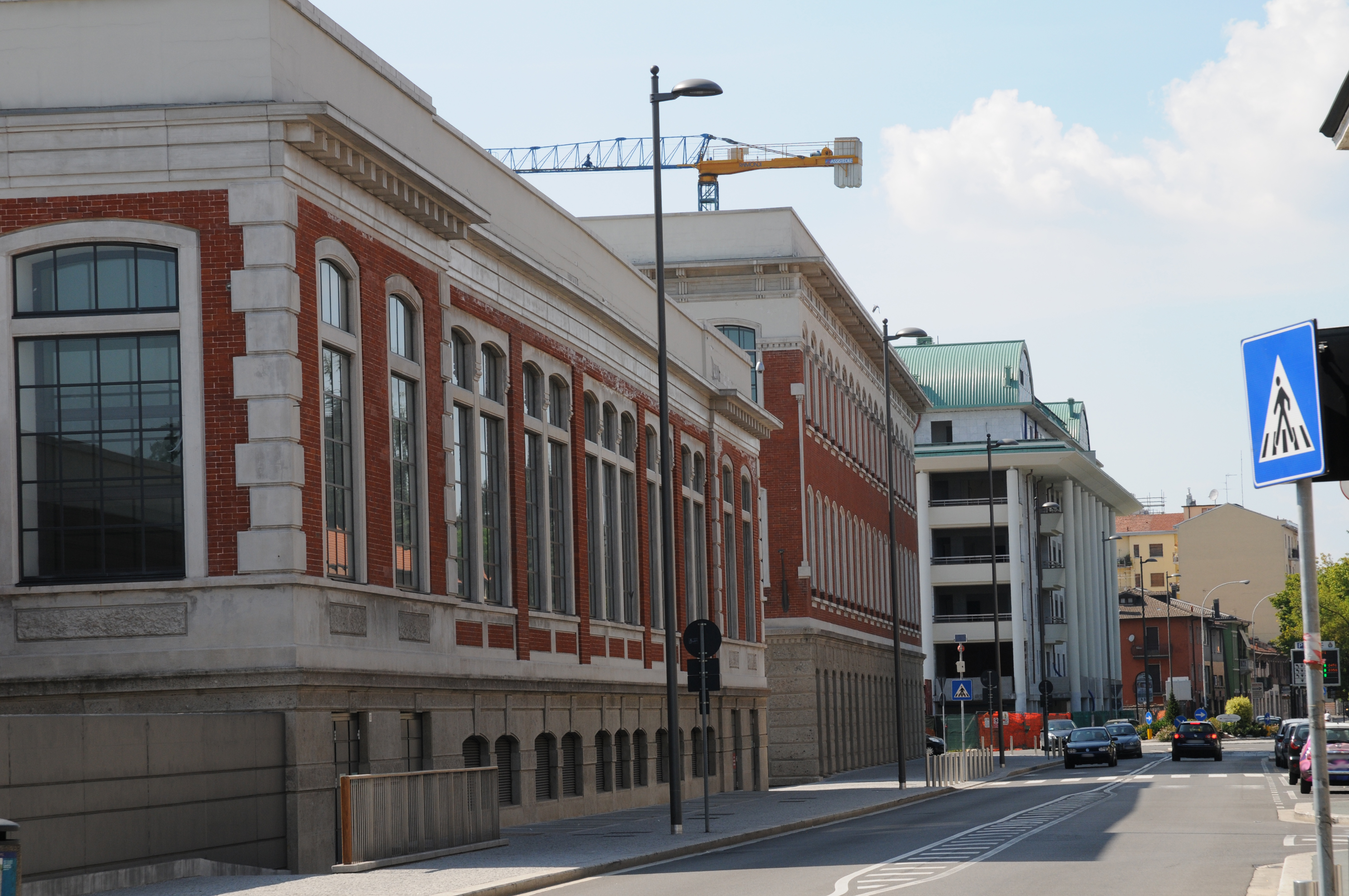
Sulla sinistra, in primo piano, i padiglioni dell'ex-cotonificio Cantoni che sono stati ristrutturati all'inizio del XXI secolo

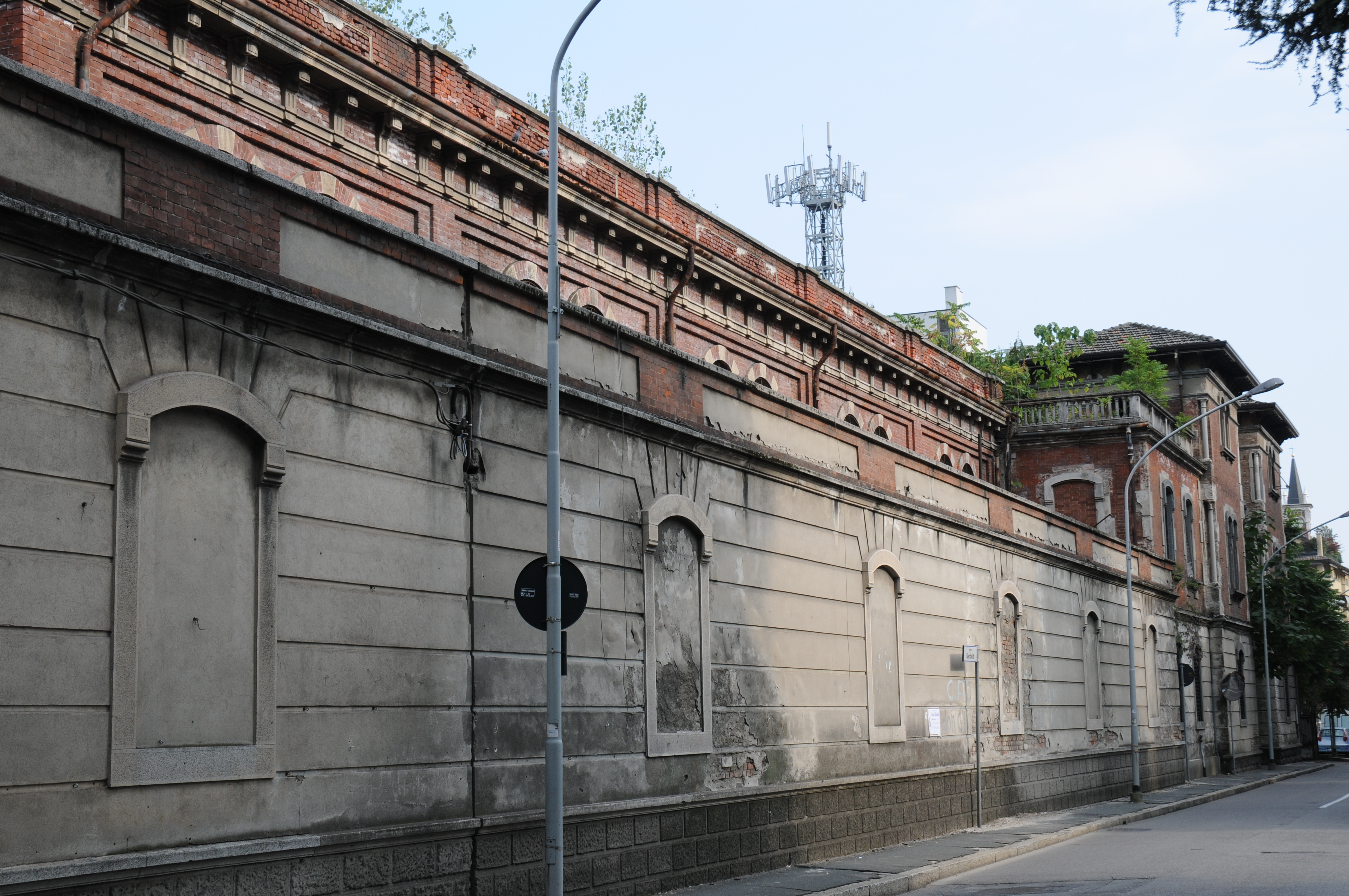
L'ex cotonificio Bernocchi in corso Garibaldi

Il Cotonificio Cantoni è stato uno stabilimento appartenente all'omonima azienda tessile italiana attiva fra il 1830 e il 2004. Fu il primo cotonificio italiano ad avere la ragione sociale di S.p.A. (1872).
Il primo nucleo della futura azienda è stata una filatura aperta il 2 ottobre 1830 da Camillo Borgomanero. Nel 1855 la Cantoni fu la sola impresa della Lombardia a prendere parte all'Esposizione Universale di Parigi. L'opificio legnanese chiuse l'attività nel 1985.
I padiglioni sono stati demoliti all'inizio del XXI secolo per la realizzazione di un parco pubblico, di un centro commerciale e di abitazioni. Le uniche parti conservate sono le facciate dei padiglioni per la lavorazione dei velluti, inaugurati nel 1931, che si affacciano su corso Sempione.
Importanti dal punto di vista storico e architettonico sono anche l'ex cotonificio Bernocchi, la Manifattura di Legnano e la palazzina adibita un tempo a uffici della De Angeli-Frua. Di interesse è anche in nucleo originario delle Officine Meccaniche Franco Tosi, che è stato realizzato a inizio Novecento.

#### Monumenti e sculture

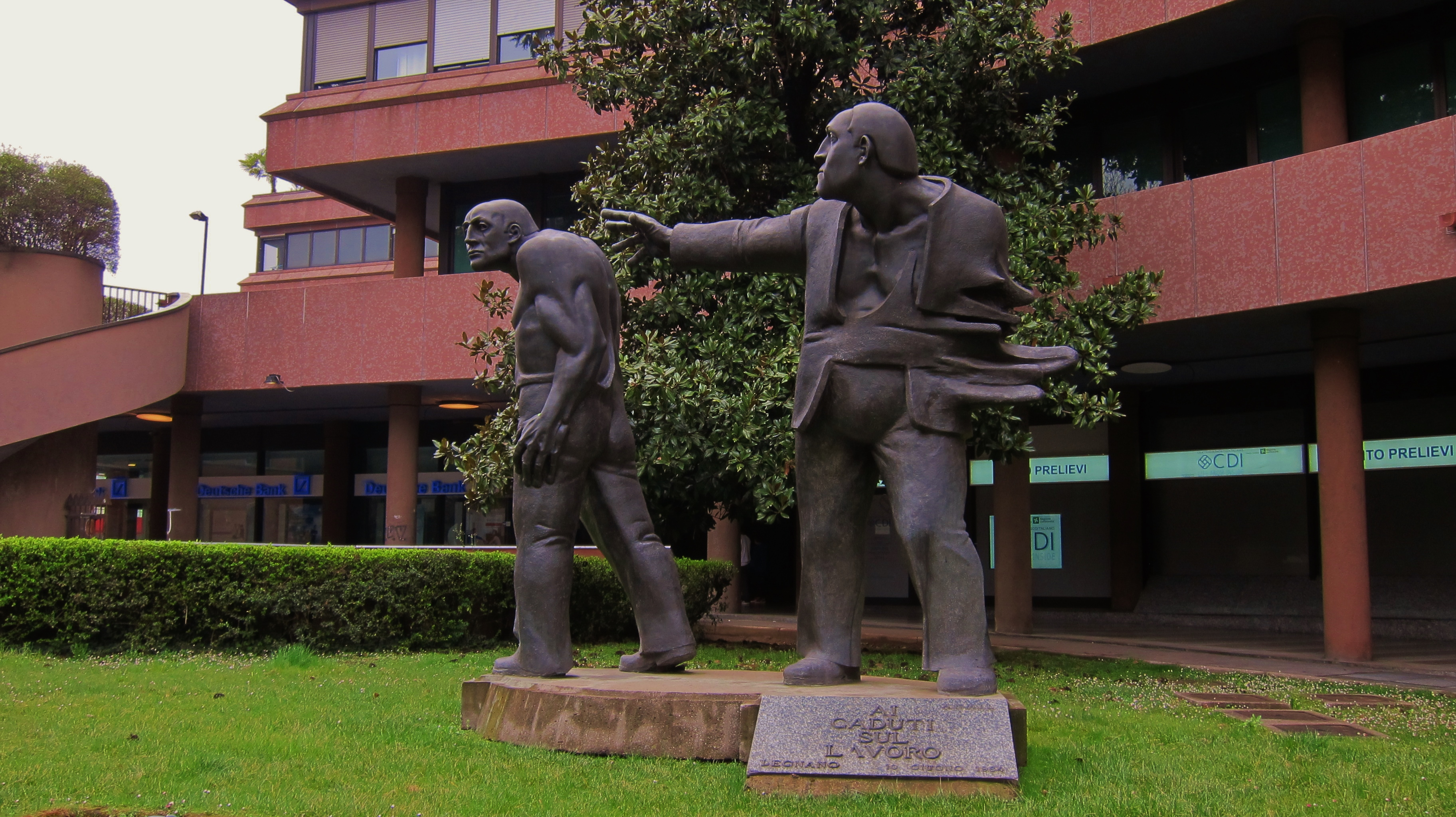
Monumento ai Caduti sul lavoro di Gianluigi Bennati

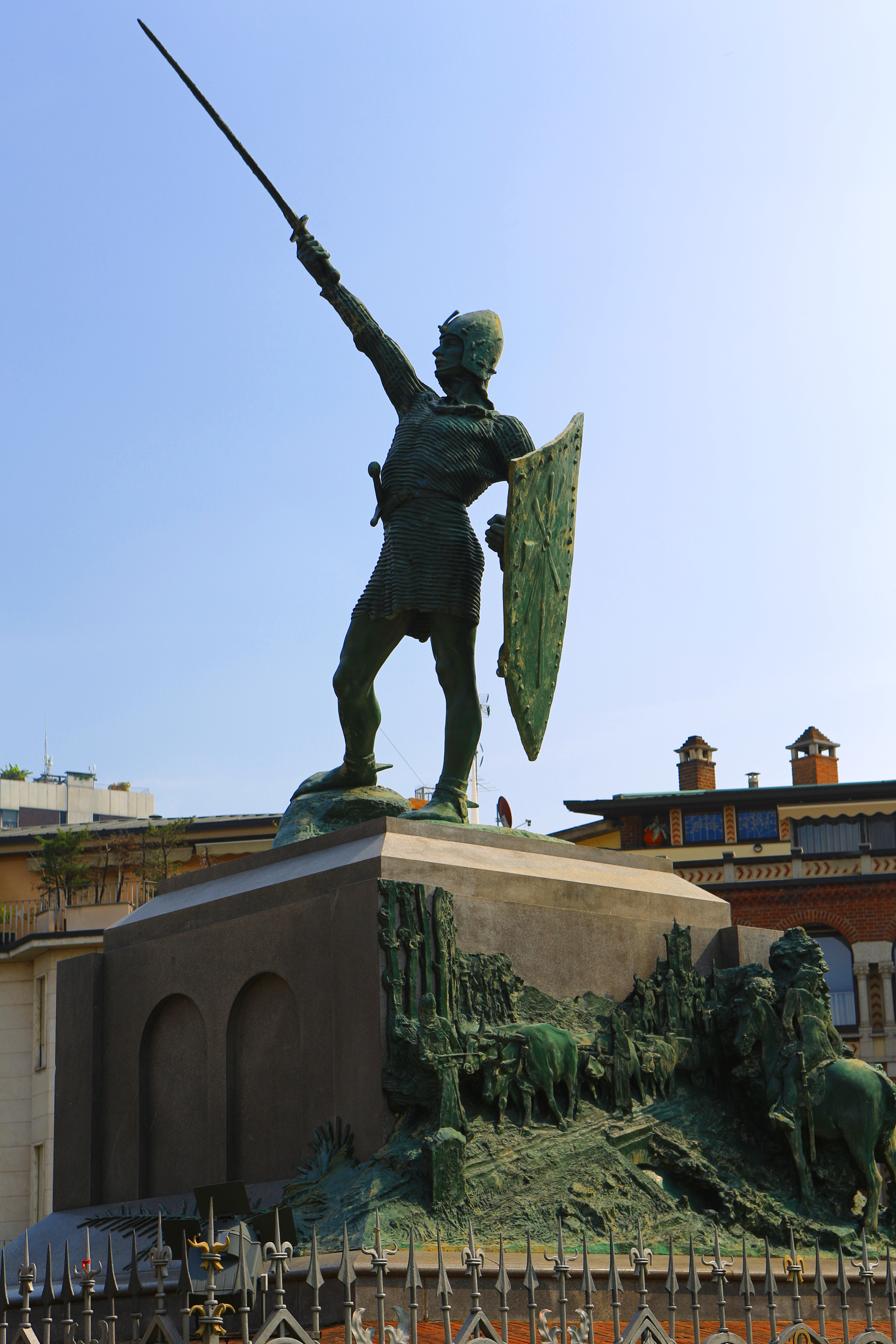
Il monumento al Guerriero di Legnano

In piazza Monumento (vicino alla stazione ferroviaria) è situata la statua dedicata al Guerriero di Legnano, che è stata inaugurata nel 1900. L'iconografia del monumento è stata in seguito utilizzata come logo dalle biciclette Legnano, dalla squadra di calcio della città, dal Corpo Bandistico Legnanese, dal gruppo Sbandieratori cittadino e dal partito politico Lega Nord. Come già accennato, è spesso erroneamente associata al leggendario condottiero lombardo Alberto da Giussano.
Il monumento ai Caduti sul lavoro, realizzato da Gianluigi Bennati per l'Associazione nazionale fra lavoratori mutilati e invalidi del lavoro, venne posizionato nel 1984 in corso Italia a Legnano.
Il monumento a Felice Musazzi, uno dei fondatori della storica compagnia teatrale I Legnanesi si trova invece in via Gilardelli. Ritrae il volto della Teresa, il personaggio da lui interpretato, e riporta sul basamento alcune citazioni celebri dei suoi spettacoli.
Nel 2009 sono state collocate in diversi punti della città alcune opere dell'artista Aligi Sassu. Le quattro statue, in ordine alfabetico, sono: Cavalli innamorati (in bronzo), Cavallo imbizzarrito (in bronzo), Grande cavallo impennato (in vetroresina) e Nuredduna (in vetroresina).

### Aree naturali

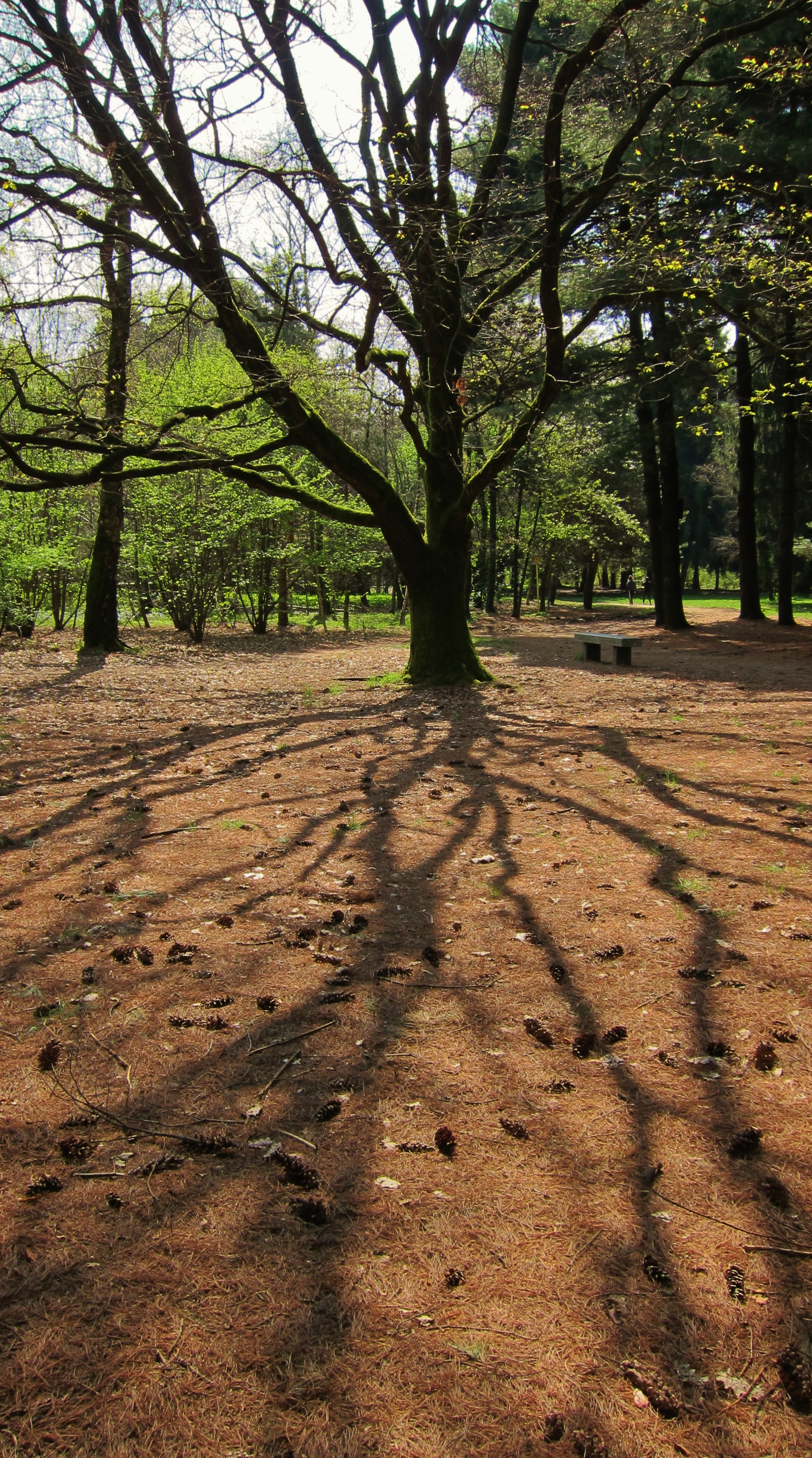
Uno scorcio della parte legnanese del parco Alto Milanese

In origine il Legnanese era caratterizzato dalla crescita spontanea soltanto di cespugli, data la bassa fertilità del terreno (in Lombardia questo tipo di habitat è conosciuto come groana). Nel corso dei secoli, grazie al lavoro di fertilizzazione a opera dei contadini e alla costruzione di canali artificiali, è stato possibile rendere coltivabile il terreno. Un tempo, infatti, vaste aree erano coltivate e la flora delle zone boscose era composta prevalentemente da farnie, carpini, castagni, noccioli, platani, frassini, querce, pioppi, olmi, aceri e ontani.
Per l'allevamento dei bachi da seta in seguito fu introdotto il gelso anche se oggi, a causa di malattie che falcidiarono la pianta, la specie risulta praticamente scomparsa. Tra il XIX e il XX secolo fu importata la robinia per consolidare le massicciate stradali e ferroviarie: grazie alla sua rapida velocità di crescita, la pianta risolse il problema, soprattutto durante le guerre, della legna da ardere. Questa pianta, la cui diffusione diventò, nel XX secolo, infestante, caratterizza ancora oggi la natura legnanese.
Il più grande parco legnanese è il Parco dei Mulini, che occupa una superficie di 500 ettari distribuiti nei comuni di Legnano, Canegrate, San Vittore Olona, Parabiago e Nerviano. Gli impianti molinatori più importanti presenti nel perimetro del parco sono i mulini "Cornaggia" di Legnano, "Cozzi" (già "Melzi Salazar", il meglio conservato), "De Toffol" e "Meraviglia" di San Vittore Olona, "Galletto" e "Montoli" di Canegrate, "Rancilio" (già "Mulino del Miglio"), "Gajo-Lampugnani" e "Bert" a Parabiago e lo "Star Qua" di Nerviano. Tra i mulini menzionati, quello più importante è il "Meraviglia" di San Vittore Olona, che è il più antico, dato che venne costruito nel XIV secolo, e che è l'unico che ha conservato la funzione originale, cioè quella di triturare prodotti agricoli. Le macine di questo mulino, che sono ancora funzionanti, vengono utilizzate per produrre foraggio per il bestiame.

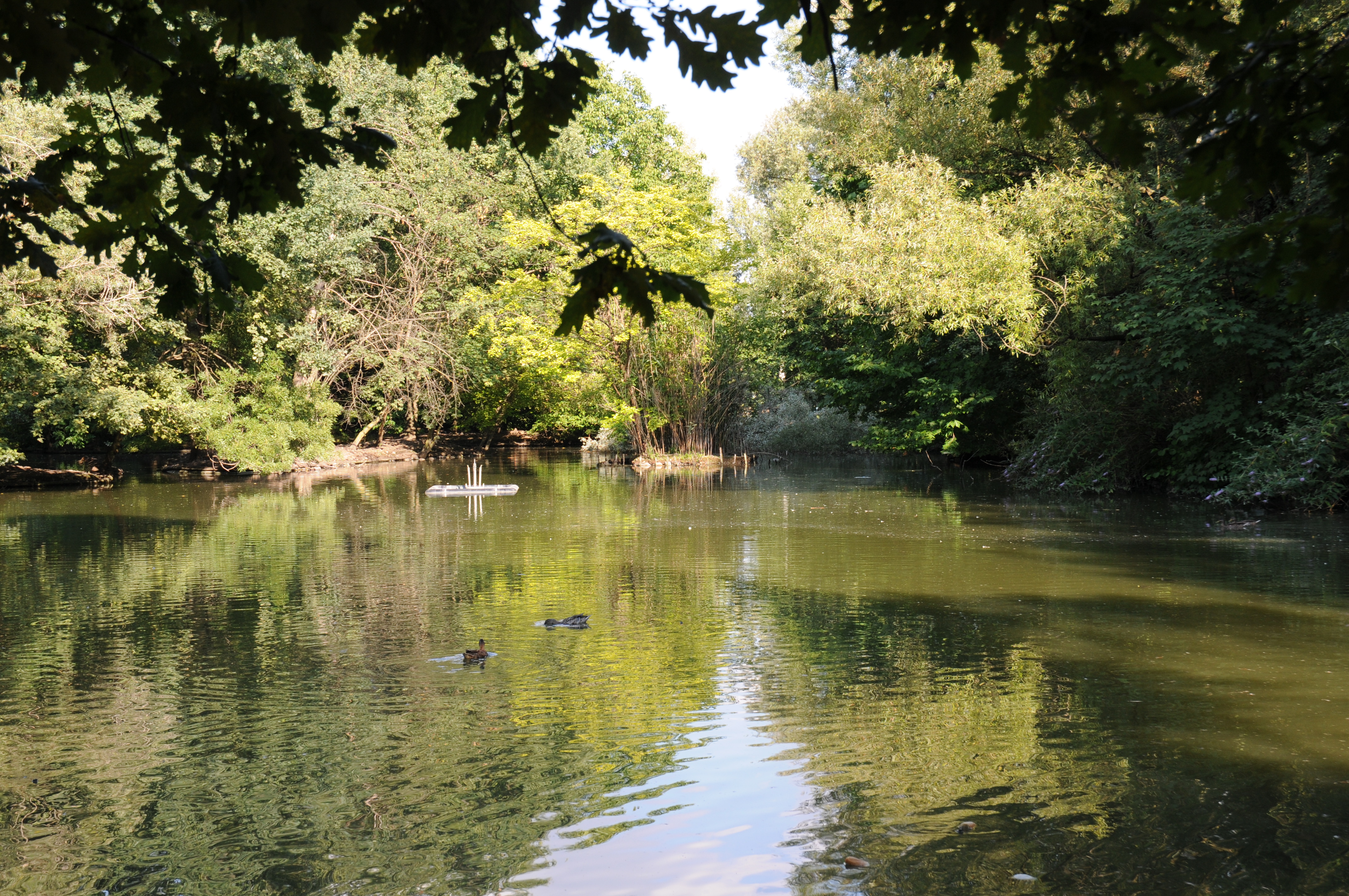
Il laghetto del parco Castello

Parte integrante del Parco dei mulini è il Parco locale del bosco di Legnano (o Parco Castello): nato negli anni settanta, è situato accanto al castello di San Giorgio, al confine con i comuni di Canegrate e San Vittore Olona. Nel periodo della sua realizzazione, i rimboschimenti non erano effettuati basandosi su criteri specifici di salvaguardia del paesaggio locale e dunque l'area protetta annovera perlopiù piante non autoctone; per questa ragione, il parco è ricco di conifere. Dal 1981 è stato creato, all'interno del parco, un sistema di laghetti e paludi di circa mezzo ettaro di superficie, che sono alimentati da acque di falda con lo scopo di fornire un ambiente favorevole alla vita di pesci e uccelli acquatici. Tra i pesci sono presenti lucci e carpe, oltre ad altre specie.
Il Parco Alto Milanese è situato a nord del comune al confine con Castellanza e Busto Arsizio. È sorto per la salvaguardia degli aspetti naturali (flora e fauna) e lavorativi (agricoltura e allevamento) tipici della zona.
Da segnalare anche il Parco Bosco dei Ronchi, che si estende interamente all'interno dei confini cittadini per circa 26 ettari, al cui interno si trova anche il Parco ex-ILA. Istituito nel 1992, è situato nel quartiere Canazza, a est della città. Degno di nota è anche il Bosco 1993, che si trova all'angolo tra via Sabotino e via Massimo D'Azeglio. Tale area verde, che è stata creata 18 dicembre 1994 in conformità alla legge 113/92, ha la particolarità di avere un albero per ognuno dei 469 bambini nati nell'anno 1993.

## Società

### Evoluzione demografica
Negli ultimi sessanta anni, a partire dal 1961, la popolazione residente è aumentata del 41 %.
Abitanti censiti

### Etnie e minoranze straniere
Al 31 dicembre 2019 gli stranieri residenti a Legnano con regolare permesso di soggiorno (dati ISTAT) assommavano a 7 307, pari a circa il 12,1% della popolazione. Con il passare degli anni, si è registrata una crescita costante della presenza di stranieri nel 2005 gli stranieri con permesso di soggiorno residenti a Legnano ammontavano a 3 451, pari al 6,1% della popolazione. Le dieci nazionalità più rappresentate al 31 dicembre 2019 erano (dati ISTAT):
1. Albania, 1 207
2. Romania, 605
3. Cina, 526
4. Pakistan, 509
5. Perù, 481
6. Ecuador, 461
7. Marocco, 415
8. Bangladesh, 392
9. Ucraina, 304
10. Senegal, 246

### Lingue e dialetti
Nel comune è relativamente diffuso il dialetto legnanese. Come tutti i dialetti lombardi occidentali, anche il legnanese è una lingua romanza derivata dal latino avente substrato celtico e superstrato longobardo. Alcuni studiosi vi hanno scorto tracce delle lingue dei popoli anteriori alla latinizzazione della regione, in particolare l'antico ligure, anche se i dati sull'effettiva influenza di questo sostrato linguistico sono pochi e di varia interpretazione. L'influenza linguistica che ebbero i Celti sulle parlate locali dell'Altomilanese fu cospicua, tanto che ancora oggi il dialetto legnanese è classificato come "gallo-italico". Fu però la dominazione romana, che soppiantò quella celtica, a plasmare l'idioma locale parlato nel Legnanese, tanto che il lessico e la grammatica di questo dialetto è di derivazione romanza.
È degna di nota l'interpretazione da darsi alla conservazione delle antiche vocali finali latine (diverse da -a), cadute in milanese, ma non in altri dialetti confinanti, tra cui quelli liguri. Per questo, alcuni vorrebbero vedere in questa conservazione un tratto dovuto a un "sostrato ligure". Il fatto che nel dialetto bustocco essa sia più avanzata che in legnanese deriverebbe invece da una maggiore influenza del vernacolo di Milano su quello di Legnano.
Il dialetto legnanese è utilizzato negli spettacoli della compagnia teatrale dialettale I Legnanesi, che è stata fondata da Felice Musazzi e Tony Barlocco.

### Religione

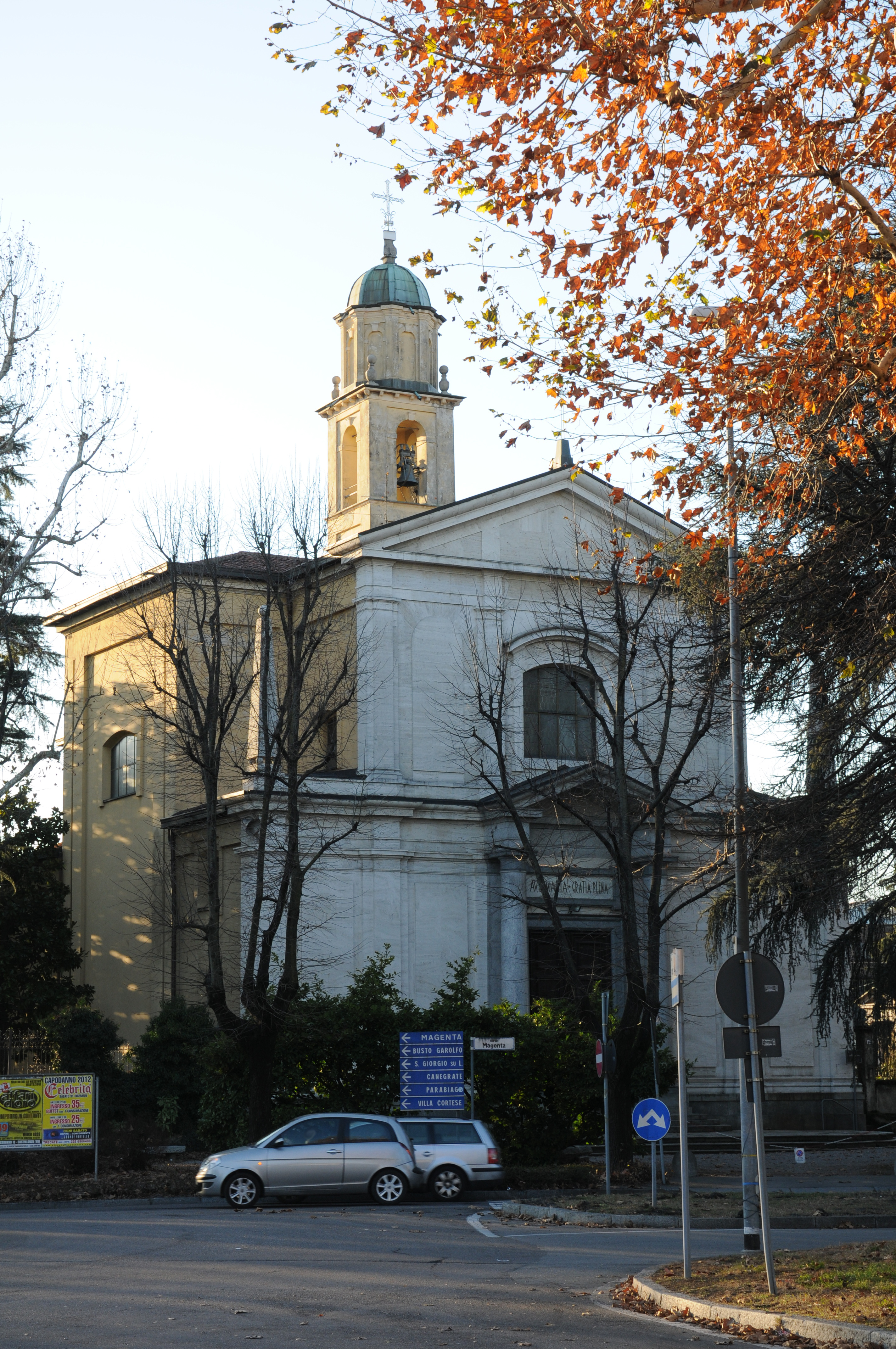
Il Santuario della Madonna delle Grazie

Il santo patrono di Legnano è San Magno, arcivescovo di Milano dal 518 al 530, la cui ricorrenza è festeggiata il 5 novembre. La maggioranza della popolazione è cristiana cattolica; l'immigrazione di cittadini comunitari ed extra-comunitari ha portato all'insediamento di consistenti minoranze musulmane e cristiane ortodosse. Vi è in città anche una piccola comunità cristiana protestante presbiteriana.
Nel comune sono presenti nove parrocchie cattoliche che appartengono all'arcidiocesi di Milano. Quelle che posseggono le più antiche chiese parrocchiali sono San Magno e Sant'Ambrogio. Quest'ultima è una delle poche chiese dell'arcidiocesi di Milano dove si celebrano messe in rito ambrosiano antico, ovvero in lingua latina.

### Tradizioni e folclore

#### Il Palio

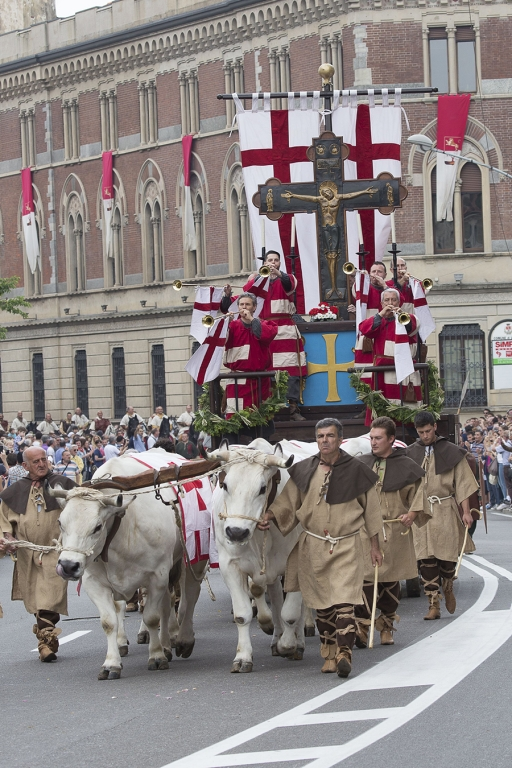
Il Carroccio durante la sfilata storica del Palio di Legnano 2015

L'ultima domenica del mese di maggio avviene la rievocazione storica della battaglia di Legnano con una sfilata in costumi d'epoca medievale per le vie della città, a cui segue una gara ippica a cui partecipano le otto contrade storiche legnanesi. L'avvenimento, nato nel 1935, come già accennato, è conosciuto come Palio di Legnano.
La contrada vincitrice del Palio ha diritto a conservare nella propria chiesa, fino all'anno successivo, la copia della croce di Ariberto da Intimiano, ovvero una scultura a sbalzo di rame del 1936 opera dell'artigiano legnanese Luciano Sai che riproduce, su scala ridotta, la croce medioevale originale.
Il centro delle attività e della vita associativa della contrada è il maniero. Qui sono conservati i costumi e gli ornamenti utilizzati per la sfilata del palio. Nella sfilata storica più di un migliaio di figuranti in costume d'epoca passano per le vie della città fino a raggiungere lo stadio Giovanni Mari, dove viene corsa la gara ippica. Il corteo si chiude con il passaggio del Carroccio, dov'è posizionata la già citata riproduzione della croce di Ariberto da Intimiano.
Tra gli eventi organizzati in città nel periodo del Palio trova un posto di assoluto rilievo la manifestazione corale "La Fabbrica del Canto", manifestazione musicale corale internazionale nata nel 1992 su iniziativa dell'Associazione Musicale Jubilate.

### Istituzioni, enti e associazioni

#### Istituzioni pubbliche
Nella città sono presenti le seguenti istituzioni pubbliche:
- Ufficio decentrato della Regione Lombardia;
- Ufficio decentrato della città metropolitana di Milano;
- Sede INPS;
- Sede INAIL.

#### Strutture sanitarie
Il 4 febbraio 2010 è stato inaugurato il nuovo ospedale, situato nella zona di via Novara, che ha sostituito il precedente nosocomio di corso Sempione.

#### Associazioni

Villa Jucker, sede dell'associazione Famiglia Legnanese

Nel comune è attiva l'associazione culturale senza fini di lucro Famiglia Legnanese, che ha sede nella storica Villa Jucker. Uno dei primi e più importanti scopi raggiunti dall'associazione fu quello di ripristinare, a partire dal mese di maggio del 1952, il Palio di Legnano. Infatti, questa manifestazione, creata nel 1935, era stata interrotta dopo l'edizione del 1939 a causa degli eventi bellici.
A Legnano ha sede la Società di Arte e Storia, associazione culturale che si occupa della diffusione e della promozione della storia e dell'arte della città e che è stata fondata nel 1927 da Guido Sutermeister.

## Cultura

### Istruzione
La più antica scuola pubblica a Legnano venne fondata presso la chiesa di Sant'Ambrogio nel 1570 per volere di Carlo Borromeo. Fino alla prima metà del XVIII secolo l'istruzione fu praticata da privati, principalmente religiosi, che la esercitavano su un'esigua minoranza di legnanesi senza dipendere dall'autorità comunale. Era comunque un'istruzione che forniva solamente i rudimenti del sapere: infatti, chi avesse voluto approfondire le proprie conoscenze, era obbligato a rivolgersi a centri di studio più grandi di quelli che si trovavano a Legnano.
La situazione iniziò a mutare nella seconda metà del XVIII secolo con un editto imperiale emanato durante la dominazione austriaca e datato 31 ottobre 1787, che imponeva l'apertura di scuole gratuite in Lombardia. Però, a Legnano, esisteva già, prima di questo decreto, una scuola gratuita sorta grazie a un lascito testamentario del canonico Paolo Gerolamo Monti, datato 15 settembre 1749: fu organizzata presso la Collegiata di San Magno, ma poteva accogliere solo poche decine di scolari legnanesi.

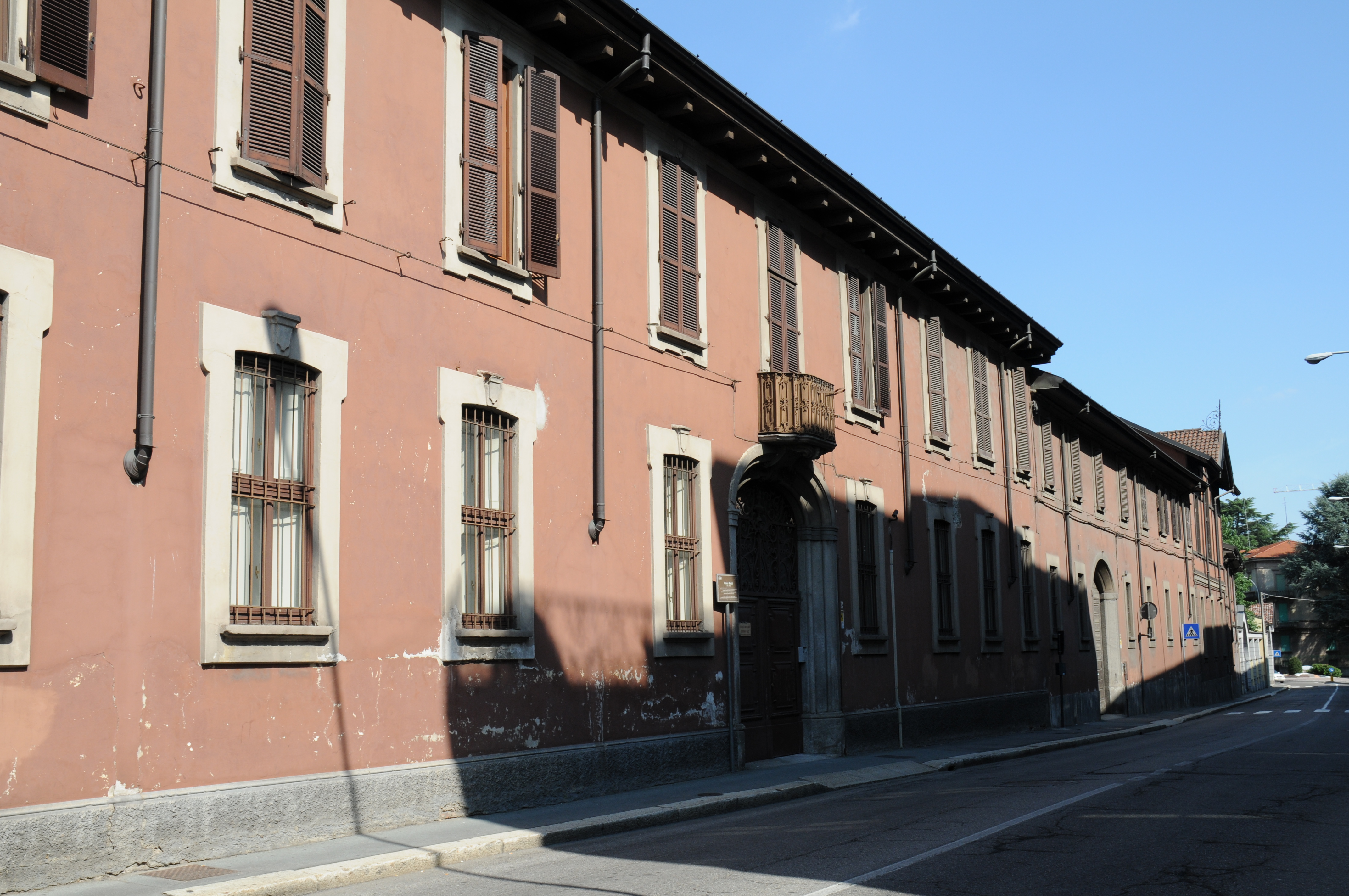
L'edificio storico che ospita l'istituto "Barbara Melzi"

Il primo intervento dell'Amministrazione comunale legnanese riguardo alla pubblica istruzione è dell'inizio del XIX secolo, quando il governo cittadino affidò a due maestri la gestione di due classi di scolari, una maschile e una femminile. È datato 1832 il primo allestimento di locali a uso esclusivo della scuola; precedentemente le lezioni si tenevano in ambienti di fortuna. In un documento del 1848 è riportato che il numero di studenti che frequentavano questa scuola, la cui ubicazione era nell'attuale via Verdi: 470 per la classe maschile e 475 per quella femminile. Nel 1852 suddetta scuola fu trasferita nell'odierno corso Magenta. Di questi anni è la fondazione dell'istituto privato Barbara Melzi (1854), con l'allestimento della scuola materna e della scuola elementare. Di rilevanza storica è l'edificio che ospita questo istituto privato, appartenuto all'omonima famiglia nobiliare.
Un forte impulso alla pubblica istruzione si ebbe con la promulgazione della legge Casati (1859), in seguito alla quale il comune di Legnano affittò dal marchese Cornaggia uno stabile da adibire a sede scolastica permanente. Nel 1896 l'Amministrazione comunale di Legnano acquistò il convento di Sant'Angelo convertendolo in scuole elementari, le odierne Mazzini, riedificate poi nel 1967. Lo sviluppo più importante della pubblica istruzione a Legnano si ebbe nel XX secolo, con la fondazione della stragrande maggioranza dei plessi scolastici che sono giunti sino a noi, cioè le scuole elementari, le scuole medie e gli istituti superiori. Del 1904 è la Scuola Tecnica comunale, diventata nel 1963 "Scuola media Franco Tosi".
Della prima parte di questo secolo fu la fondazione degli istituti tecnici e professionali indirizzati alle future maestranze delle aziende locali. In questa epoca a Legnano era infatti presente la necessità di formare da un punto di vista professionale i futuri impiegati - tecnici e commerciali - e gli operai specializzati. Furono quindi fondati l'Istituto tecnico commerciale "Carlo Dell'Acqua" (1917-1918) e l'Istituto professionale "Antonio Bernocchi" (1917). A quest'ultimo si aggiunse, nel 1959, l'Istituto tecnico industriale, sempre intitolato a Bernocchi. Nel 1943 fu fondato il Liceo scientifico, seguito nel 1960 da quello classico con ginnasio.
A Legnano sono presenti nel complesso 20 plessi scolastici statali: 4 istituti superiori, 5 medie inferiori, 8 elementari e 3 materne. Gli istituti privati invece sono in totale 16 e sono così suddivisi: 9 materne, 2 elementari, 2 medie e 3 superiori.

### Musei

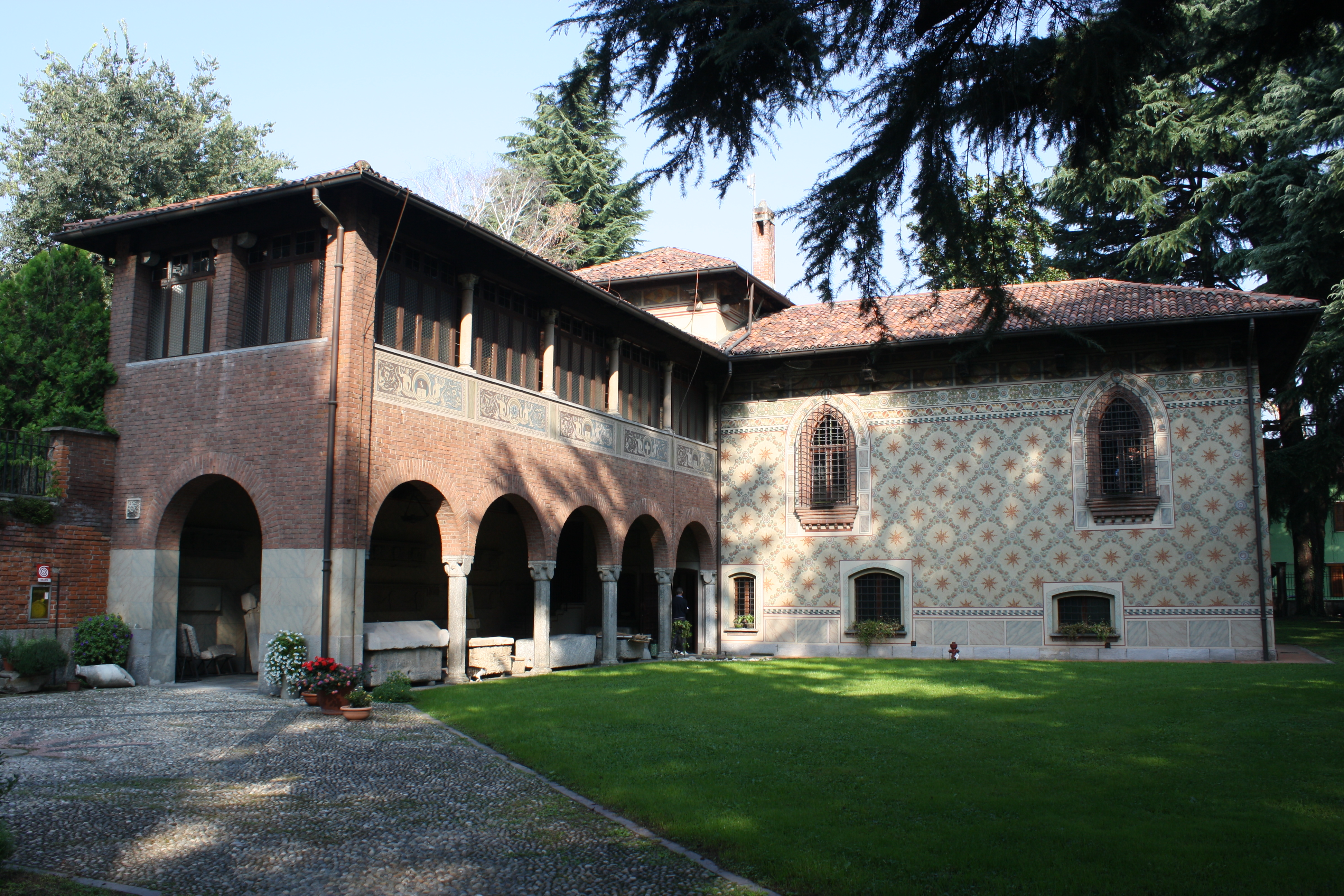
Museo civico Guido Sutermeister

La città gode anche di un centro museale, il museo civico Sutermeister, e di due spazi espositivi temporanei, il castello di San Giorgio e Palazzo Leone da Perego, che sono organizzati nel progetto S.A.Le, acronimo identificante gli spazi espositivi della città.
Un altro spazio espositivo di rilievo è il museo Alfa Romeo Fratelli Cozzi, che è ospitato nel piano interrato dell'omonimo concessionario. Il museo, fortemente voluto da Pietro Cozzi, fondatore del concessionario, è stato aperto nel 2015 e ospita una cinquantina di modelli Alfa Romeo, tra cui due esemplari con caratteristiche uniche. L'istituto è parte del Circuito Lombardo dei Musei del Design.

### Media

#### Stampa
Nel comune di Legnano hanno una redazione locale i quotidiani nazionali Il Giorno e La Prealpina.

#### Radio
Radio del legnanese e emittente radiofonica ufficiale del Legnano Basket Knights è Radio Punto, che trasmette notizie e informazioni di cronaca locale di Legnano e dell'hinterland; ha sede a San Vittore Olona. A Legnano ha invece gli studi OkNetwork, web radio che tratta di argomenti di rilevanza locale.

#### Televisione
Nel comune, fino al 2008, aveva sede la rete televisiva Antenna 3, una delle prime emittenti private locali sorte in Italia. È stata fondata il 3 novembre 1977 da Renzo Villa con la collaborazione dell'amico Enzo Tortora. Dopo anni di crisi il canale sta vivendo una "seconda giovinezza" riproponendo programmi di un tempo e vecchie registrazioni. Dal 2004 fa capo all'emittente televisiva Telelombardia; nei suoi studi la nuova dirigenza ha fatto confluire la propria redazione sportiva.
Dal 18 gennaio 2018, è attiva l'emittente Legnano In Tv, visibile sul Canale 292 del Digitale Terrestre e facente parte del bouquet di reti dell'Associazione Tele NBC, con sede legale e studi a Canegrate.
A Legnano, in Via Taramelli 11 ha sede anche NBC Milano, hybrid radio-tv attiva sul digitale televisivo terrestre regionale (canale 617) e su IP. L'emittente discende in linea diretta dall'emittente omonima che operò in FM dal 1982 al 1989.

### Teatro

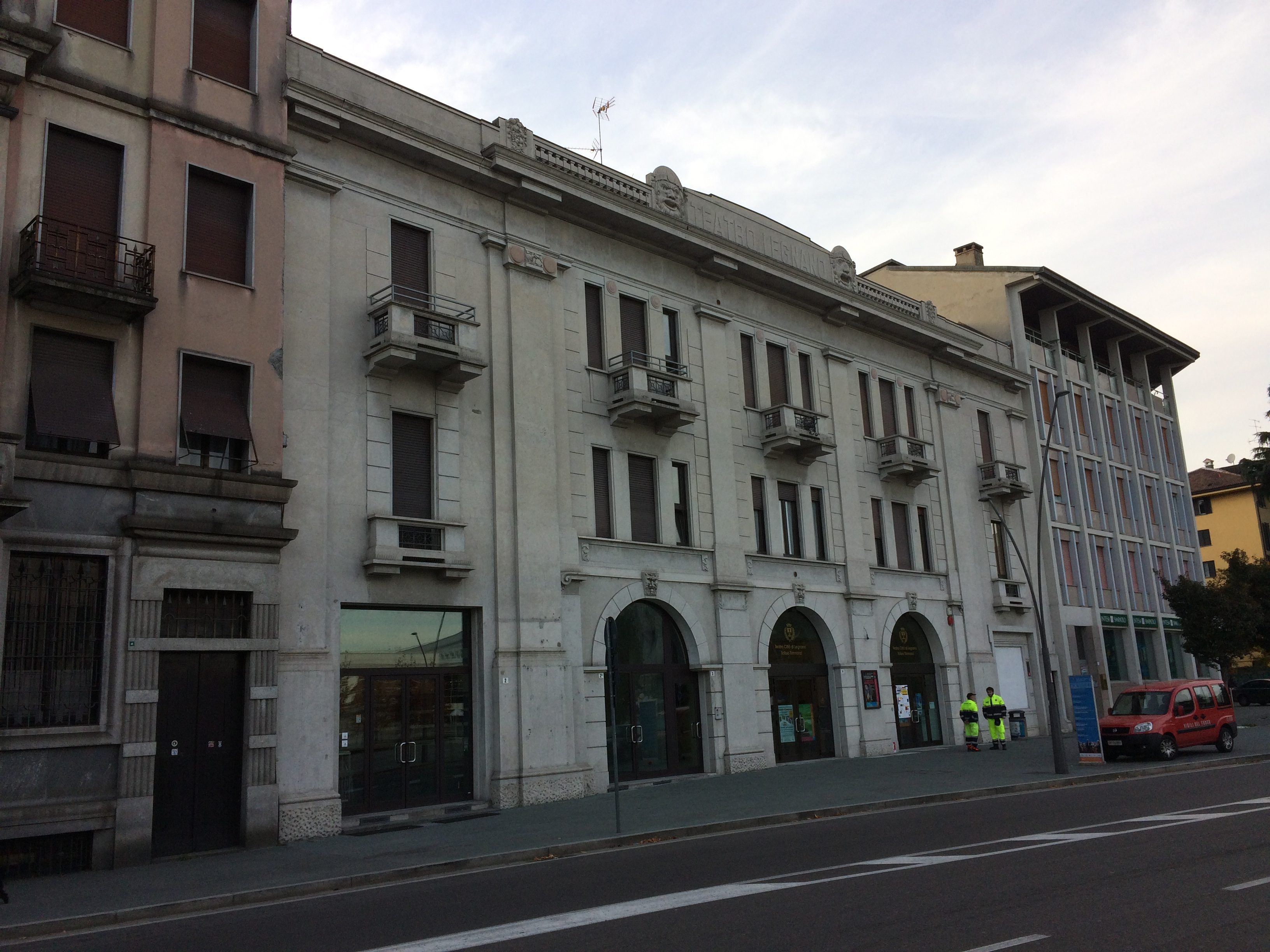
Al centro del caseggiato, il Teatro città di Legnano

A Legnano ha sede il Teatro Galleria, che è situato nella Galleria di Legnano, ovvero in un passaggio coperto inserito all'interno di un edificio che collega piazza San Magno con via XXV Aprile. Edificata dall'INA, è stata costruita nel 1954 e ristrutturata nel 1991; come accennato, sorge dove un tempo sorgeva un monastero, il convento degli Umiliati.
Altro teatro legnanese è il Teatro città di Legnano, che è dedicato a Talisio Tirinnanzi, cittadino benemerito di Legnano. È stato realizzato dal 1928 e il 1929 ed ha chiuso i battenti nel 2002, per poi essere donato al comune di Legnano nel 2011 dalla famiglia Tirinnanzi e riaperto al pubblico nel 2016 dopo importanti lavori di riqualificazione.
Per quanto riguarda le compagnie teatrali, in città sono stati fondati "I Legnanesi", compagine nata da un'idea di Felice Musazzi e di Tony Barlocco, che recita commedie in dialetto lombardo occidentale nella variante legnanese. È l'esempio più celebre di teatro en travesti in Italia: fondata a Legnano nel 1949, è tra le compagnie più note del panorama teatrale dialettale europeo.

## Geografia antropica

### Urbanistica

Un panorama di Legnano del 1908 dal campanile della basilica di san Magno. Al centro si possono riconoscere gli stabilimenti della Franco Tosi, a destra la De Angeli-Frua, oggi non più esistente

Il tessuto urbanistico di Legnano si è sviluppato intorno al centro storico; la sua crescita è stata influenzata da tre barriere: il fiume Olona, la strada del Sempione e la ferrovia Domodossola-Milano.

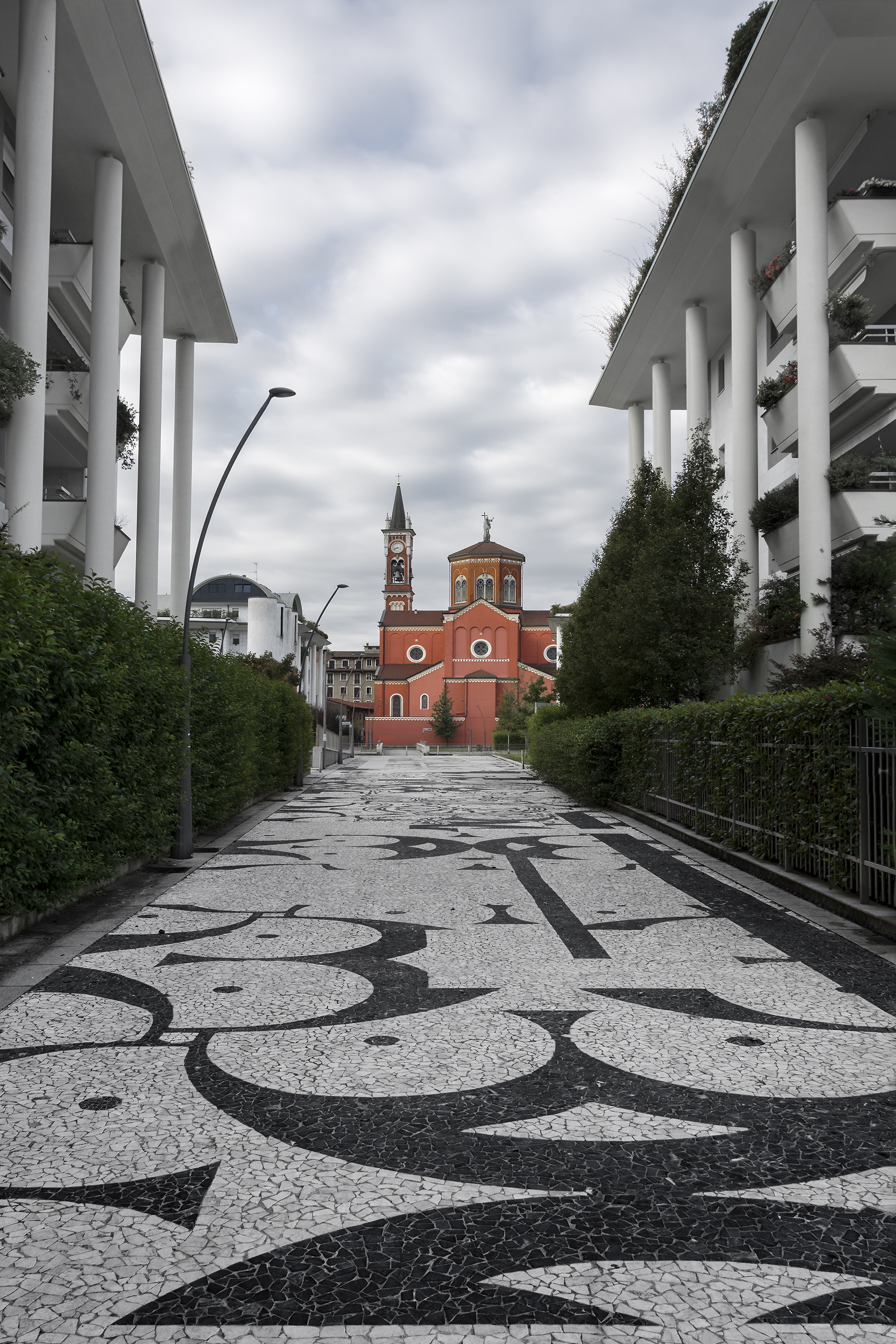
Il Mosaico di via dei bambini, che si trova sull'area un tempo appartenente al Cotonificio Cantoni. Sullo sfondo, la chiesa di San Domenico

La città è stata protagonista di una progressiva urbanizzazione che ha portato a una notevole espansione del centro abitato. All'origine di questo fenomeno c'è stata la nascita di molte industrie che hanno richiamato lavoratori da diverse zone d'Italia. Come si può notare dall'evoluzione demografica, nel periodo compreso tra il 1871 e il 1921 la popolazione di Legnano è quadruplicata. Data la necessità di acqua, le industrie cotoniere nate nel XIX secolo sono sorte lungo le rive dell'Olona. I nuovi quartieri residenziali hanno occupato di conseguenza le aree libere oltre la valle del fiume.
Come conseguenza alla crescita dell'abitato legnanese, le aziende hanno costruito le loro sedi sempre più in periferia. Poi, le varie crisi economiche che si sono succedute nei decenni del XX secolo hanno portato alla nascita di molte aree dismesse che sono in fase di recupero. L'intervento urbanistico più importante, che è stato realizzato all'inizio del XXI secolo, è stato il recupero dall'ex Cotonificio Cantoni, un'area di 110.000 m² che è stata destinata, come già accennato, a zona residenziale e terziario.

### Suddivisioni storiche

Mappa delle contrade di Legnano

Nell'abitato vi è una suddivisione storica in quartieri e contrade: i quartieri storici sono Mazzafame, Ponzella, Frati, Olmina, Canazza, Gabinella, Legnanello, Colli di Sant'Erasmo e Costa San Giorgio. La parte dell'abitato a ovest della ferrovia è chiamato Oltrestazione, mentre la parte a est del Sempione è denominata Oltresempione. Le otto contrade storiche che si sfidano al Palio sono invece San Bernardino, La Flora, Legnarello, San Domenico, San Magno, San Martino, Sant'Ambrogio e Sant'Erasmo.

## Economia

### Agricoltura

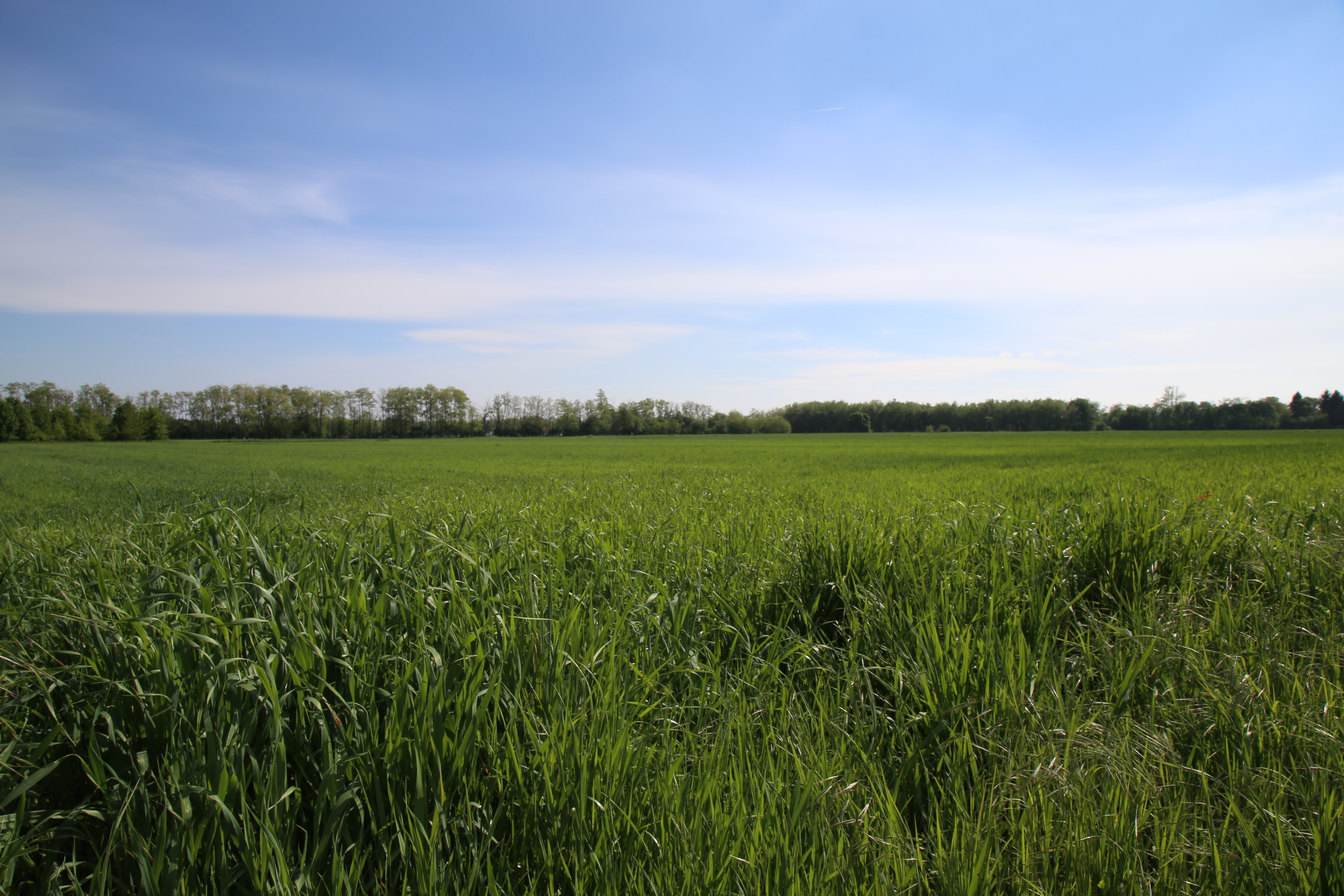
Area agricola nei pressi del quartiere legnanese di Mazzafame

L'agricoltura legnanese è stata la base dello sviluppo economico del territorio. Per prima è stata investita dal processo di meccanizzazione e ristrutturazione. La meccanizzazione, grazie all'utilizzo di macchinari sempre più complessi, ha portato a un incremento della produzione agricola. Nel XXI secolo non rappresenta più un'attività importante per l'economia legnanese. Le poche aree libere da costruzioni e infrastrutture sono coltivate a cereali, principalmente grano e mais.

### Industria
L'età dell'oro dell'industria legnanese cominciò all'inizio del XX secolo e terminò negli anni sessanta dello stesso secolo. La crisi peggiorò progressivamente danneggiando l'economia, l'occupazione e il tessuto industriale. Molte aziende chiusero, soprattutto nel tessile, nell'abbigliamento e nella calzatura, e molte altre furono coinvolte in un processo di ridimensionamento.
Tra gli anni ottanta e gli anni novanta si ebbe un vero e proprio fenomeno di deindustrializzazione del territorio, che non fu accompagnato dalla nascita di nuove attività. Si tentò quindi di puntare al settore terziario. Questi campi alternativi non portarono però a un tasso di sviluppo sufficiente a sopperire la chiusura delle attività industriali. Iniziò una fase in cui il numero delle piccole aziende crebbe considerevolmente. Tali processi continuano tuttora.

### Servizi
Nel comune aveva sede la Banca di Legnano, istituto di credito di importanza regionale. Fondata l'11 giugno 1887, il 14 settembre 2013 è andata incontro a fusione con la Banca Popolare di Milano. Nel 2008 aveva 846 dipendenti impiegati in 119 filiali, per la maggior parte dislocate in Lombardia.

## Infrastrutture e trasporti

### Strade

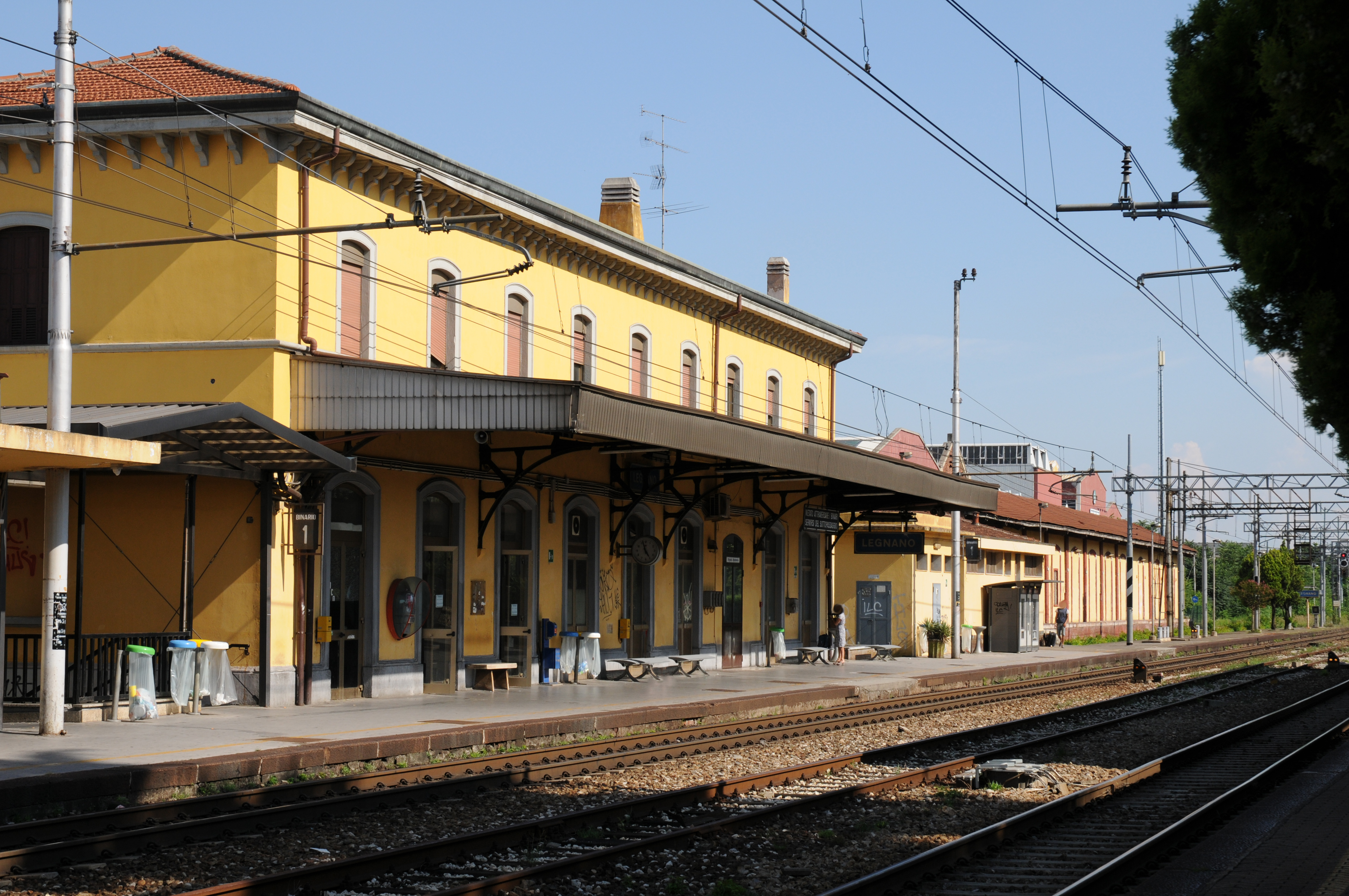
La stazione ferroviaria di Legnano

Legnano ha un'uscita lungo l'Autostrada dei Laghi, è attraversata da due strade statali (la strada statale 33 del Sempione e la strada statale 527 Bustese) ed è percorsa dalla strada provinciale SP12 Legnano-Inveruno.

### Ferrovie e tranvie
La stazione di Legnano, posta lungo la ferrovia Domodossola-Milano, è servita da treni regionali svolti da Trenord nell'ambito del contratto di servizio stipulato con Regione Lombardia.
Fra il 1880 e il 1966 la città fu anche servita dalla tranvia Milano-Gallarate, infrastruttura gestita dalla STIE.

### Mobilità urbana
Legnano è collegata con Milano e con i Comuni limitrofi da diverse autolinee interurbane gestite dalle società Movibus e FNM Autoservizi.

## Amministrazione
Dalla nascita della Repubblica Italiana al 1993 Legnano è stata guidata, alternativamente, da sindaci della Democrazia Cristiana, del Partito Socialista Italiano e del Partito Comunista Italiano. Dopo l'istaurarsi della Seconda Repubblica, si sono avvicendate amministrazioni di centro-destra e di centro-sinistra.
Il sindaco di Legnano ricopre anche la carica di "supremo magistrato" del Palio di Legnano: ne decreta quindi, tramite bando pubblico, l'inizio ufficiale. In qualità di supremo magistrato partecipa alle sedute del comitato del Palio e presiede il collegio dei magistrati del Palio.

### Gemellaggi
- Ebolowa, dal 1964[205].
- Colombes, dal 1964[206].

## Sport

La formazione del Gruppo Sportivo Bernocchi campione d'Italia 1954-1955

In campo sportivo la città vanta varie squadre professionistiche di alto livello. La squadra di football americano, i Frogs Legnano, è stata fondata a Gallarate nel 1977. Trasferitasi a Busto Arsizio nel 1984, dal 1986 ha sede a Legnano, eccezion fatta per un paio di stagioni nei primi anni 2000, quando ha avuto sede prima a Milano e poi di nuovo a Gallarate. I Frogs Legnano sono stati campioni d'Europa nel 1989 (con due partecipazioni all'Eurobowl) e hanno conquistato 6 campionati italiani (1984, 1987, 1988, 1989, 1994, 1995, con 11 partecipazioni al Superbowl italiano), una Coppa Italia (1992) e una partecipazione al Ninebowl (2007, sconfitti dagli Angels Pesaro). La squadra giovanile ha vinto 2 youngbowl (1991 e 1992). Altre squadre di rilievo di football americano sono state i Vikings Legnano e gli Steelmen Legnano, che hanno entrambe partecipato al campionato di Serie B.
Il Baseball Softball Club Legnano è stata una tra le prime società sorte in Italia affiliate a questo sport: nata nel 1950 come società di baseball, nel 1964 venne attivata la sezione di softball. È affiliata alla FIBS per entrambe le sezioni. La squadra di baseball milita in serie C1, mentre quella di softball in A1. Quest'ultima ha vinto un campionato italiano (2007), tre Coppe Italia (2006, 2007 e 2008), una Coppa delle Coppe (2007) e una Coppa dei Campioni (2008).

La formazione dell'Associazione Calcio Legnano nella stagione 1952-1953, l'ultima a conquistare l'approdo in Serie A

Altra società di rilievo nazionale è stato il Gruppo Sportivo Bernocchi, che è conosciuto anche come "Bernocchi Legnano"; società di pallacanestro femminile, è stata attiva dal 1945 al 1956 ed ha militato per undici stagioni in Serie A conquistando quattro scudetti (1946-1947, 1947-1948, 1953-1954, 1954-1955).
Costituita nel 1966 come Pallacanestro Legnano, la più importante società cestistica maschile legnanese ha assunto nel 2006 la denominazione "Legnano Basket" in seguito alla fusione con l'"Olimpia Legnano". Nel 2007 è stata rinominata "Legnano Basket Knights". Disputa le proprie gare a Castellanza al PalaBorsani perché il locale Knights Palace, suo centro sportivo di riferimento, non soddisfa i requisiti necessari all'omologazione per la Serie A2.
A Legnano si disputa la Coppa Bernocchi, una nota corsa professionistica di ciclismo che fa parte del "Trittico Lombardo" insieme alla Tre Valli Varesine e alla Coppa Ugo Agostoni e che è organizzata dall'Unione Sportiva Legnanese. La Coppa Bernocchi è stata prova unica del campionato italiano di ciclismo su strada nel 1961, nel 1976 e nel 1984 e una delle prove multiple del campionato tricolore nel 1935, nel 1947, nel 1952, nel 1954, nel 1956 e nel 1962.

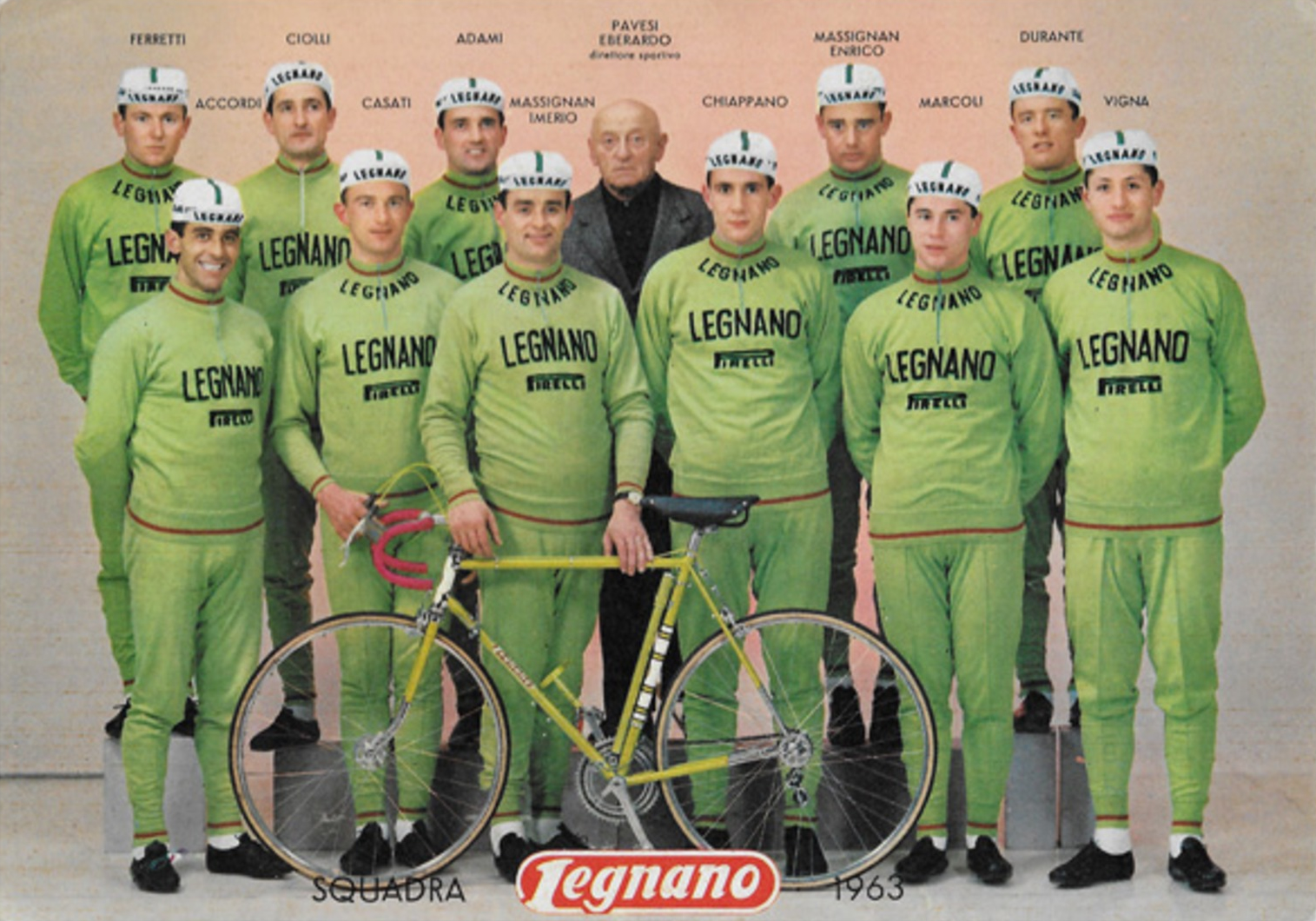
La squadra ciclistica Legnano nel 1963, con la divisa nel classico colore verde Legnano

Nella città aveva sede una delle maggiori case produttrici di biciclette in Italia, nota anche per aver avuto per lungo tempo una delle migliori squadre ciclistiche, la Legnano, che era caratterizzata da un colore che poi è passato alla storia, il verde Legnano. Attiva dal 1906 al 1913 e dal 1919 al 1966, la squadra ciclistica Legnano è stata una delle compagini sportive più vincenti della storia del ciclismo. Tra i ciclisti più celebri che vi corsero ci furono Alfredo Binda, Gino Bartali, Fausto Coppi ed Ercole Baldini. Nel complesso la squadra ciclistica Legnano conquistò 7 Campionati del mondo di ciclismo su strada, 15 Campionati italiani di ciclismo su strada, 16 Giri d'Italia, 2 Tour de France, 10 Milano-Sanremo, 10 Giri del Piemonte e 14 Giri di Lombardia.
L'Associazione Calcio Legnano, fondata nel 1913 e travolta dai debiti nell'estate 2010 dopo il campionato di Lega Pro Seconda Divisione 2009-2010, venne radiata da tutti i campionati rimanendo inattiva fino al 2015, quando una nuova società (l'A.S.D. Legnano 1913 Calcio, fondata nel 2011 e militante in Eccellenza) ne riacquisì il nome e i marchi storici. La divisa ufficiale è di color lilla, e il campo casalingo è lo stadio Giovanni Mari. Nel suo palmarès compaiono 3 partecipazioni in Serie A (1930-1931, 1951-1952, 1953-1954), campionati tutti terminati all'ultimo posto in classifica, 2 campionati in Prima Categoria Nazionale, 5 in Prima Divisione e uno Divisione Nazionale: il sodalizio lilla ha pertanto partecipato 11 volte al campionato di massimo livello della piramide calcistica italiana. Ha inoltre preso parte a 16 campionati di Serie B, di cui l'ultimo nel 1956-1957. I suoi giocatori più famosi sono stati Gigi Riva, che con la maglia lilla disputò il campionato 1962-1963 di Serie C, Paolo Pulici (1966-1967), Luigi Allemandi (dal 1921 al 1925) e Atilio Demaría (1945-1946) (con gli ultimi due giocatori menzionati, che sono stati campioni del mondo nel 1934 con la Nazionale italiana). Da ricordare inoltre la forte rivalità con la Pro Patria, squadra calcistica della confinante Busto Arsizio.

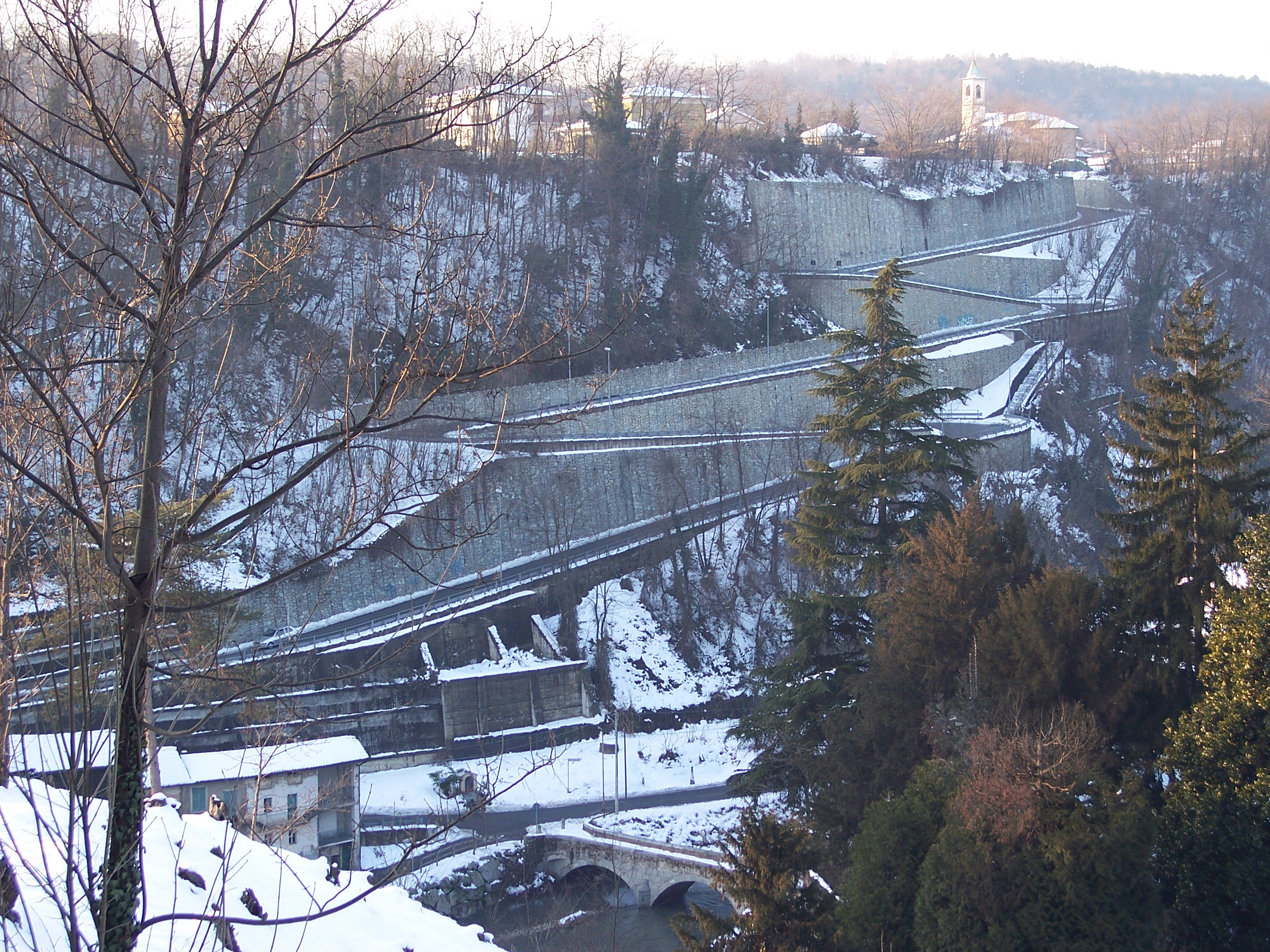
Il "Piccolo Stelvio", che si trova tra Castiglione Olona e Morazzone e che è chiamato in questo modo perché è presente un dislivello di circa 153 metri: è uno dei passaggi fissi della Coppa Bernocchi

Dal 1919 al 1921 fu attiva la società calcistica Giovani Calciatori Legnanesi: nella stagione 1920-1921 i due club legnanesi militavano nello stesso campionato, e quindi la città lombarda era rappresentata, al massimo livello, da due società calcistiche. Essendo però inserite in due gruppi differenti, tra i due club non venne mai disputato un derby. Nel 1921 la G.C. Legnanesi si fuse con i lilla, scomparendo dal panorama calcistico italiano.
La società pallavolistica SAB Volley, è stata attiva dal 2015 al 2018.
Il 30 maggio 2008 è partita da Legnano la 19ª tappa del 91º Giro d'Italia, con destinazione Presolana - Monte Pora. Dal 15 al 20 giugno 2012 si è svolta a Legnano la 25ª edizione del Campionato europeo di scherma. L'assegnazione è stata decisa il 4 luglio 2008 a Kiev, nel corso del congresso continentale della Confederazione europea di scherma. Le gare si sono svolte al PalaBorsani di Castellanza e al castello di San Giorgio. Fra le altre discipline sportive rappresentate a Legnano vi sono anche la ginnastica ritmica, grazie alla Ginnastica Moderna Legnano, e la scherma, dove è attivo il Club Scherma Legnano.

### Impianti sportivi

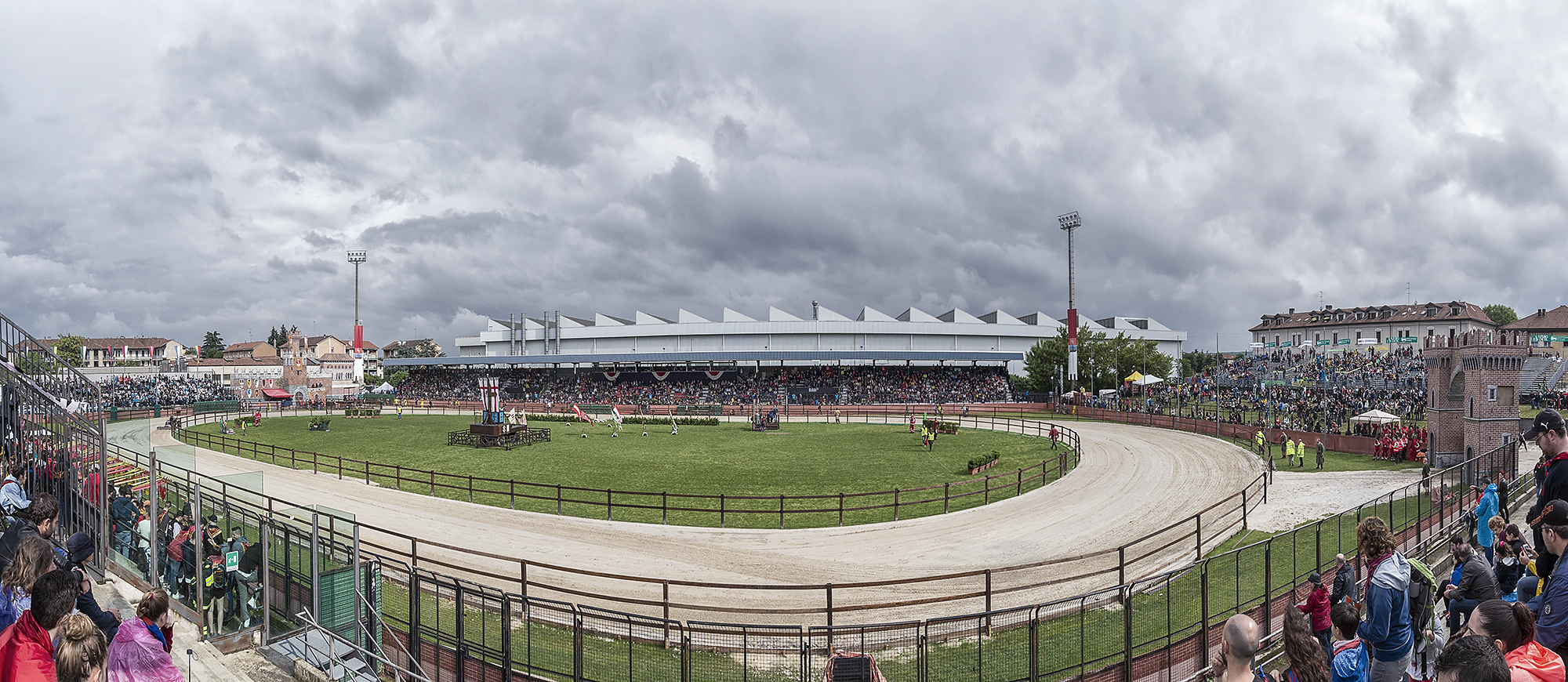
Panoramica dello stadio Giovanni Mari durante il Palio di Legnano 2016

Il più importante impianto sportivo di Legnano, che ospita le partite casalinghe dell'A.C. Legnano, nonché la corsa ippica del Palio, è lo stadio Giovanni Mari. Inaugurato nel 1921, ha una capienza di 6 700 posti a sedere. È dedicato a Giovanni Mari, presidente dell'A.C. Legnano dal 1952 al 1954 e dal 1979 al 1987.
Lo stadio Giovanni Mari, prima della corsa dei cavalli del Palio, è teatro dell'ultima fase della sfilata storica oltre che degli eventi propedeutici alla gara ippica, come gli onori al Carroccio e la carica dei figuranti che impersonano la Compagnia della Morte, che fu fatta, secondo la leggenda, dalla compagine militare guidata da Alberto da Giussano durante la battaglia di Legnano.
Il 2 luglio 1994 lo stadio Giovanni Mari ha ospitato il XIV Superbowl Italiano, vinto dai Frogs Legnano sui Rhinos Milano per 37 a 27, grazie al quale i legnanesi hanno conquistato il loro quinto scudetto.
Di rilevanza storica è anche il campo di via Lodi, impianto sportivo che fu campo di gioco casalingo dell'A.C. Legnano dal 1913 al 1921 e che divenne in seguito centro di allenamento e campo casalingo delle formazioni giovanili lilla. In seguito il campo di via Lodi è stato trasformato in bocciodromo comunale.
Lo stadio Peppino Colombo in via Cesare Battisti ospita alcuni tornei giovanili di calcio oltre alle partite casalinghe del Baseball Softball Club Legnano. Vi si sono svolte competizioni internazionali come i campionati europei e la Coppa delle Coppe di softball.

### Esplicative
1. ↑  L'istituzione del comune di Legnano coincide con l'approvazione dei suoi primi statuti, che avvenne nell'anno 1261.
2. ↑  Altitudine del municipio. Cfr. Legnano: clima e dati geografici.
3. ↑  Legnàn ha origini più colte, mentre Lignàn è la versione più popolare: questa distinzione però è andata scomparendo durante il XX secolo, ed ora la sola dizione utilizzata è la prima. Vedi  Profilo storico della città di Legnano, 1984,  p. 19.
4. ↑  Si veda in particolare  Giorgio D'Ilario, Dizionario legnanese - Proverbi e modi di dire dialettali - Con un'introduzione sulle parlate dall'Olona al Ticino, 1991. "Si ebbe dunque subito una prima diversificazione del latino dovuta alle abitudini dei singoli popoli conquistati, ossia al diverso sostrato linguistico. La valutazione di questo elemento ha dato luogo ad ampie discussioni. Un tempo si credeva di poterlo facilmente determinare in questa o quella caratteristica fonetica; oggi si procede in questo campo con più dubitosa cautela" (ivi, p. 32).
5. ↑  Il campionato italiano di ciclismo su strada si è svolto sia in prova unica che a prove multiple. Dal 1885 al 1914, nel 1937 e 1938, dal 1941 al 1946, nel 1950, dal 1959 a 1961 e definitivamente dal 1966 si è disputato in prova unica su percorsi appositamente allestiti o in concomitanza con altre classiche del calendario nazionale. Nelle edizioni a prove multiple, dal 1919 al 1936, nel 1939 e 1940, dal 1947 al 1949, dal 1951 al 1958 e dal 1962 al 1965, venivano conteggiati punti ottenuti in determinate classiche nazionali tra cui, in alcune occasioni, la Coppa Bernocchi.

### Bibliografiche
1. ↑  Autori vari, p. 22.
2. 1 2   Bilancio demografico mensile anno 2025 (dati provvisori), su demo.istat.it, ISTAT.
3. ↑   Classificazione sismica (XLS), su rischi.protezionecivile.gov.it.
4. ↑   Tabella dei gradi/giorno dei Comuni italiani raggruppati per Regione e Provincia (PDF), in Legge 26 agosto 1993, n. 412, allegato A, Agenzia nazionale per le nuove tecnologie, l'energia e lo sviluppo economico sostenibile, 1º marzo 2011,  p. 151. URL consultato il 25 aprile 2012 (archiviato dall'url originale il 1º gennaio 2017).
5. ↑   Luciano Canepari, Legnano, in Il DiPI: dizionario di pronuncia italiana, Bologna, Zanichelli, 1999, ISBN 88-08-09344-1.
6. ↑  D'Ilario, 1984, p. 19.
7. 1 2  Di Maio, p. 85.
8. 1 2 3 4 5   Profilo storico, su legnano.org. URL consultato l'8 maggio 2014 (archiviato dall'url originale il 17 aprile 2007).
9. ↑   Fratelli d'Italia, su quirinale.it. URL consultato il 7 agosto 2014 (archiviato dall'url originale il 3 agosto 2014).
10. 1 2   Festa della Lombardia, su regione.lombardia.it, 24 settembre 2015. URL consultato il 30 maggio 2014 (archiviato dall'url originale il 24 settembre 2015).
11. ↑   Cenni di botanica nel percorso dei fontanili, su parcodelrugareto.it. URL consultato l'8 maggio 2014 (archiviato dall'url originale il 29 novembre 2014).
12. ↑  Agnoletto, p. 99.
13. ↑   Legnano: clima e dati geografici, su comuni-italiani.it. URL consultato l'8 maggio 2014.
14. ↑   Gli effetti dell'introduzione di una nuova mappa di pericolosità sulla valutazione del rischio sismico in Italia (PDF), su earth-prints.org. URL consultato l'8 maggio 2014 (archiviato dall'url originale l'8 maggio 2014).
15. ↑  Macchione, p. 49.
16. ↑  D'Ilario, 1984, p. 193.
17. ↑   Centro geofisico prealpino - Varese - Bilancio della stagione autunnale 2000 (PDF), su astrogeo.va.it. URL consultato il 9 maggio 2014.
18. ↑   Maltempo, Varese sott'acqua - Esonda l'Olona, su milano.corriere.it. URL consultato il 30 luglio 2014.
19. ↑  Macchione, p. 26.
20. ↑  D'Ilario, 1984, pp. 188-195.
21. ↑   L'Olona, fiume dell'EXPO, adesso può tornare a vivere, su consorziofiumeolona.org. URL consultato il 9 maggio 2014.
22. ↑   Piano di governo del territorio 2010, su comune.legnano.mi.it, legnano.mi.it. URL consultato il 9 maggio 2014.
23. ↑   Classificazione climatica Lombardia, dati Confedilizia, su confedilizia.it. URL consultato il 9 maggio 2014 (archiviato dall'url originale il 25 gennaio 2015).
24. 1 2 3 4 5   Il clima della Lombardia, su centrometeoitaliano.it. URL consultato il 20 novembre 2014 (archiviato dall'url originale il 29 novembre 2014).
25. ↑   Clima Italia, su climieviaggi.it. URL consultato il 20 novembre 2014 (archiviato dall'url originale il 2 marzo 2014).
26. ↑   Università degli Studi di Genova - Dipartimento di Fisica, Atlante Eolico dell'Italia (PDF), in Ricerca di sistema per il settore elettrico - Progetto ENERIN, novembre 2002. URL consultato il 9 maggio 2014 (archiviato dall'url originale il 15 marzo 2008).
27. ↑   Medie climatiche 1961-1990, su wunderground.com. URL consultato il 9 maggio 2014 (archiviato dall'url originale il 21 marzo 2008).
28. ↑   Dati climatologici medi, su eurometeo.com. URL consultato il 9 maggio 2014.
29. ↑   Tabelle e grafici climatici, su meteoam.it. URL consultato il 9 maggio 2014.
30. 1 2 3 4 5  Dizionario, p. 410.
31. 1 2 3 4 5 6  D'Ilario, 1984, p. 17.
32. ↑  D'Ilario, 1984, pp. 17-18.
33. ↑  D'Ilario, 1984, p. 20.
34. 1 2 3 4  Agnoletto, p. 31.
35. ↑  D'Ilario, 1984, p. 9.
36. 1 2 3  D'Ilario, 1984, p. 278.
37. ↑  Di Maio, p. 83.
38. ↑   Autori vari, Di città in città – Insediamenti, strade e vie d'acqua da Milano alla Svizzera lungo la Mediolanum-Verbannus, Soprintendenza Archeologia della Lombardia, 2014. URL consultato il 16 gennaio 2017 (archiviato dall'url originale il 16 febbraio 2017).
39. 1 2 3  D'Ilario, 1984, p. 10.
40. ↑  Ferrarini, p. 39.
41. 1 2   Museo civico di Legnano Guido Sutermeister, su legnano.org. URL consultato l'8 maggio 2014 (archiviato dall'url originale il 15 agosto 2014).
42. ↑  Cfr. le due topografie di Legnano (datate 1925 e 1938) che sono presenti nel testo di D'Ilario a p. 352 e a p. 353.
43. 1 2  Agnoletto, p. 32.
44. ↑  D'Ilario, 1984, p. 213.
45. 1 2  D'Ilario, 1984, p. 211.
46. ↑   Giorgio D'Ilario, La chiesa della Purificazione (oggi S. Rita) per tre secoli utilizzata come Parrocchia, in La Martinella, n. 8. URL consultato il 9 maggio 2014 (archiviato dall'url originale il 26 maggio 2007).
47. 1 2  Autori vari, p. 17.
48. ↑  D'Ilario, 1984, pp. 23-31.
49. ↑   Chiesa di San'Ambrogio, su milanoggi.it. URL consultato il 9 maggio 2014 (archiviato dall'url originale l'8 maggio 2014).
50. ↑  Ferrarini, p. 56.
51. ↑  Ferrarini, p. 57.
52. ↑  D'Ilario, 1984, pp. 222-223.
53. ↑  D'Ilario, 1984, p. 41.
54. ↑  D'Ilario, 1984, p. 54.
55. ↑   Città di Legnano - Madonnina dei Ronchi, su legnanobasket.it. URL consultato il 9 aprile 2014 (archiviato dall'url originale il 12 maggio 2014).
56. 1 2  D'Ilario, 1984, p. 228.
57. ↑   Legnano sul Portale dell'Altomilanese della Provincia di Milano, su cittametropolitana.mi.it. URL consultato il 6 settembre 2013 (archiviato dall'url originale il 17 novembre 2015).
58. ↑  D'Ilario, 1984, p. 55.
59. ↑  D'Ilario, 1984, pp. 55-56.
60. ↑  D'Ilario, 1984, p. 50.
61. ↑  D'Ilario, 1984, pp. 197-200.
62. ↑  D'Ilario, 1984, p. 84.
63. ↑  D'Ilario, 1984, p. 83.
64. ↑  D'Ilario, 1984, p. 87.
65. ↑  D'Ilario, 1984, p. 96.
66. ↑  D'Ilario, 1984, p. 98.
67. 1 2  Grillo, p. 155.
68. 1 2   Legnano - Bandiera del Municipio, su quirinale.it. URL consultato il 9 maggio 2014.
69. ↑   Profilo economico, su legnano.org. URL consultato il 10 maggio 2014 (archiviato dall'url originale il 27 ottobre 2007).
70. ↑   Il dado è tratto, su legnano.org. URL consultato il 10 maggio 2014 (archiviato dall'url originale il 2 febbraio 2008).
71. 1 2 3  D'Ilario, 1984, p. 101.
72. ↑  D'Ilario, 1984, pp. 101-102.
73. ↑   De Angeli - Frua, su aglieonline.it. URL consultato il 10 maggio 2014 (archiviato dall'url originale l'8 settembre 2012).
74. ↑  D'Ilario, 1984, pp. 102-106.
75. ↑   La bicicletta da corsa Legnano degli ultimi anni '40, su ciclomuseo-bartali.it. URL consultato il 10 maggio 2014 (archiviato dall'url originale il 23 settembre 2015).
76. ↑  D'Ilario, 1984, p. 102.
77. ↑  D'Ilario, 1984, pp. 289-292.
78. ↑  D'Ilario, 1984, p. 103.
79. ↑  D'Ilario, 1984, p. 108.
80. ↑  D'Ilario, 1984, p. 113.
81. ↑  D'Ilario, 1984, p. 115.
82. 1 2 3  D'Ilario, 1984, p. 116.
83. ↑  D'Ilario, 2003, p. 112.
84. 1 2 3 4 5  D'Ilario, 1984, p. 118.
85. ↑  D'Ilario, 1984, p. 117.
86. ↑   Legnano 1943 - 2009, su altomilaneseinrete.it. URL consultato il 9 maggio 2014 (archiviato dall'url originale l'8 maggio 2014).
87. 1 2  D'Ilario, 1984, p. 122.
88. 1 2  D'Ilario, 1984, p. 123.
89. 1 2  D'Ilario, 1984, p. 126.
90. 1 2   Istituto del Nastro Azzurro - Istituzioni Decorate di Medaglia di Bronzo al Valor Militare - Comune di Legnano, su istitutonastroazzurro.it. URL consultato il 9 maggio 2014.
91. ↑  D'Ilario, 1984, p. 127.
92. ↑  D'Ilario, 1984, p. 140.
93. ↑   Buscate, la Crespi è fallita: 150 operai senza lavoro, su ilgiorno.it. URL consultato il 9 settembre 2015.
94. 1 2  D'Ilario, 1984, p. 135.
95. ↑   Dolce & Gabbana, su treccani.it. URL consultato il 9 aprile 2014.
96. 1 2  D'Ilario, 1984, p. 131.
97. 1 2 3   Legnano, su Archivio Centrale dello Stato. URL consultato il 19 gennaio 2023.
98. 1 2   Stemma del Comune di Legnano, su comuni-italiani.it. URL consultato il 9 maggio 2014.
99. ↑  Stemmario Trivulziano, p. 193 - archive.org
100. ↑   Contrada San Magno - Le origini, su sanmagno.com. URL consultato il 9 maggio 2014 (archiviato dall'url originale l'11 giugno 2014).
101. ↑   Bozzetti di stemma e gonfalone del Comune di Legnano, su ACS, Raccolta dei disegni degli stemmi di comuni e città. URL consultato il 7 ottobre 2024.
102. ↑  Ferrarini, p. 79.
103. ↑   Città di Legnano, su araldicacivica.it. URL consultato il 17 novembre 2017 (archiviato dall'url originale il 20 novembre 2017).
104. ↑   Comune di Legnano, su cittametropolitana.mi.it. URL consultato il 9 maggio 2014 (archiviato dall'url originale il 22 aprile 2016).
105. ↑   "Me car Legnan" - L'inno ufficiale di Legnano, su statistichelilla.it. URL consultato il 9 maggio 2014 (archiviato dall'url originale il 5 giugno 2009).
106. ↑   La Basilica di San Magno, su visitamilano.it. URL consultato il 9 maggio 2014 (archiviato dall'url originale il 4 maggio 2014).
107. ↑  D'Ilario, 1984, pp. 236-237.
108. ↑   La chiesa del Santo Redentore a Legnanello fu costruita in un anno a forma di basilica, su legnano.org. URL consultato il 9 maggio 2014 (archiviato dall'url originale il 14 settembre 2007).
109. ↑  D'Ilario, 1984, p. 264.
110. 1 2   Giorgio D'Ilario, Eretta a ricordo di una visita a Legnano di S.Bernardino la chiesa a lui dedicata, in La Martinella, n. 10. URL consultato il 9 maggio 2014 (archiviato dall'url originale il 28 maggio 2007).
111. ↑  D'Ilario, 1984, pp. 232-233.
112. ↑  D'Ilario, 1984, p. 233.
113. ↑   Quattro secoli di devozione per la "Madonnina dei Ronchi", su legnano.org. URL consultato il 9 novembre 2014 (archiviato dall'url originale il 3 settembre 2007).
114. ↑  Ferrarini, p. 122.
115. ↑   La chiesa della Purificazione (oggi S. Rita) per tre secoli utilizzata come Parrocchia, su legnano.org. URL consultato il 14 novembre 2014 (archiviato dall'url originale il 26 maggio 2007).
116. ↑   L'Oratorio di Santa Maria Maddalena, su legnano.org. URL consultato il 7 novembre 2014 (archiviato dall'url originale l'8 settembre 2007).
117. ↑   Giorgio D'Ilario, Dove sorgeva l'antico convento Sant'Angelo fu costruita la scuola elementare Mazzini, in La Martinella, n. 9. URL consultato il 9 maggio 2014 (archiviato dall'url originale il 23 giugno 2007).
118. ↑   Giorgio D'Ilario, L'antica chiesa di Santa Maria del Priorato del convento dei frati Umiliati, in La Martinella. URL consultato il 9 maggio 2014 (archiviato dall'url originale il 21 maggio 2007).
119. 1 2  Ferrarini, p. 105.
120. ↑   Contrada Sant'Erasmo, su collegiodeicapitani.it. URL consultato il 22 novembre 2015 (archiviato dall'url originale il 7 aprile 2014).
121. ↑  D'Ilario, p. 225.
122. 1 2 3  Ferrarini, p. 107.
123. ↑  Agnoletto, p. 35.
124. ↑  D'Ilario, 1984, p. 279.
125. ↑  D'Ilario, 1984, p. 280.
126. ↑   Mauro Venegoni, su anpi.it. URL consultato il 9 maggio 2014.
127. ↑  D'Ilario, 1984, p. 281.
128. ↑  D'Ilario, 1984, pp. 216-225.
129. ↑  Agnoletto, p. 38.
130. ↑   Museo Civico Guido Sutermeister, su rete800lombardo.it. URL consultato il 19 novembre 2014 (archiviato dall'url originale l'8 maggio 2014).
131. 1 2 3  D'Ilario, 1984, p. 232.
132. ↑   La storia della chiesa di S. Erasmo è legata all'ospizio di Bonvesin de la Riva, su legnano.org. URL consultato il 4 aprile 2014 (archiviato dall'url originale il 16 marzo 2007).
133. ↑  D'Ilario, 1984, pp. 213-216.
134. ↑   Palazzo Leone da Perego, su minigolf2007.com. URL consultato il 9 maggio 2014 (archiviato dall'url originale il 14 luglio 2011).
135. ↑   Villa Jucker, su legnanoon.it. URL consultato l'8 giugno 2016.
136. ↑   Villa Dell'Acqua-Lazzati-Bombelli, su addarte.it. URL consultato il 10 giugno 2016 (archiviato dall'url originale il 1º luglio 2016).
137. ↑   Villa ex Bernocchi, su cultura.legnano.org. URL consultato il 12 giugno 2016 (archiviato dall'url originale il 3 ottobre 2016).
138. ↑   La cultura la FAI anche a Legnano con successo, su legnano24.it. URL consultato il 6 maggio 2014 (archiviato dall'url originale il 6 maggio 2014).
139. ↑   Bando a Legnano per ampliare il municipio, su archiviostorico.corriere.it. URL consultato il 6 maggio 2014 (archiviato dall'url originale il 6 maggio 2014).
140. ↑   Torna a risplendere la facciata di Palazzo Italia, su legnanonews.com. URL consultato il 6 maggio 2014.
141. ↑   Sabato 6 novembre replica a Legnano degli itinerari di architettura milanese, su legnano.org, www.legnano.org. URL consultato il 19 novembre 2014.
142. ↑   Grattacielo Luigi Caccia Dominioni, su ordinearchitetti.mi.it, www.ordinearchitetti.mi.it. URL consultato il 19 novembre 2014 (archiviato dall'url originale il 29 novembre 2014).
143. ↑  Ferrarini, p. 142.
144. ↑   Tesi di Patrizia Miramonti sull'ex area Cantoni, su legnano.org. URL consultato il 9 maggio 2014 (archiviato dall'url originale il 17 maggio 2006).
145. ↑   I Cantoni: pionieri dell'industria tessile, su legnano.org. URL consultato il 9 maggio 2014 (archiviato dall'url originale il 17 aprile 2007).
146. ↑   Enrico Butti, su scultura-italiana.com. URL consultato il 16 ottobre 2014 (archiviato dall'url originale il 19 dicembre 2014).
147. ↑   Si è spento lo scultore Gianluigi Bennati, su www3.varesenews.it, varesenews.it. URL consultato il 25 marzo 2015 (archiviato dall'url originale il 2 aprile 2015).
148. ↑   Restaurate le statue di Aligi Sassu, su legnanonews.com. URL consultato il 25 marzo 2015.
149. ↑  Agnoletto, pp. 97-98.
150. ↑   Martin pescatore n°24 - Notiziario trimestrale dell'Ente Parchi del Lago Maggiore, su parchilagomaggiore.it. URL consultato il 9 maggio 2014 (archiviato dall'url originale il 22 luglio 2011).
151. ↑  D'Ilario, 1984, p. 200.
152. ↑   Parco locale del bosco di Legnano, su provincia.mi.it. URL consultato il 9 maggio 2014 (archiviato dall'url originale il 7 febbraio 2012).
153. ↑   Parco alto milanese - Il territorio, su parcoaltomilanese.it. URL consultato il 9 maggio 2014 (archiviato dall'url originale l'8 novembre 2014).
154. ↑  Dovunque è Legnano, periodico d'informazione sulla vita cittadina, edizione Primavera 2011, p. 12
155. ↑   Buon compleanno Terra!, su castellanzainrete.it. URL consultato il 9 maggio 2014 (archiviato dall'url originale l'8 maggio 2014).
156. ↑  Dati tratti da:
  -  Popolazione residente dei comuni. Censimenti dal 1861 al 1991 (PDF), su ebiblio.istat.it, ISTAT.
  -  Popolazione residente per territorio – serie storica, su esploradati.censimentopopolazione.istat.it.
Nota bene: il dato del 2021 si riferisce al dato del censimento permanente al 31 dicembre di quell'anno.
157. 1 2 3   Statistiche demografiche su "demo.istat.it", su demo.istat.it. URL consultato il 12 settembre 2015.
158. ↑   Cittadini stranieri - Legnano, su comuni-italiani.it. URL consultato il 9 maggio 2014.
159. 1 2  Dizionario legnanese, p. 29.
160. ↑  Dizionario legnanese, p. 28.
161. ↑  Agnoletto, p. 120.
162. ↑  Dizionario legnanese, p. 35.
163. ↑   Le Chiese riformate, su cesnur.com. URL consultato il 14 novembre 2017.
164. ↑   Parrocchie di Legnano, su parrocchiemap.it. URL consultato il 9 maggio 2014.
165. ↑   Milano: rito ambrosiano antico, a Legnano la prima messa cantata, su rinascimentosacro.org. URL consultato il 9 maggio 2014 (archiviato dall'url originale il 1º ottobre 2011).
166. ↑   Il Palio delle contrade, su paliodilegnano.it. URL consultato l'8 maggio 2014.
167. ↑  D'Ilario, 1984, p. 335.
168. ↑  Autori vari, p. 154.
169. ↑   La sfilata storica, su paliodilegnano.it. URL consultato l'8 maggio 2014.
170. ↑   La Fabbrica del canto, cori dal mondo, su eoipso.it. URL consultato il 4 maggio 2016.
171. ↑   Il nuovo ospedale di Legnano, su www3.varesenews.it, varesenews.it. URL consultato il 9 maggio 2014 (archiviato dall'url originale il 30 marzo 2014).
172. ↑   Familia Legnanese, su famiglialegnanese.com. URL consultato il 9 maggio 2014.
173. ↑   Il Palio (PDF), su eoipso.it. URL consultato il 9 maggio 2014 (archiviato dall'url originale il 30 marzo 2014).
174. ↑   Società Arte e Storia, su legnano.org, societaartestoria.it. URL consultato il 14 settembre 2017 (archiviato dall'url originale il 15 settembre 2017).
175. ↑   Giorgio D'Ilario, La Chiesa di S.Ambrogio: gli oltre dieci secoli di storia del più antico tempio di Legnano, in La Martinella, n. 5. URL consultato il 9 maggio 2014 (archiviato dall'url originale il 23 giugno 2007).
176. ↑  D'Ilario, 1984, pp. 293-294.
177. ↑  D'Ilario, 1984, pp. 295-296.
178. ↑  D'Ilario, 1984, pp. 297-300.
179. ↑   Elenco plessi scolastici da sito web istituzionale, su legnano.org. URL consultato il 9 maggio 2014 (archiviato dall'url originale il 15 marzo 2007).
180. ↑   Sito ufficiale del progetto SALe, su spaziartelegnano.com. URL consultato il 9 maggio 2014 (archiviato dall'url originale il 4 gennaio 2014).
181. ↑   Legnano, nasce il Museo Alfa Romeo Fratelli Cozzi, su ilgiorno.it. URL consultato il 24 ottobre 2015.
182. ↑   60 anni di Alfa Romeo nel Museo della F.lli Cozzi, su legnanonews.com. URL consultato il 24 ottobre 2015.
183. ↑   Museo Fratelli Cozzi | Musei Design, su museidesign.it. URL consultato il 30 settembre 2019.
184. ↑   Quotidiano Nazionale - Contatti, su qn.quotidiano.net. URL consultato il 9 maggio 2014.
185. ↑   La Prealpina - Contatti, su prealpina.it. URL consultato il 9 maggio 2014 (archiviato dall'url originale il 6 giugno 2009).
186. ↑   Radio Punto, su radiopunto.it. URL consultato il 9 maggio 2014.
187. ↑   La Nuova Casa di OkNetwork, su eventbrite.it. URL consultato il 7 maggio 2016 (archiviato dall'url originale il 5 giugno 2016).
188. ↑  Aldo Grasso, La Tv del sommerso. Viaggio nell'Italia delle tv locali, Mondadori, 2006, p. 43.
189. ↑   Teatro Città di Legnano Tirinnanzi: il 31 marzo l'inaugurazione, su legnano.org. URL consultato il 10 giugno 2016 (archiviato dall'url originale il 3 ottobre 2016).
190. ↑   Si alza il sipario sul teatro Tirinnanzi, su varesenews.it. URL consultato il 9 giugno 2016.
191. ↑   Teatro Città di Legnano Tirinnanzi, su legnano.org. URL consultato il 9 giugno 2016 (archiviato dall'url originale il 20 aprile 2016).
192. 1 2   Antonio Provasio, capocomico dei Legnanesi: "Milano mi dà il pane e mi riempie il cuore", su ilgiorno.it. URL consultato il 10 maggio 2014.
193. 1 2  D'Ilario, 1984, p. 347.
194. ↑  D'Ilario, 1984, pp. 347-358.
195. ↑  D'Ilario, 1984, p. 352.
196. ↑   L'ex cotonificio Cantoni è rinato, ma è rimasto (quasi) solo il nome, su ilgiornaledellarchitettura.com. URL consultato il 10 maggio 2014 (archiviato dall'url originale il 30 marzo 2014).
197. ↑  Vecchio, p. 264.
198. ↑   Bilancio sociale 2008 del gruppo Bipiemme (PDF), su bpm.it. URL consultato il 10 maggio 2014 (archiviato dall'url originale il 6 febbraio 2012).
199. ↑  Alessandro Albè, Guido Boreani, Giampietro Dall'Olio, La tramvia Milano - Gallarate, Calosci, Cortona, 1993. ISBN 9788877850867
200. ↑  D'Ilario, 1984, pp. 181-182.
201. ↑  Vecchio, p. 225.
202. ↑   Storico Elezioni Comunali di Legnano, su tuttitalia.it. URL consultato il 4 dicembre 2021.
203. ↑   Istituzioni del Palio di Legnano, su contradalegnarello.it. URL consultato il 2 aprile 2016.
204. ↑  Autori vari, pp. 144-145.
205. ↑  Vecchio, p. 245.
206. ↑   Attentati terroristici a Parigi: bandiere a lutto a Legnano, su ilgiorno.it. URL consultato il 27 dicembre 2015.
207. ↑   La storia dei Frogs Legnano, su frogslegnano.com. URL consultato il 10 maggio 2014 (archiviato dall'url originale il 30 marzo 2014).
208. ↑   Sito ufficiale BSC Legnano - Home page, su legnanosoftball.org. URL consultato il 10 maggio 2014 (archiviato dall'url originale il 4 agosto 2016).
209. ↑   Lo sport, seconda famiglia per Pierino Cavalleri, su legnanonews.com. URL consultato l'11 settembre 2017.
210. 1 2   La storia del Legnano Basket, su legnanobasket.towersport.com. URL consultato il 7 ottobre 2014 (archiviato dall'url originale il 31 gennaio 2014).
211. ↑   I presidenti, su uslegnanese.it. URL consultato il 27 luglio 2015 (archiviato dall'url originale il 20 settembre 2015).
212. ↑   Il Giro ama Irina Shayk, mentre scopre il talento di Ciccone e la generosità di Brambilla, su ilfoglio.it. URL consultato il 14 novembre 2017.
213. ↑   Storia della Legnano, su newsciclismo.altervista.org. URL consultato il 27 aprile 2014 (archiviato dall'url originale il 28 aprile 2014).
214. ↑  D'Ilario, 1993, pp. 56-57.
215. ↑   Statistiche Lilla - Cronologia, su statistichelilla.it. URL consultato il 10 maggio 2014 (archiviato dall'url originale il 13 agosto 2013).
216. ↑   Fuori l'Ancona e 20 club di Lega Pro, su repubblica.it. URL consultato il 10 maggio 2014.
217. ↑   Rombo di Tuono: un'avventura cominciata in lilla, su statistichelilla.it. URL consultato il 10 maggio 2014 (archiviato dall'url originale il 14 novembre 2014).
218. ↑  (EN) Paolino Pulici, su footballdatabase.eu. URL consultato il 14 novembre 2017.
219. ↑   Pro Patria-Legnano, la storia del derby, su bustocco.it. URL consultato il 10 maggio 2014.
220. ↑   Piccolo Stelvio, su ciclistiamo.it. URL consultato il 4 settembre 2017 (archiviato dall'url originale il 5 settembre 2017).
221. 1 2  Fontanelli, p. 59.
222. ↑   Legnano: La Sab Volley in A2 con il titolo di Bolzano, su volleyball.it. URL consultato l'11 dicembre 2016 (archiviato dall'url originale il 20 dicembre 2016).
223. ↑   Giro d'Italia 2008 - Le tappe, su gazzetta.it. URL consultato il 10 maggio 2014.
224. ↑   Campionati europei assoluti - Kiev, assegnata a Legnano l'organizzazione della manifestazione continentale del 2012, su federscherma.it. URL consultato il 10 maggio 2014 (archiviato dall'url originale il 31 luglio 2008).
225. ↑   Lo stadio Giovanni Mari, su statistichelilla.it. URL consultato l'8 luglio 2015 (archiviato dall'url originale il 9 luglio 2015).
226. ↑   ALBERTO da Giussano, in Enciclopedia Italiana, Roma, Istituto dell'Enciclopedia Italiana.
227. ↑   Palio di Legnano 2015 - 1176 emozioni, una sola battaglia, su cittametropolitana.mi.it. URL consultato il 29 maggio 2015 (archiviato dall'url originale l'8 aprile 2016).
228. ↑   La storia, su frogslegnano.com. URL consultato il 10 ottobre 2017 (archiviato dall'url originale il 30 marzo 2014).
229. ↑   Giuseppe Tosi, su statistichelilla.it. URL consultato il 22 maggio 2016 (archiviato dall'url originale il 24 giugno 2016).
230. ↑   Inaugurato a Legnano il bocciodromo Franco Landini, su legnanonews.com. URL consultato il 22 maggio 2016.
231. ↑   Legnano / Peppino Colombo – Sito Ufficiale Legnano Baseball Softball a.s.d., su legnanobaseballsoftball.it. URL consultato il 26 luglio 2022.
232. ↑   Softball, Coppa Delle Coppe passa anche per Legnano, su Sempione News, 16 agosto 2021. URL consultato il 26 luglio 2022.